# Expédition de La Pérouse
Cet article concerne l'expédition menée par La Pérouse lui-même (1785-88). Pour les expéditions menées ensuite pour le retrouver, voir Expéditions menées sur les traces de La Pérouse.

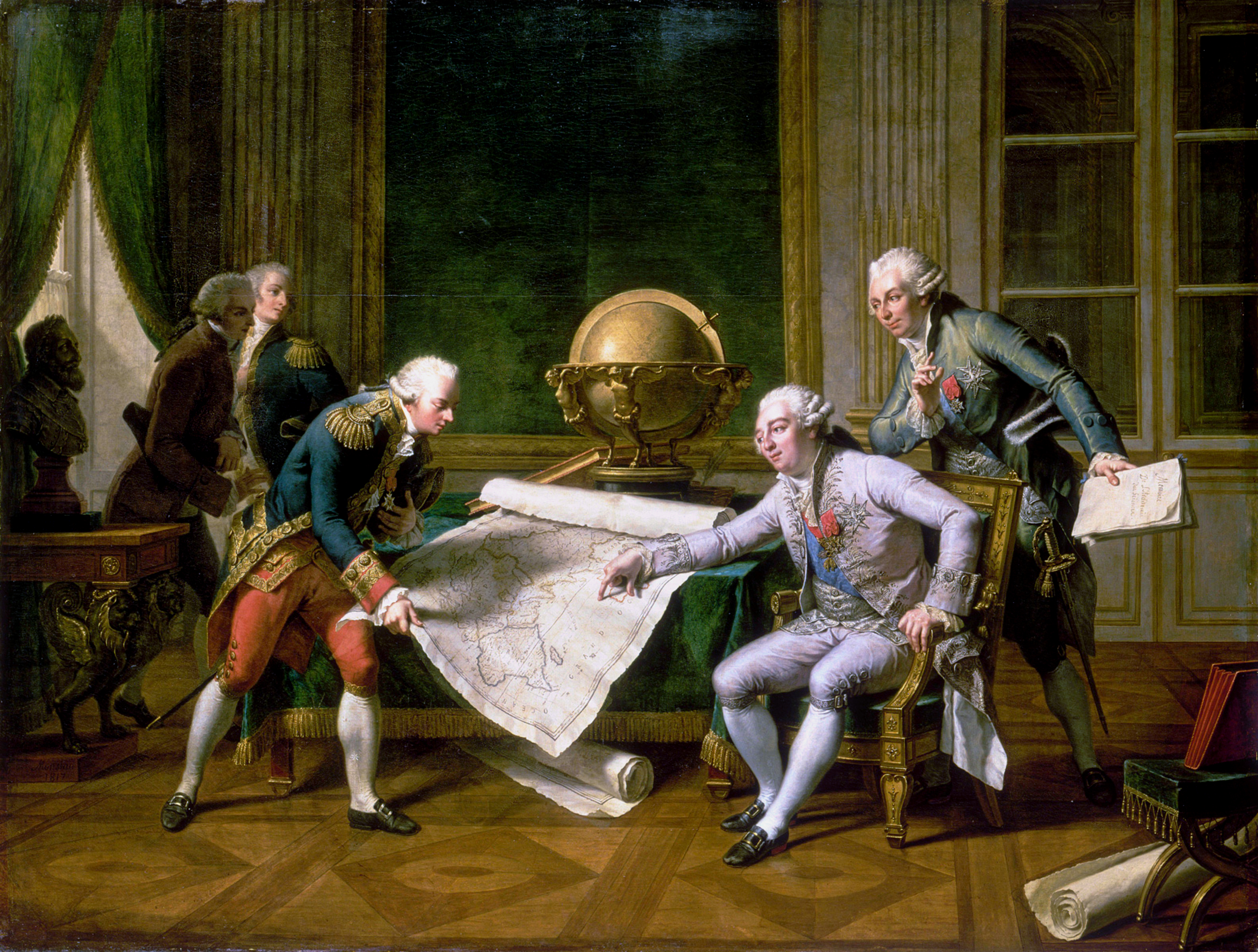
Louis XVI donnant ses instructions à La Pérouse.

L’expédition de La Pérouse est une expédition « de découverte » commandée à partir de 1783 par Jean-François de La Pérouse sous l'impulsion du roi de France Louis XVI, dans le but d'effectuer une exploration de l'océan Pacifique dans la lignée de James Cook, voire d'effectuer une circumnavigation du globe. Les navires de l'expédition, la Boussole et l'Astrolabe, s'échouèrent à Vanikoro, ce qui mit un terme à l'expédition en 1788. Des survivants s'installèrent temporairement sur place, avant de disparaître.
Le sort de l'expédition, resté mystérieux de nombreuses années, donna lieu à plusieurs expéditions de recherche. Entre 1791 et 1794, une expédition à la recherche de Monsieur de Lapérouse est confiée au contre-amiral Antoine Bruny d'Entrecasteaux. En 1825, Dumont d'Urville, alors capitaine de frégate, est vivement frappé par le sort de cette expédition. Il prend la tête d'une nouvelle entreprise de circumnavigation qui part de Toulon le 25 avril. Il faut attendre 1826-1827 pour que le capitaine marchand Peter Dillon découvre les restes du naufrage dans l'île de Vanikoro (groupe des Îles Santa Cruz), aux Îles Salomon. Dans les années 1960, plusieurs plongées sur le site permettent de localiser les épaves, puis, entre 1981 et 2009, plusieurs missions d'archéologie sous-marine, conduites par l'association Salomon.

## Genèse

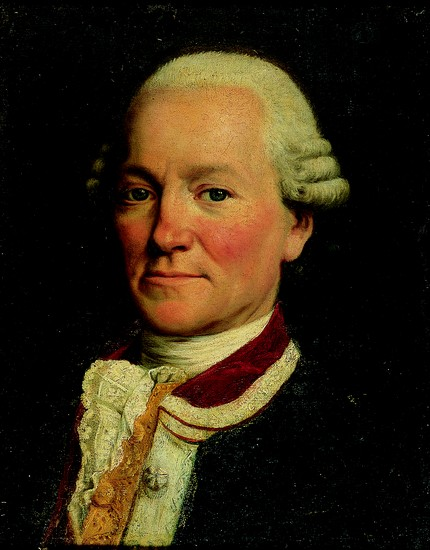
Le comte Jean-François de Galaup de La Pérouse, responsable de l'expédition.

En 1783, après le traité de Paris, Jean-François de La Pérouse est choisi par le marquis de Castries, ministre de la Marine, et par Louis XVI pour diriger une expédition autour du monde visant à compléter les découvertes de James Cook dans l'océan Pacifique.
Le roi Louis XVI lança une des plus grandes expéditions de découverte de son époque. Il souhaitait rectifier et achever la cartographie de la planète, établir de nouveaux comptoirs commerciaux, ouvrir de nouvelles routes maritimes autour du monde, enrichir les connaissances et les collections scientifiques.
Tous les savants furent invités à faire connaître les types de recherches les plus propres à hâter les progrès des connaissances humaines. Plusieurs d'entre eux s'embarquent sur les bâtiments de la Pérouse, avec la mission expresse de s'occuper de celles qui avaient été désignées (voir : Robert de Lamanon et Jean-André Mongez). On peut parler d'une démarche encyclopédique couvrant des savoirs géographiques, cartographiques et même anthropologiques puisque Lapérouse est invité à « décrire les sociétés en faisant abstraction de sa propre société et de ses préjugés, et à constituer un catalogue raisonné des connaissances dans tous les domaines du savoir. » Les objectifs fixés par l'Académie des sciences couvrent : le calcul des longitudes, l'observation du phénomène des marées, l'étude des vents, des courants, des météores et des aurores boréales, tous points qui seront systématiquement décrits dans le journal de bord de Lapérouse.

## Préparatifs

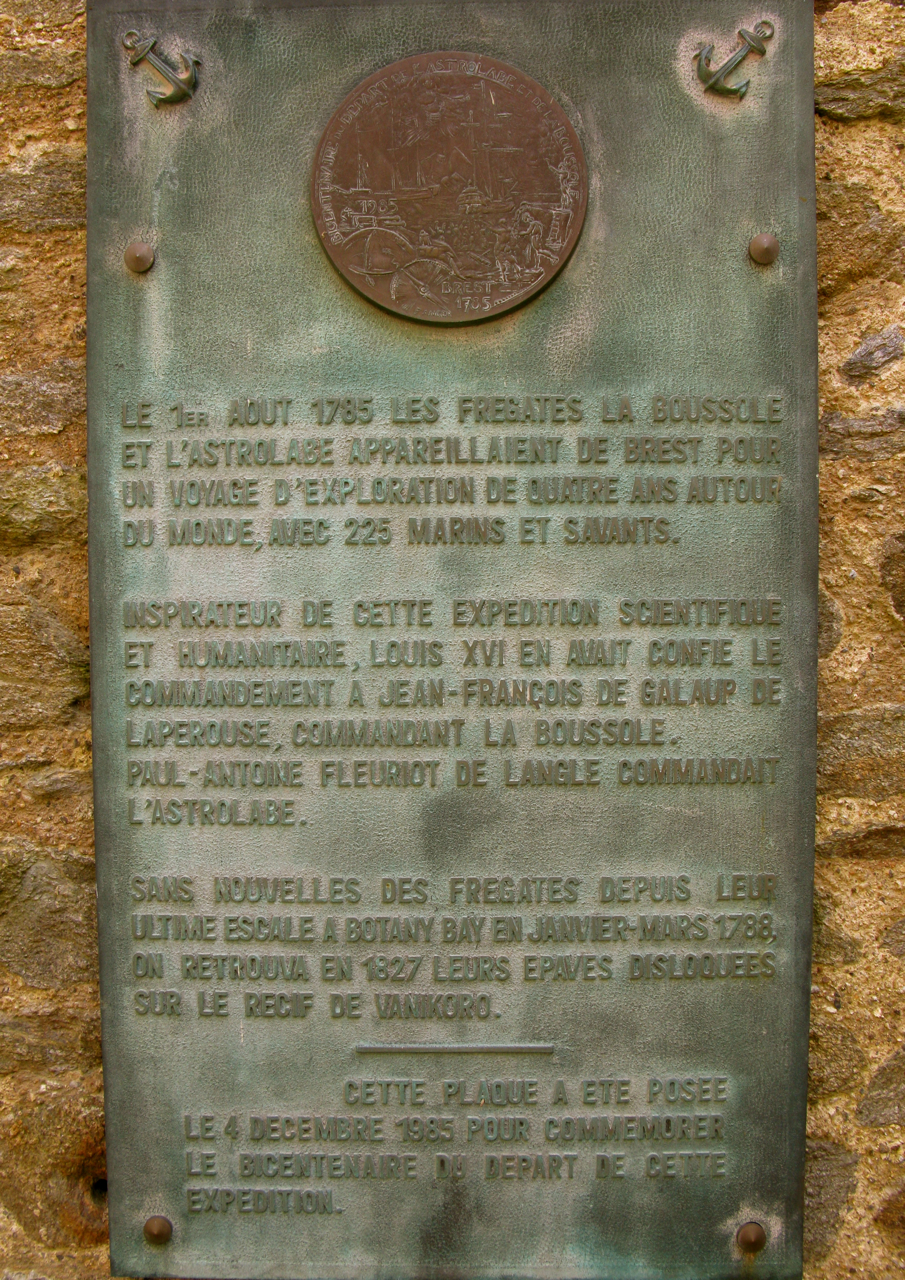
Plaque commémorative à Brest

Dès mars 1785, La Pérouse a proposé que Paul Monneron, qui a été choisi comme ingénieur en chef de l'expédition, aille à Londres afin d'obtenir les dernières conclusions sur les remèdes antiscorbutiques préconisés par Cook. Suivant l'expérience de Cook, La Pérouse va notamment imposer à son équipage de consommer quotidiennement des fruits et légumes frais, notamment du choux. La mission de Monneron consiste aussi à prendre des renseignements sur les articles d'échange utilisés par Cook. Accessoirement, il peut aussi acheter des instruments scientifiques de fabrication anglaise
Aspect plus connu de cette mission, Joseph Banks intervient auprès de la Royal Society pour obtenir qu'elle prête deux boussoles d'inclinaison ayant appartenu à Cook. Monneron achète également les instruments scientifiques figurant sur la liste dressée par Fleurieu, en ayant recours aux plus grandes firmes anglaises, en particulier Ramsden. Il dépasse même les directives de Fleurieu en faisant par exemple l'acquisition de deux sextants d'un type nouveau. Les frères Montgolfier confient à Lapérouse deux aérostats à titre expérimental pour être embarqués sur La Boussole.
Le voyage de Monneron constitue sans doute le meilleur exemple de ce que représente le précédent de Cook, une référence fidèlement copiée, mais que l'on espère dépasser par la minutie des préparatifs.
De leur côté, les astronomes et les géographes de l'expédition de La Pérouse calquent leurs méthodes de travail sur celles de Cook, fondées sur l'association des deux façons de calculer la longitude — distance de la lune au soleil et chronomètre de précision — suivie de triangulations au théodolite, ou de relèvements pris du navire, analogues à ceux que le navigateur anglais a effectués pour ses cartes des îles du Pacifique. Pour les relèvements, la méthode préconisée par Fleuriot de Langle est exactement à l'imitation de celle de Cook. En matière de géographie, La Pérouse démontre de manière décisive la rigueur et la sûreté des méthodes éprouvées par Cook. À partir de son voyage, la résolution du problème des longitudes devient une évidence et la cartographie atteint une précision scientifique. Gêné comme l'avait été Cook par les brumes continuelles enveloppant la côte nord-ouest de l'Amérique, il ne réussit toutefois pas davantage à en dresser la carte complète, mais il contribue à en diminuer les lacunes.

## Composition
De nombreux scientifiques participent à l'expédition : un astronome, un médecin, trois naturalistes, un mathématicien, trois dessinateurs, des physiciens, un interprète, un horloger, un météorologue, ainsi que des prêtres possédant une formation scientifique. Les objectifs sont nombreux : géographiques, scientifiques, ethnologiques, économiques (prospection des possibilités de chasse à la baleine ou de collecte de fourrures), mais aussi politiques avec l'établissement éventuel de bases françaises ou de coopération coloniale avec les alliés espagnols aux Philippines. Le programme d'exploration doit le conduire dans le Pacifique Nord et le Pacifique Sud, y compris sur les côtes d'Extrême-Orient et d'Australie. Les résultats de l'expédition furent connus par courrier dans les escales ayant des liaisons avec les pays européens.

## Départ

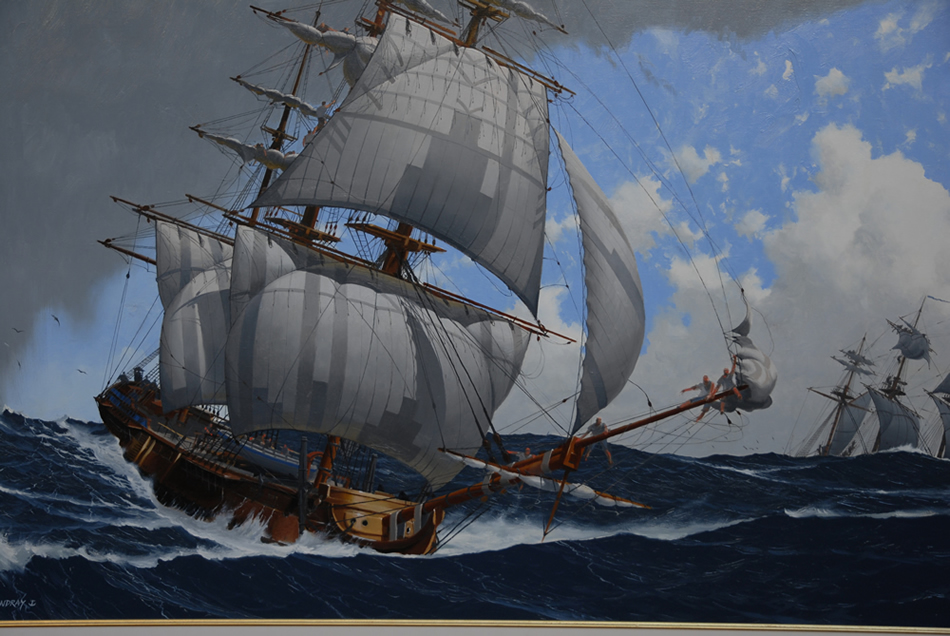
La Boussole en haute mer - John Pendray.

L'expédition, composée de 220 hommes, quitta Brest le 1er août 1785 sur deux navires, la Boussole et l'Astrolabe, des gabares (navires marchands de 500 tonneaux) reclassifiées comme frégates pour la circonstance.
Pendant près de trois années, la Boussole, vaisseau commandé par La Pérouse à qui le commandement de l'expédition est confié, et l'Astrolabe vaisseau commandé par Paul Fleuriot de Langle, parcourent tous les océans du globe (Brésil, Chili, Île de Pâques, Îles Sandwich, Alaska, Californie, Macao, Philippines, Japon, Kamtchatka, Australie…).
Durant le voyage Lapérouse est particulièrement soucieux du bien-être et de la santé des équipages et des savants, comme en témoignent la multiplication des escales d'avitaillement, le seuil fatidique des soixante-huit jours de mer pratiquement respecté et la recherche de havres « non miasmatiques ».

## En route vers l'Alaska
- 1er août 1785, départ de Brest : traversée difficile car les bateaux trop chargés à l'avant se gouvernent mal.
- 1-13 août, Madère où ils sont bien accueillis mais le vin local est trop cher.

### Ténérife
- Du 20 au 30 août, l'expédition est à Tenerife[n 7]. L'astronome Louis Monge, (1748-1827), frère cadet de Gaspard Monge, malade, est débarqué. Le vin embarqué provient de La Orotava.

### L'île de la Trinité

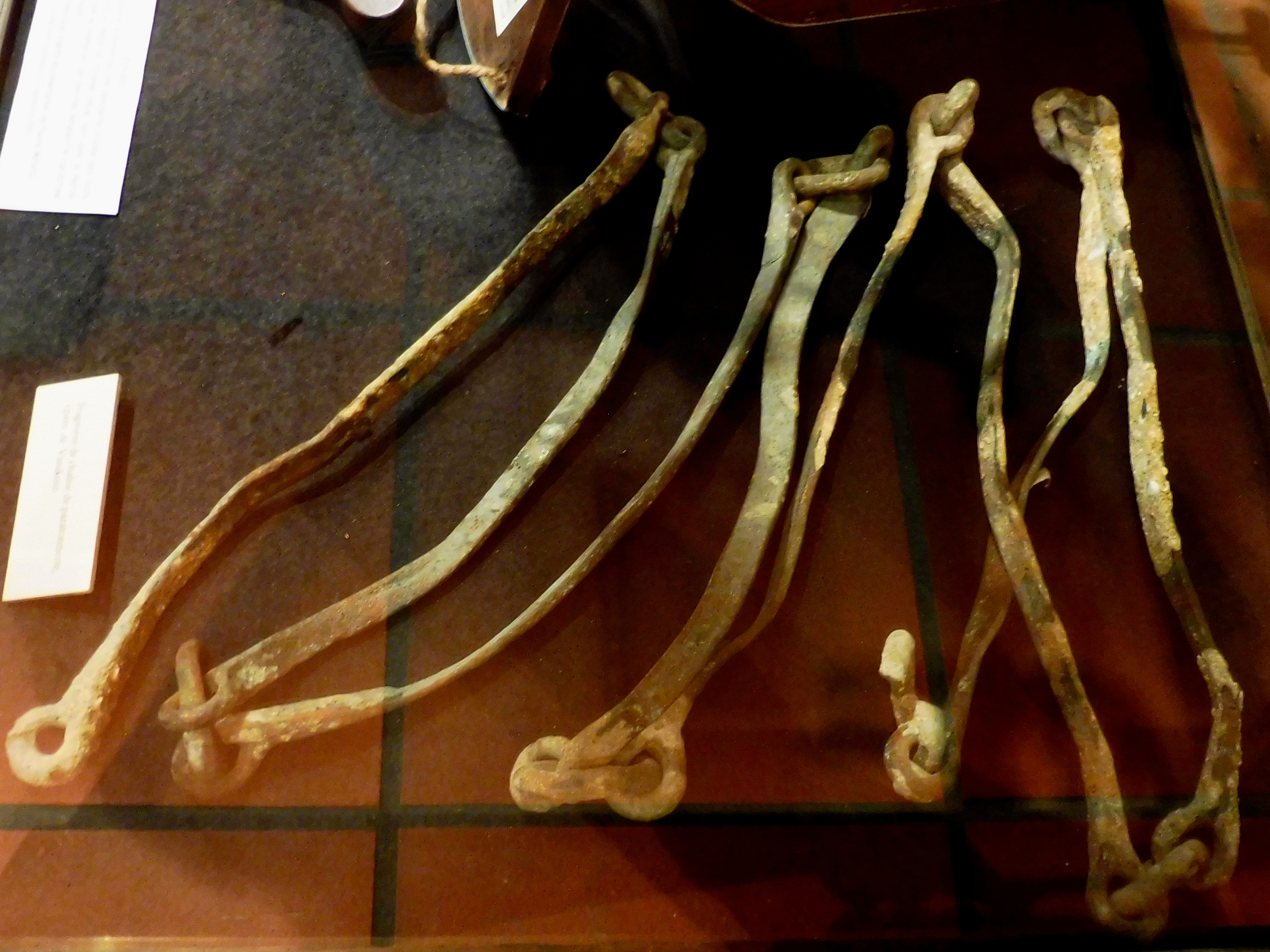
Paratonnerre de la Boussole exposé à Albi.

Passage de l'Équateur le 29 septembre. Les thons sont tellement gros qu'ils cassent les lignes des pêcheurs !
Le 18 octobre, à l'île de la Trinité,.

« Dès la pointe du jour j'avais aussi envoyé à terre un canot commandé par M. Boutin, lieutenant de vaisseau, accompagné de MM. de Lamanon et Monneron ; mais j'avais défendu à M. Boutin de descendre, si la biscayenne de l'« Astrolabe » était arrivée avant lui : dans ce cas, il devait sonder la rade, et en tracer le plan le mieux qu'il lui serait possible dans un si court espace de temps. M. Boutin ne s'approcha en conséquence que jusqu'à une portée de fusil du rivage ; toutes les sondes lui rapportèrent un fond de roc, mêlé d'un peu de sable. M. de Monneron dessina le fort tout aussi bien que s'il avait été sur la plage ; et M. de Lamanon fut à portée de voir que les rochers n'étaient que du basalte, ou des matières fondues, restes de quelques volcans éteints. Cette opinion fut confirmée par le père Receveur qui nous apporta à bord un grand nombre de pierres toutes volcaniques, ainsi que le sable, qu'on voyait seulement mêlé de détrimens de coquilles et de corail. D'après le rapport de M. de Vaujuas et de M. Boutin, il était évident que nous ne pouvions trouver à la Trinité l'eau et le bois qui nous manquaient. Je me décidai tout de suite à faire route pour l'île Sainte-Catherine, sur la côte. »

Le 25 octobre, les deux navires sont pris dans un orage violent, « le feu Saint-Elme se posa sur la pointe du paratonnerre. Mais ce phénomène ne nous fut pas particulier, l'Astrolabe, qui n'avait pas de paratonnerre, eut également le feu Saint-Elme sur son mât.»

### Sainte-Catherine

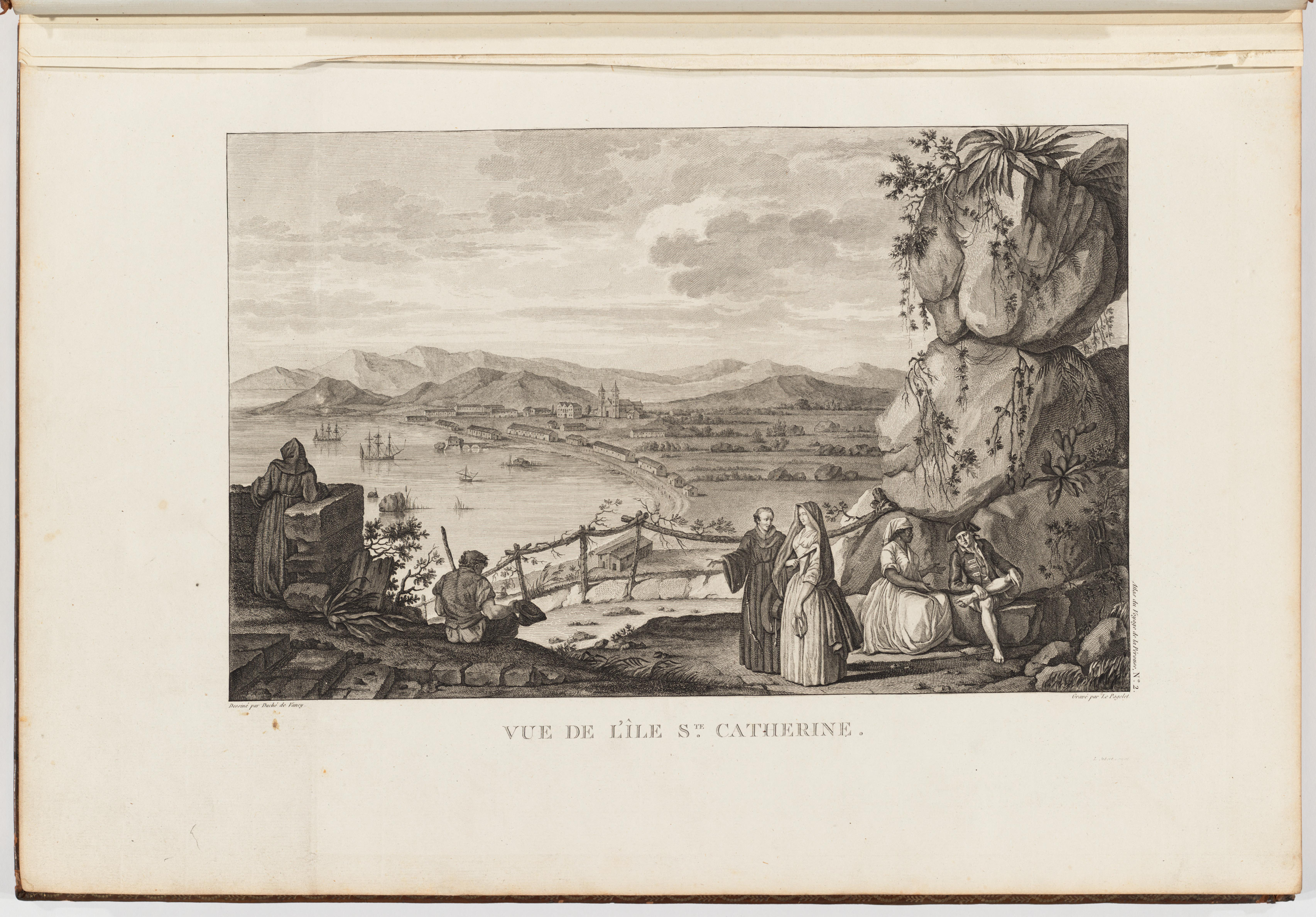
Vue de l'île

Le 9 novembre, l'expédition est à l'île Sainte-Catherine qui s'étend depuis le 27e degré 19e minute 10e seconde de latitude sud, jusqu'au 27e degré 49e minute ; « sa largeur de l'est à l'ouest n'est que de deux lieues ; elle n'est séparée du continent, dans l'endroit le plus resserré, que par un canal de deux cents toises. C'est sur la pointe de ce goulet qu'est bâtie la ville de Nossa Senhora do Desterro, capitale de cette capitainerie, où le gouverneur fait sa résidence ; elle contient au plus trois mille âmes et environ quatre cents maisons ; l'aspect en est fort agréable ».
La traversée continue dans le beau temps ; la chasse de nombreux oiseaux, en particulier des albatros et des pétrels, permet aux équipages d'avoir de la viande fraîche.
En janvier, ils longent la côte des Patagons et se retrouvent entourés de baleines dans le détroit de la Terre de Feu. L'expédition contourne le cap Horn sans difficulté.

### Chili

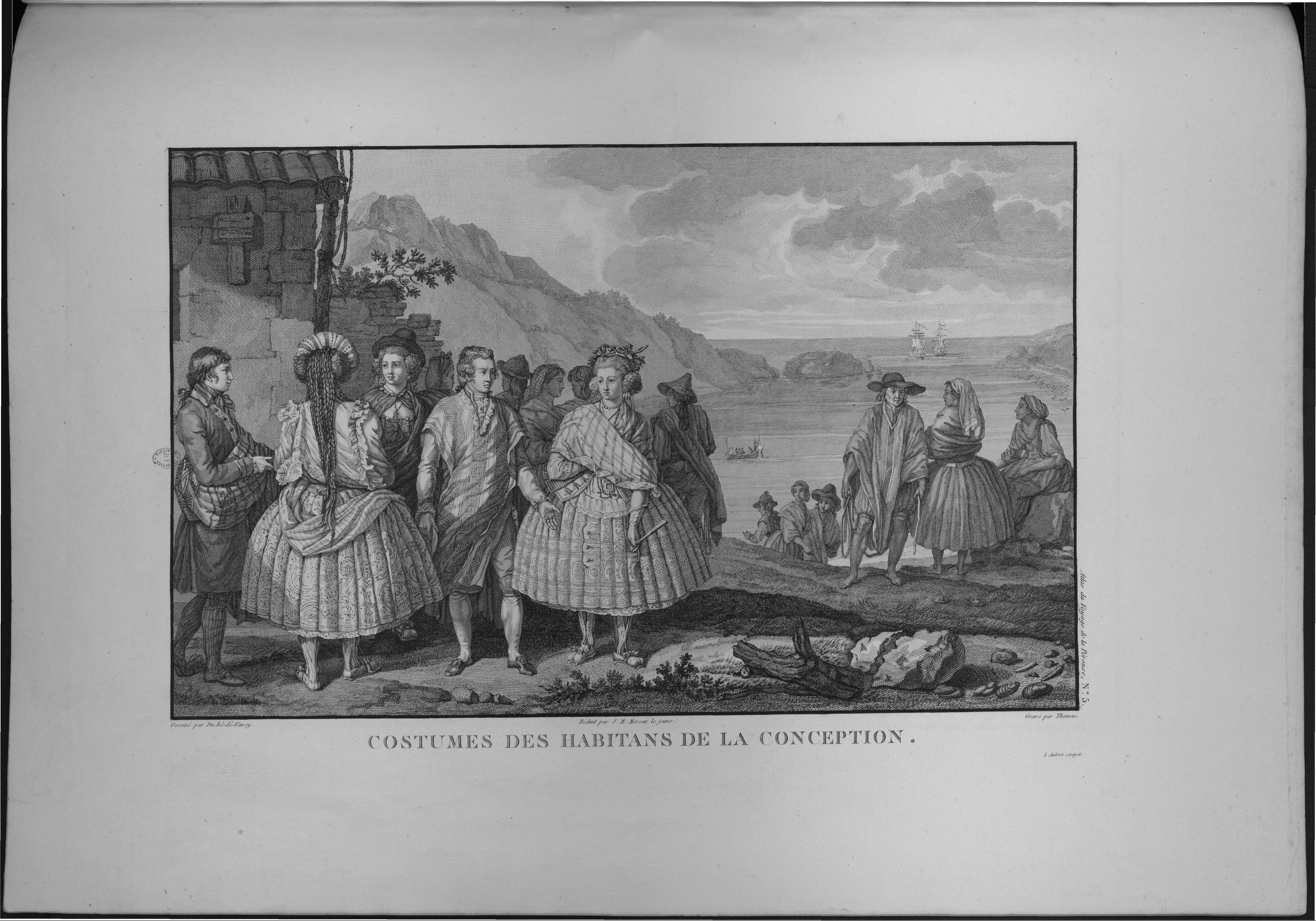
Costumes des habitants

Du 24 février à mi-mars, l'expédition fait relâche dans la colonie espagnole du Chili à La Conception. Lapérouse en profite pour faire une enquête approfondie sur la nouvelle ville aux maisons basses pour résister aux tremblements de terre fréquents et les mœurs chiliennes locales. Il dénonce les ravages, pour l'économie, des rivières aurifères qui permettent de gagner de l'argent vite, avec le minimum de travail, dans une région pourtant extrêmement fertile. Il dénonce également les droits immenses perçus par l'administration espagnole à Cadix et Lima sur tous les produits importés. Il souligne les mœurs scandaleuses des moines catholiques.
En fin de séjour, pour remercier les officiels de leur accueil chaleureux, il organise en bord de plage un grand repas pour 150 personnes, suivi d'un bal, d'un feu d'artifice et d'un lâcher de montgolfière.

### Île de Pâques

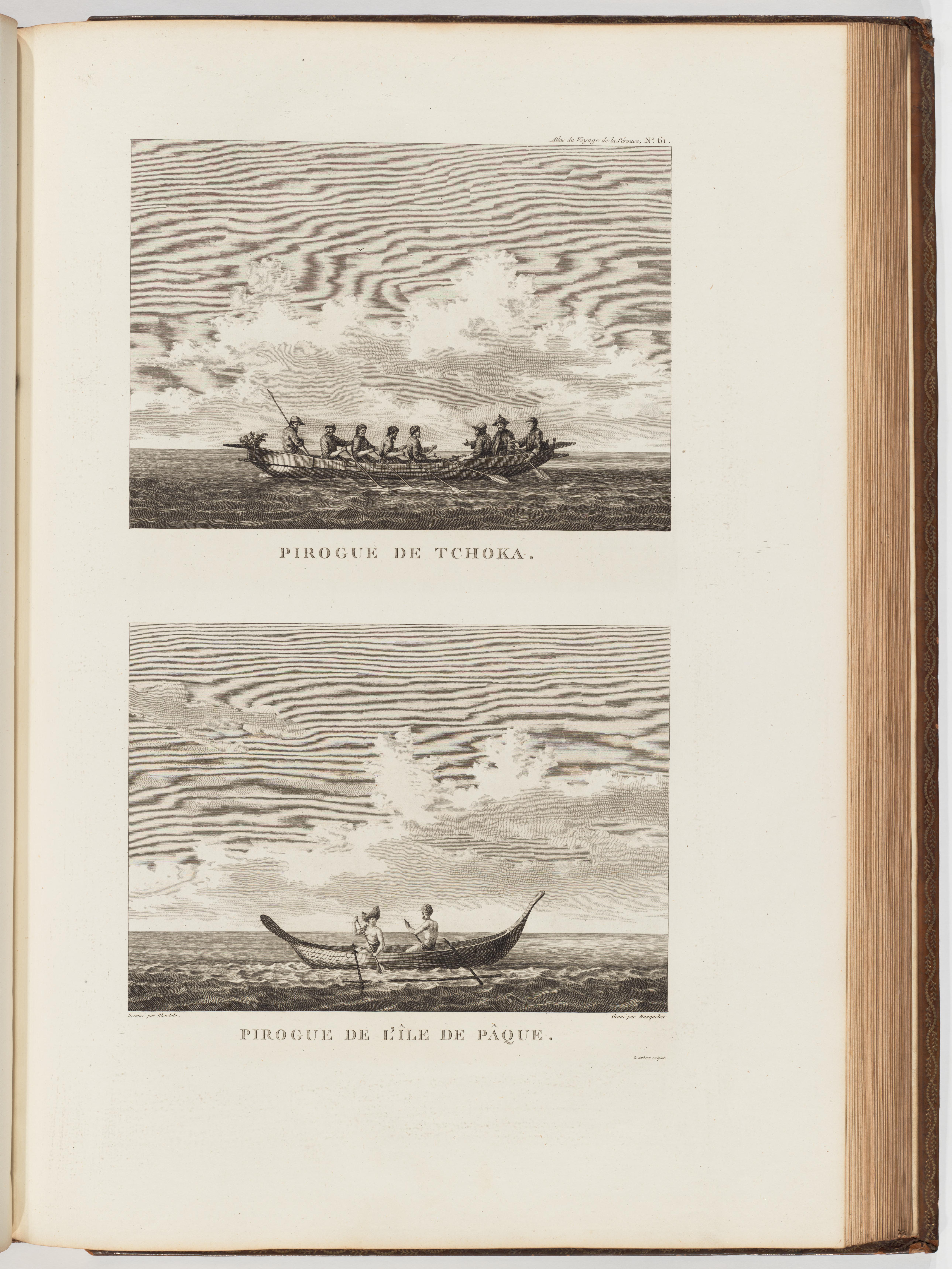
Pirogues de Tchoka et de l'île de Pâques

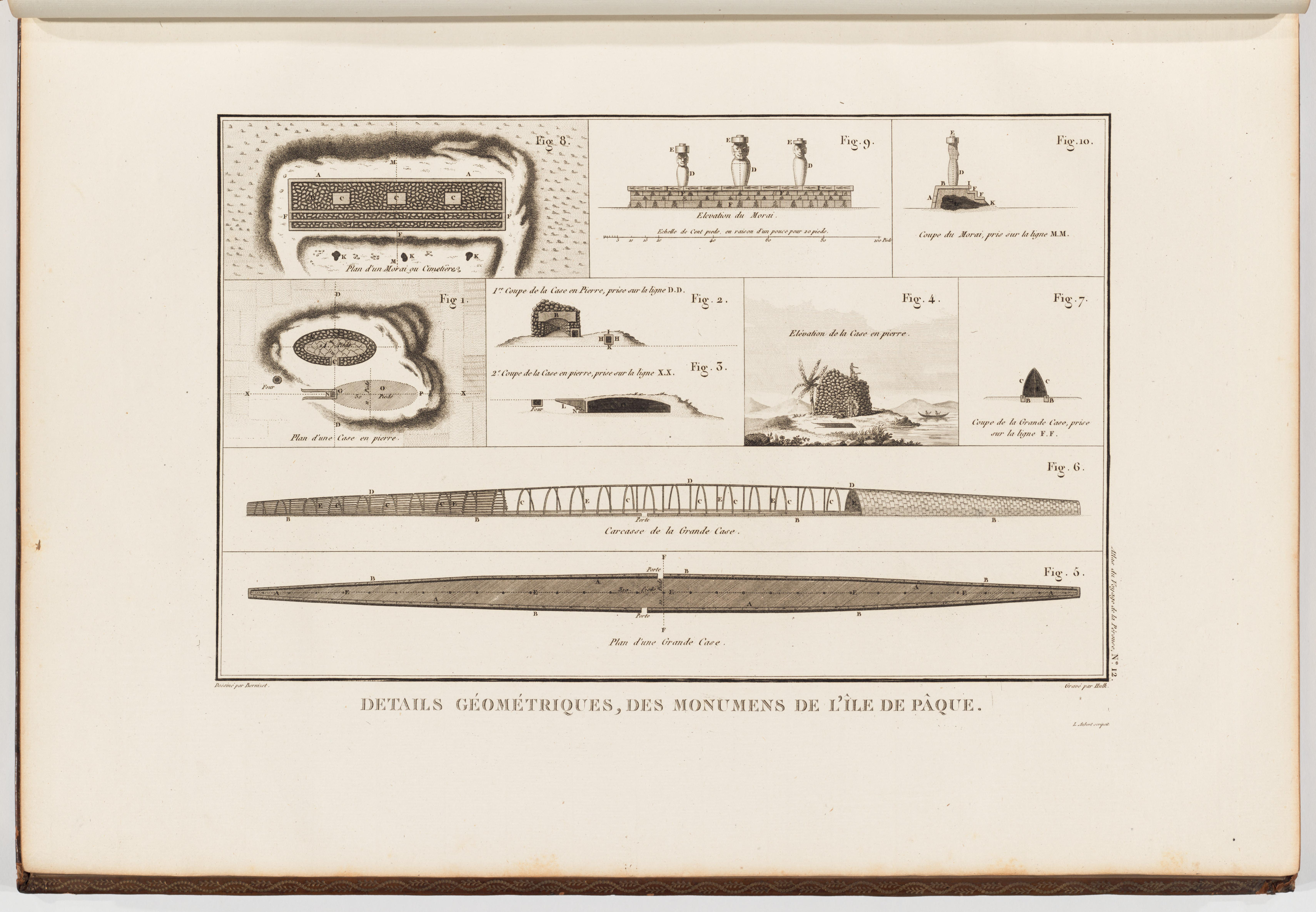
Détails géométriques des monuments.

Le 10 avril l'expédition passe par l'île de Pâques et fait halte une journée dans la baie de Cook. Un groupe va traverser l'île pour herboriser avec M. de Langle et semer des graines ;

l'autre fait le tour de l'architecture locale et des tombeaux : Lapérouse décrit avec précision les pyramides-mausolées enduites de chaux, des maisons immenses en forme de pirogues renversées pouvant contenir 200 personnes. Quelques maisons sont souterraines, les autres sont construites en joncs « très artistement arrangés qui garantissent parfaitement de la pluie. L'édifice est appuyé sur un socle de pierre taille de dix-huit pouces d'épaisseur, dans lequel on a creusé, à distances égales, des trous où entrent des perches qui forment la charpente, en se repliant en voûte ; des paillassons de joncs garnissent l'espace qui est entre ces perches. » Il fait des prélèvements des pierres volcaniques utilisées pour les constructions des monuments.
Pendant un mois les deux corvettes suivent une route parallèle à celle de Cook, à la recherche de nouvelles îles ; les équipages pêchent des bonites, ce qui leur permet de se ravitailler en poisson frais. Le 7 mai, en passant à hauteur de RocaPartida, ils voient des pétrels, des frégates et des paille-en-cul ainsi que des tortues marines, puis plus aucun oiseau pendant une semaine.

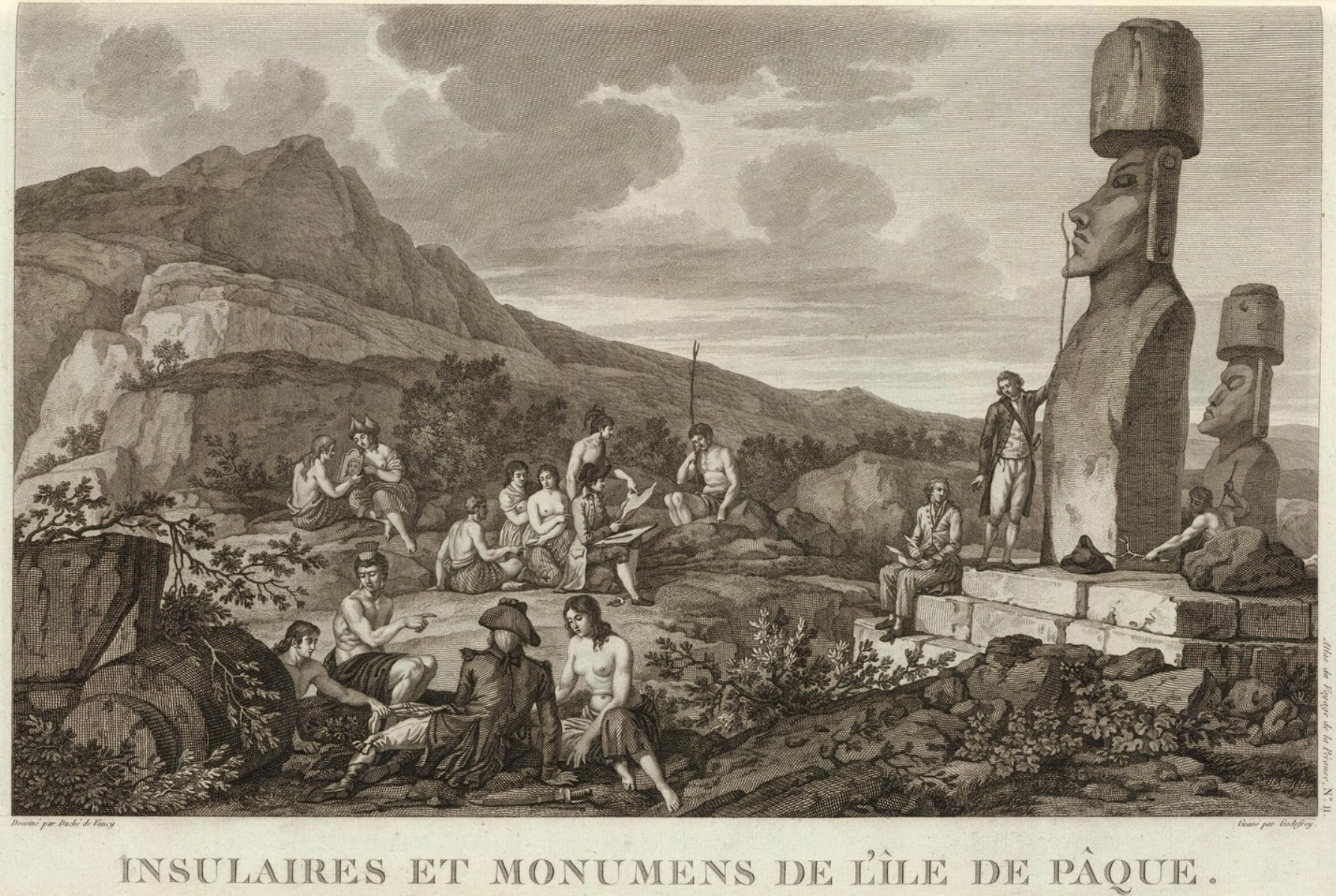
La rencontre avec la population de l'île de Pâques et de ses « monuments ».

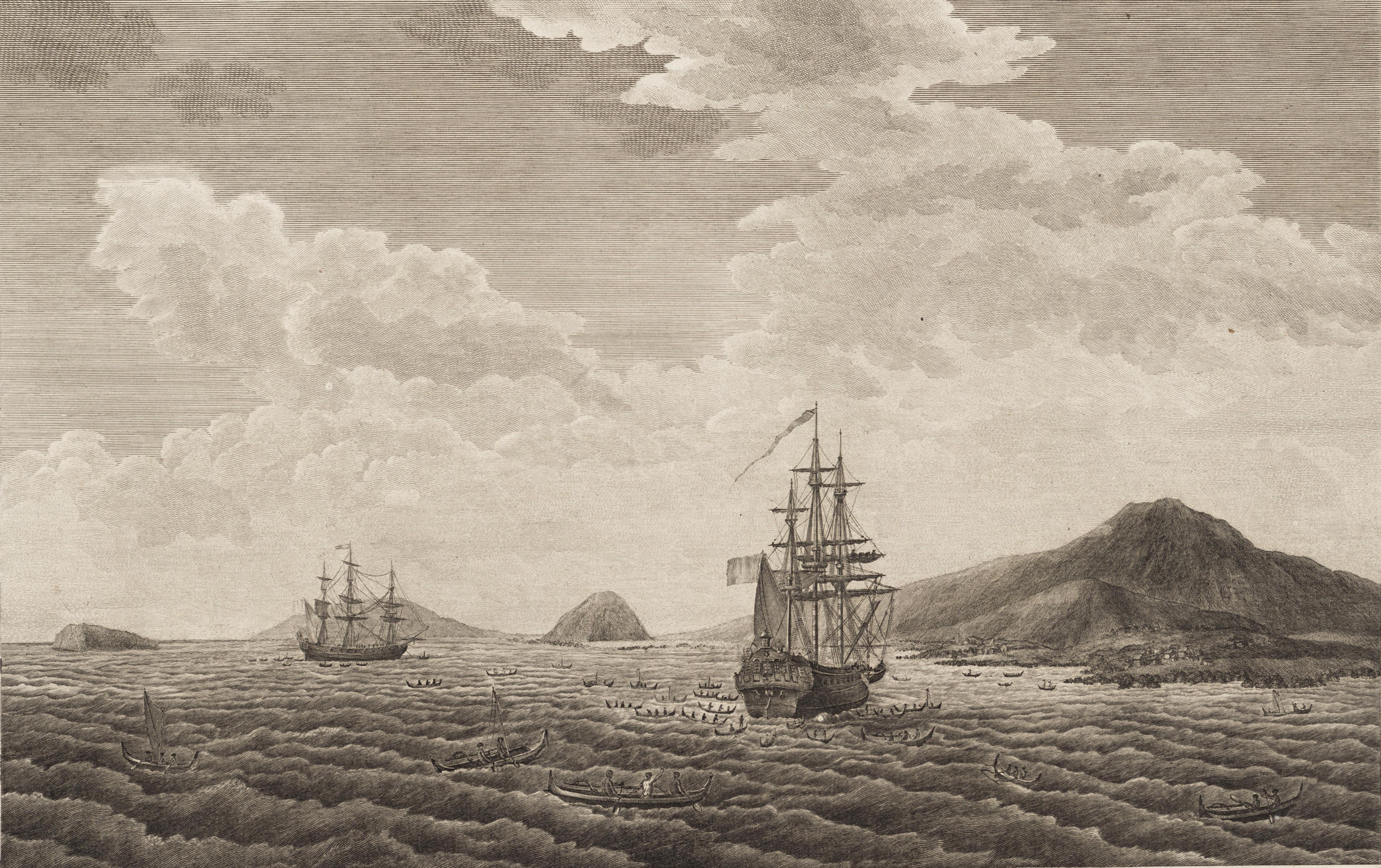
Les frégates l'Astrolabe et la Boussole au mouillage devant l'île de Maui.

### Hawaï

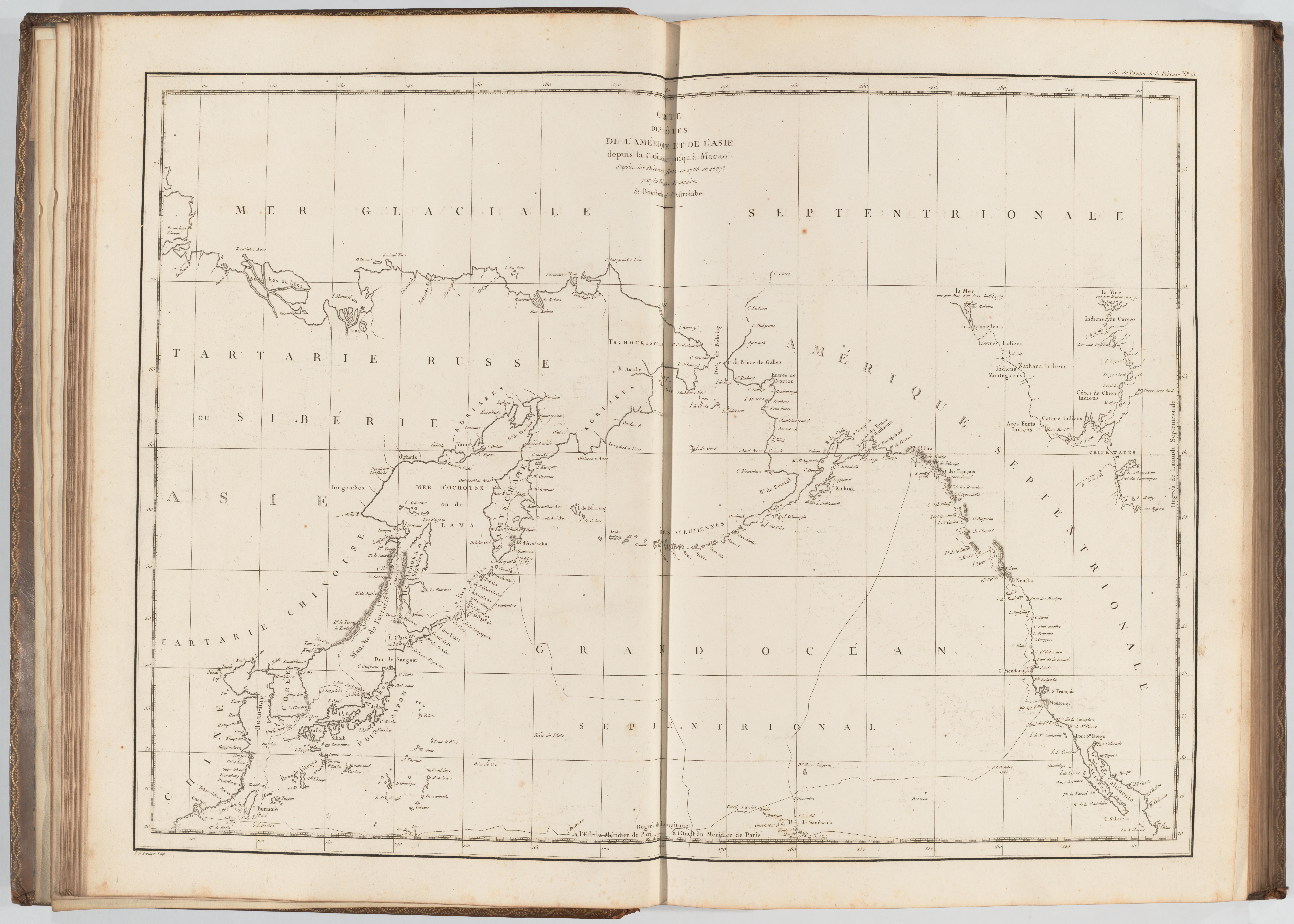
Cartographie des îles du Pacifique

Le 18 mai, l'expédition longe l'îlot de Mowee (aujourd'hui Maui) dans l'archipel des îles Sandwich (aujourd'hui Hawaii). Le rivage est très attirant, avec ses bananiers et ses nombreuses cascades. Des indigènes sur leurs pirogues à balancier leur apportent des fruits et des cochons en échange de morceaux de fer. Mais le seul mouillage abrité se trouve dans une zone privée d'eau courante. Ils y font provision de cochons, de bananes, de patates, de tarro, d'étoffes faites avec le mûrier à papier, de nattes, d'une pirogue à balancier et de petits meubles en plumes et en coquillages.
Lapérouse s'explique sur son refus de prendre possession de l'île au nom du roi.

### L'Alaska

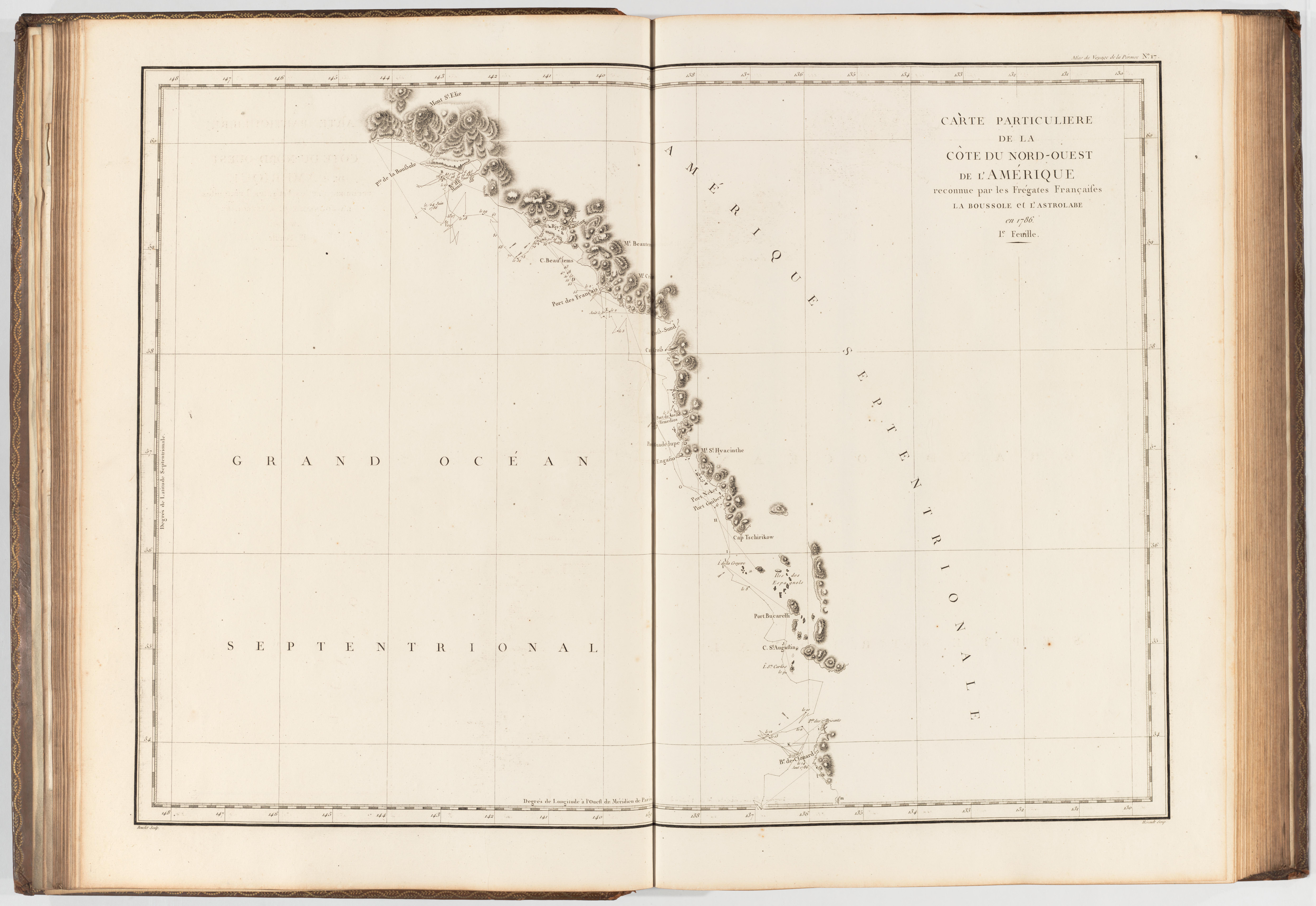
Cartographie de la côte

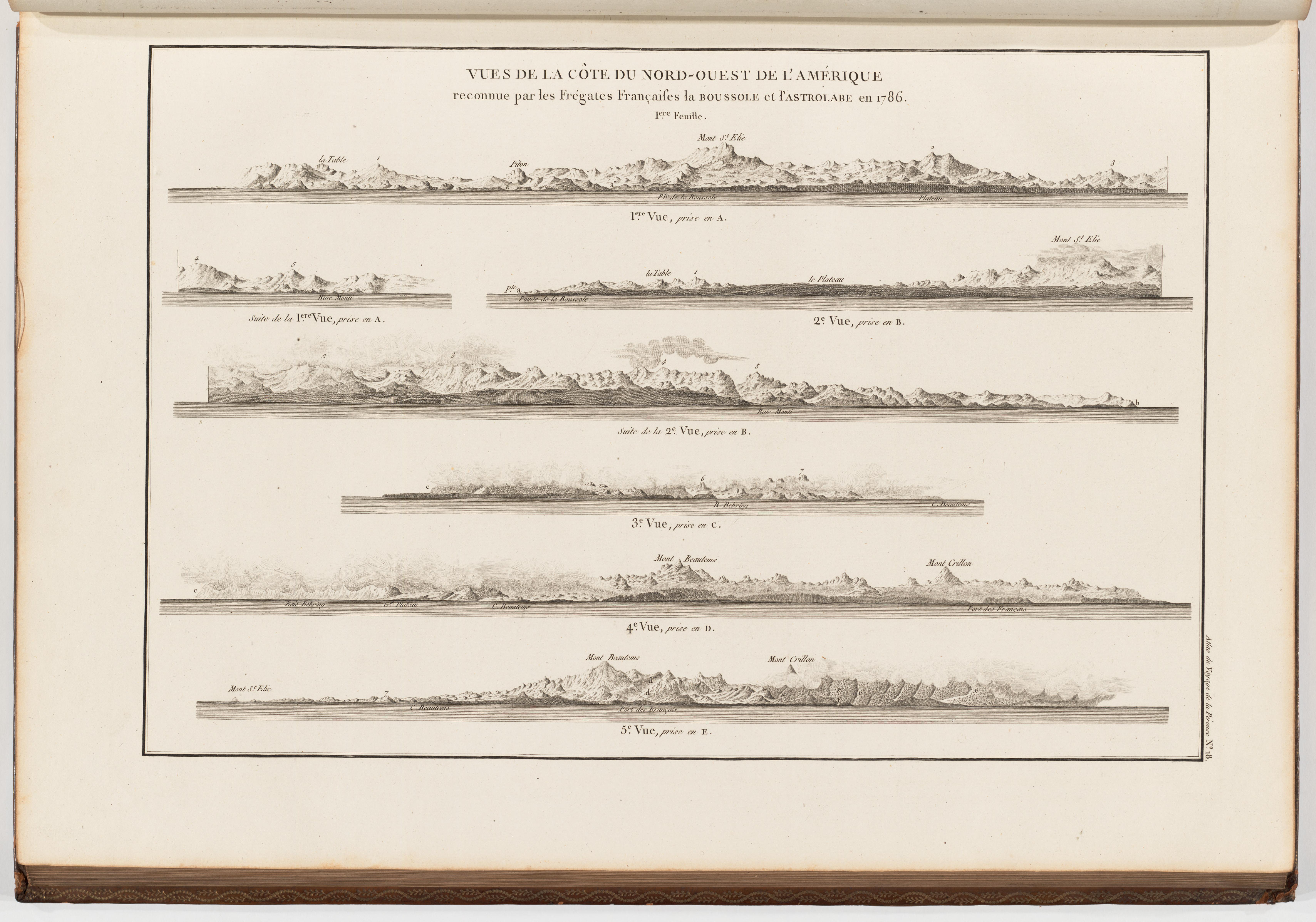
Vues de la côte

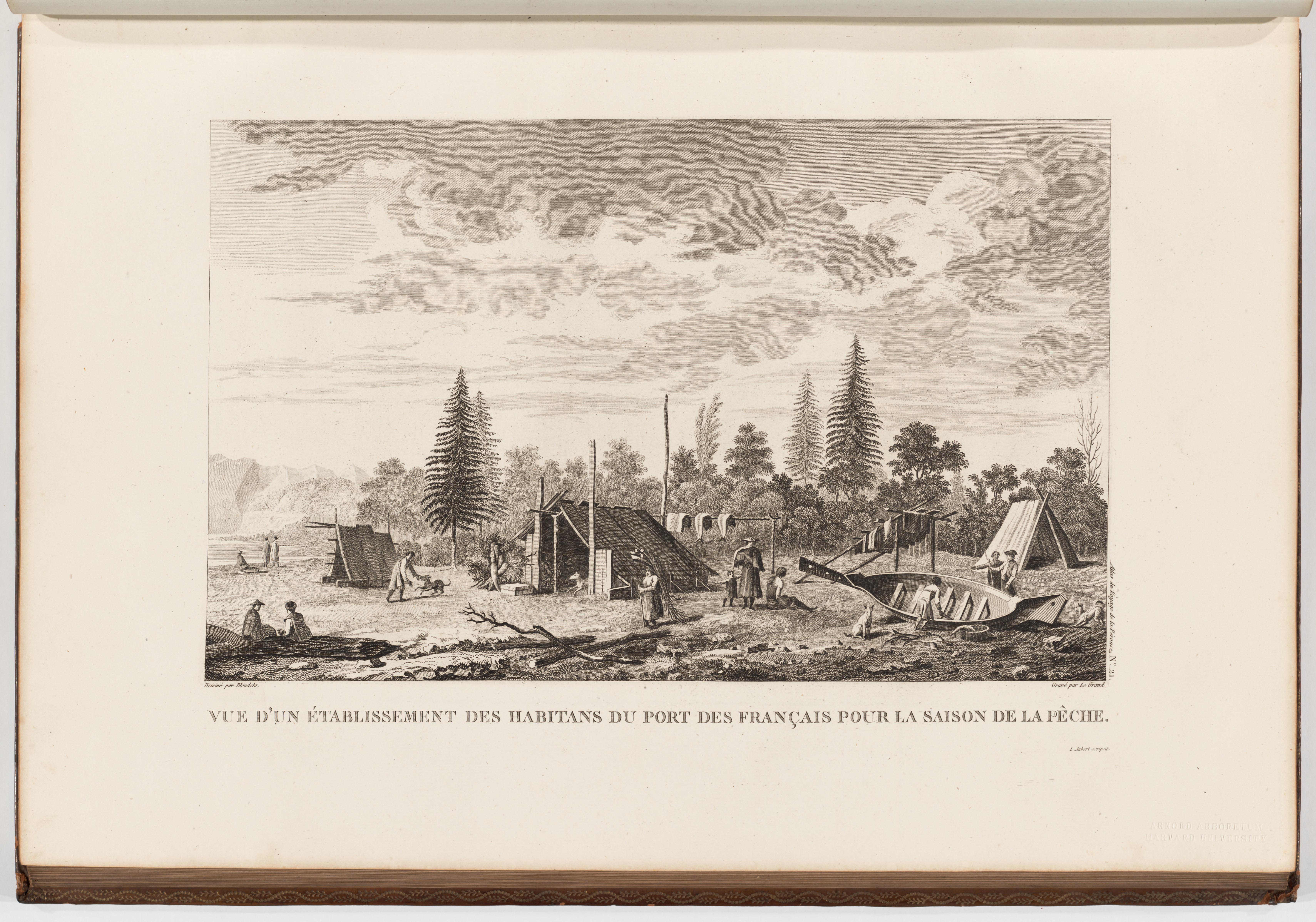
Établissement pour la pêche d'indiens Tlingit (Hoonah ?)

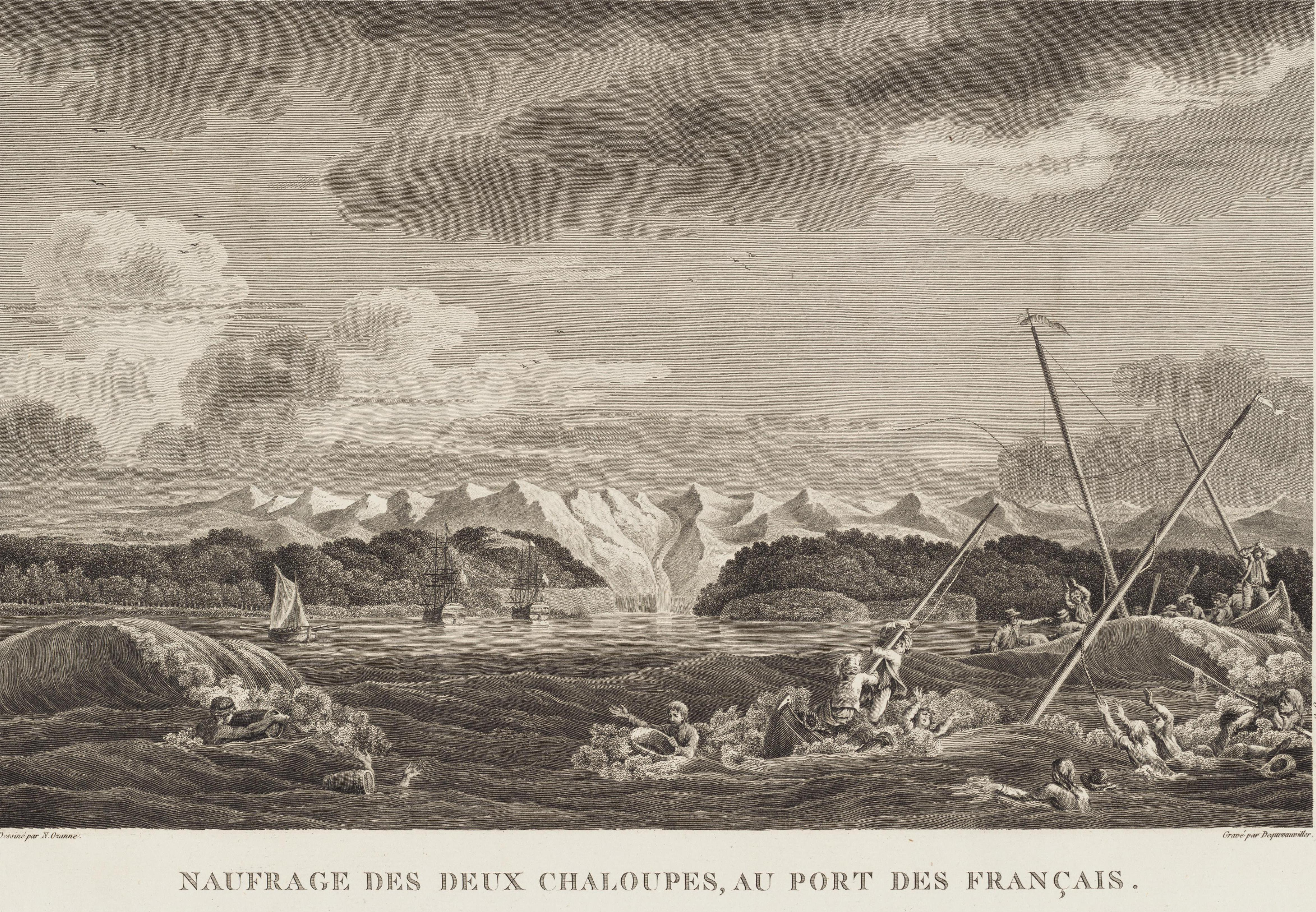
Le naufrage de deux chaloupes au pied du mont Saint Elias en Alaska en 1786 coûte la vie à 21 personnes.

L'expédition remonte vers le Nord pour une longue traversée ; à partir du 9 juin la navigation se fait dans les brumes et une humidité extrême. Lapérouse distribue aux équipages bottes, gilets et culottes d'étoffe ; sur les conseils du chirurgien, il fait rajouter une légère infusion de quinquina aux grogs du déjeuner. Il en profite également pour faire faire par son charpentier, sur les plans de M. de Langle, un moulin à blé actionné au début avec des ailes puis avec une manivelle, ce qui permet de moudre chaque jour deux quintaux de blé avec le grain étuvé embarqué au Chili.
À l'approche de l'Amérique, de nouvelles algues sont identifiées, des baleines, plongeons et canards annoncent aussi l'approche de la terre, qui se montre le 23 à 4h du matin sous la forme d'une chaîne de montagnes enneigées, c'est le mont Saint-Élie. Il cherche un abri mais la baie qu'ils nomment baie de Monti est protégée par une barre et des brisants trop dangereux pour y faire escale.

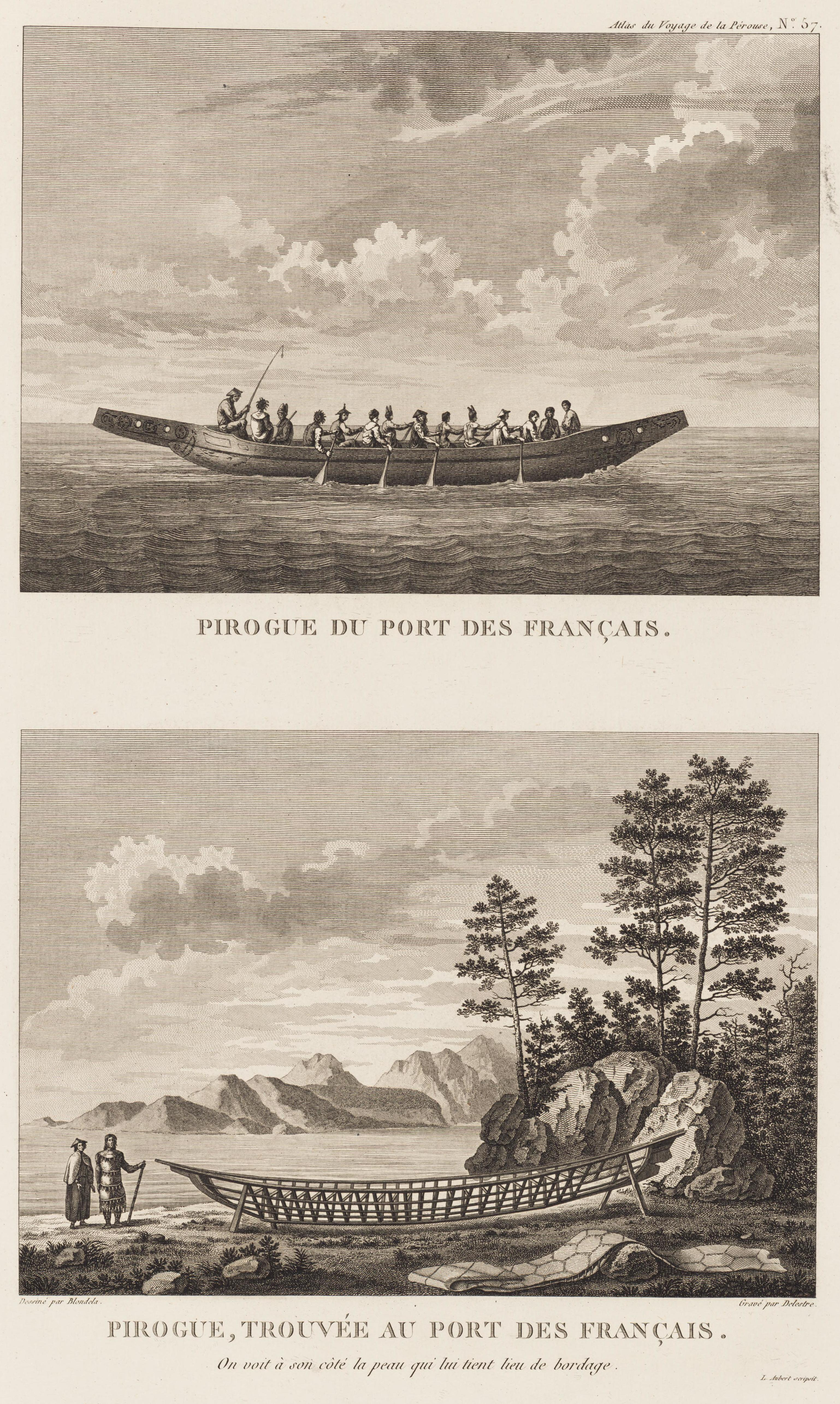
Deux types de pirogues

Le 2 juillet, malgré les forts courants de la passe d'entrée étroite, ils finissent par pénétrer dans un fjord entouré de glaciers impressionnants, qu'ils nomment Port des Français, et mouillent à l'abri d'une grande île non habitée. Ils installent leur observatoire sur cette île et mettent à profit l'escale pour faire provision d'eau offerte par les cascades et de bois tout coupé abondant sur le rivage du continent, transporté avec les canots et les chaloupes ; ils prennent surtout le temps d'arrimer les canons dont ils risquent d'avoir besoin par la suite contre les pirates. Le chef indien des Tlingits leur vend l'île en échange de drap rouge, de haches, de herminettes et de fer en barre : Lapérouse fait enterrer au pied d'une roche une bouteille avec une inscription relative à cette transaction et une médaille de bronze. Cette rencontre des indiens Tlingits de Lituya Bay en 1786 a fait l'objet d'une transmission orale, de chaman à chaman, qui a permis de conserver une mémoire collective précise de cet événement, deux siècles plus tard.
Deux canots transportant 21 hommes sont perdus dans les courants violents de ce fjord. Joseph de Raxi de Flassan commandait le canot de l'Astrolabe. Avant de repartir, un monument à la mémoire des disparus est érigé sur l'île, nommée à cette occasion « île du Cénotaphe », avec une inscription enterrée dans une bouteille.
Lapérouse déconseille à la France d'y installer un comptoir.
Les deux frégates quittent les lieux le 30 juillet.

### Californie

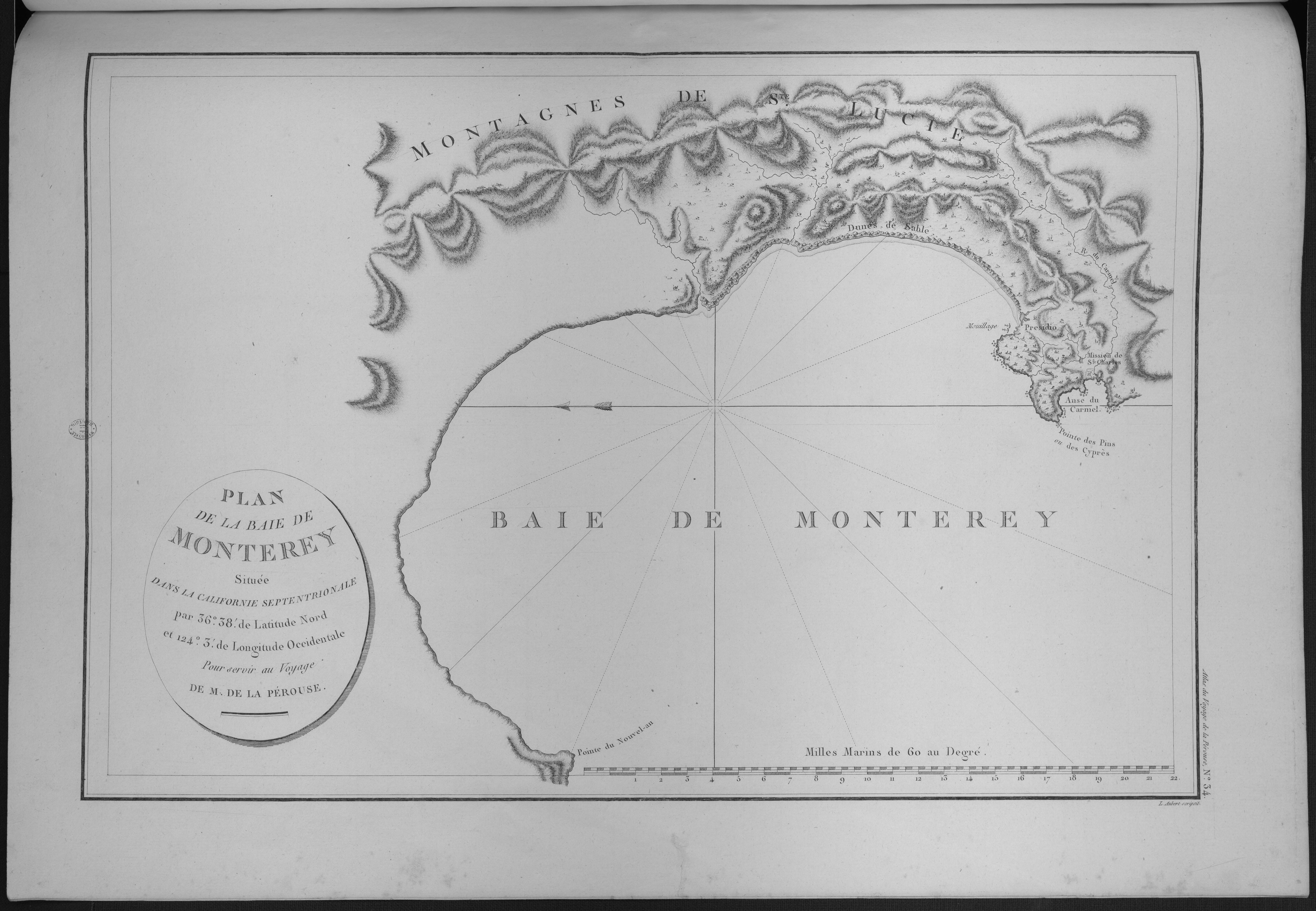
Baie cartographiée

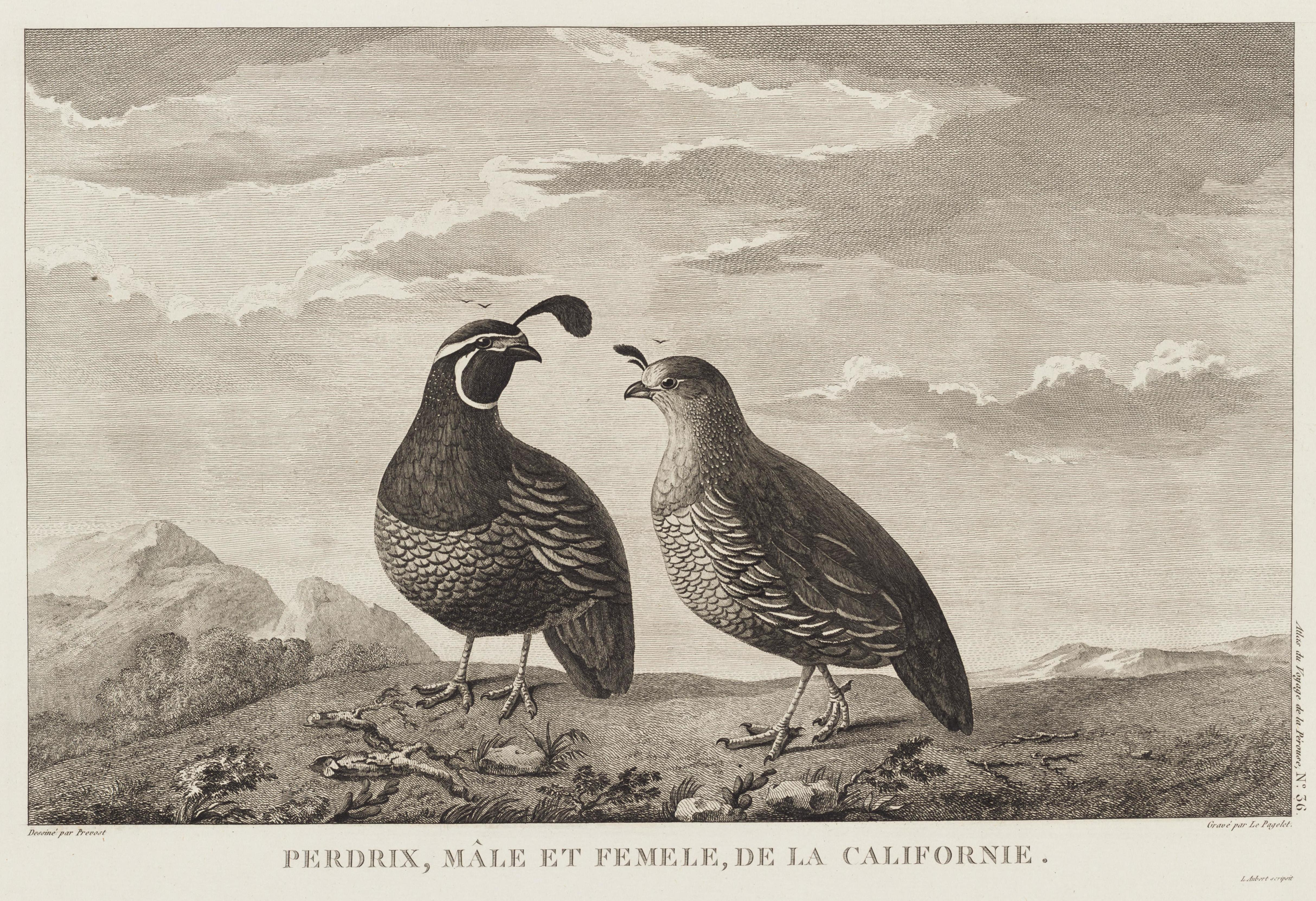
Couple de perdrix

Ensuite, Lapérouse fait escale à Monterey à la mi-septembre 1786. Sa relation de voyage et son magnifique atlas sont la première reconnaissance qui en fut faite, le Capitaine Cook n'étant pas passé par la Californie. M. Dagelet fait mettre à terre son quart de cercle pour fixer la latitude de la baie.
Au cours de son escale de dix jours à Monterey, La Pérouse est avant tout frappé par la fertilité « inexprimable » du lointain territoire espagnol. « Nul pays n'est plus abondant en poisson et en gibier de toutes espèces » écrit-il. Et il ajoute : « nos cultivateurs d'Europe ne peuvent avoir aucune idée d'une pareille fertilité ». Il mentionne également avec admiration combien la baie de Monterey est « poissonneuse à l'excès », couverte de pélicans, et emplie de baleines : « On ne peut exprimer ni le nombre de baleines dont nous fûmes environnés, ni leur familiarité; elles soufflaient à chaque minute à demi-portée de pistolet de nos frégates, et occasionnaient dans l'air une très grande puanteur. »
Ses observations sur le comportement des Indiens rapportent leur habilité à la chasse, tant pour pister le gibier que pour le tir à l'arc. Il est étonné de voir les cabanes construites en paille avec deux ou trois bottes de paille en réserve à côté de chaque case pour les reconstruire après y avoir mis le feu pour détruire les insectes. En voyant les difficultés des Indiennes à écraser les grains de blé sur une pierre avec un cylindre, M. de Langle leur fait présent de son moulin.
Lapérouse décrit également les missions franciscaines et rédige des notes critiques sur le traitement des Amérindiens.

### Îles Mariannes
Le 14 décembre 1786, l'expédition est aux Iles Mariannes. Mais le ressac rend le débarquement très dangereux et l'expédition repart vers la Chine sans avoir fait provision d'eau potable.

## Japon et Russie

### Macao

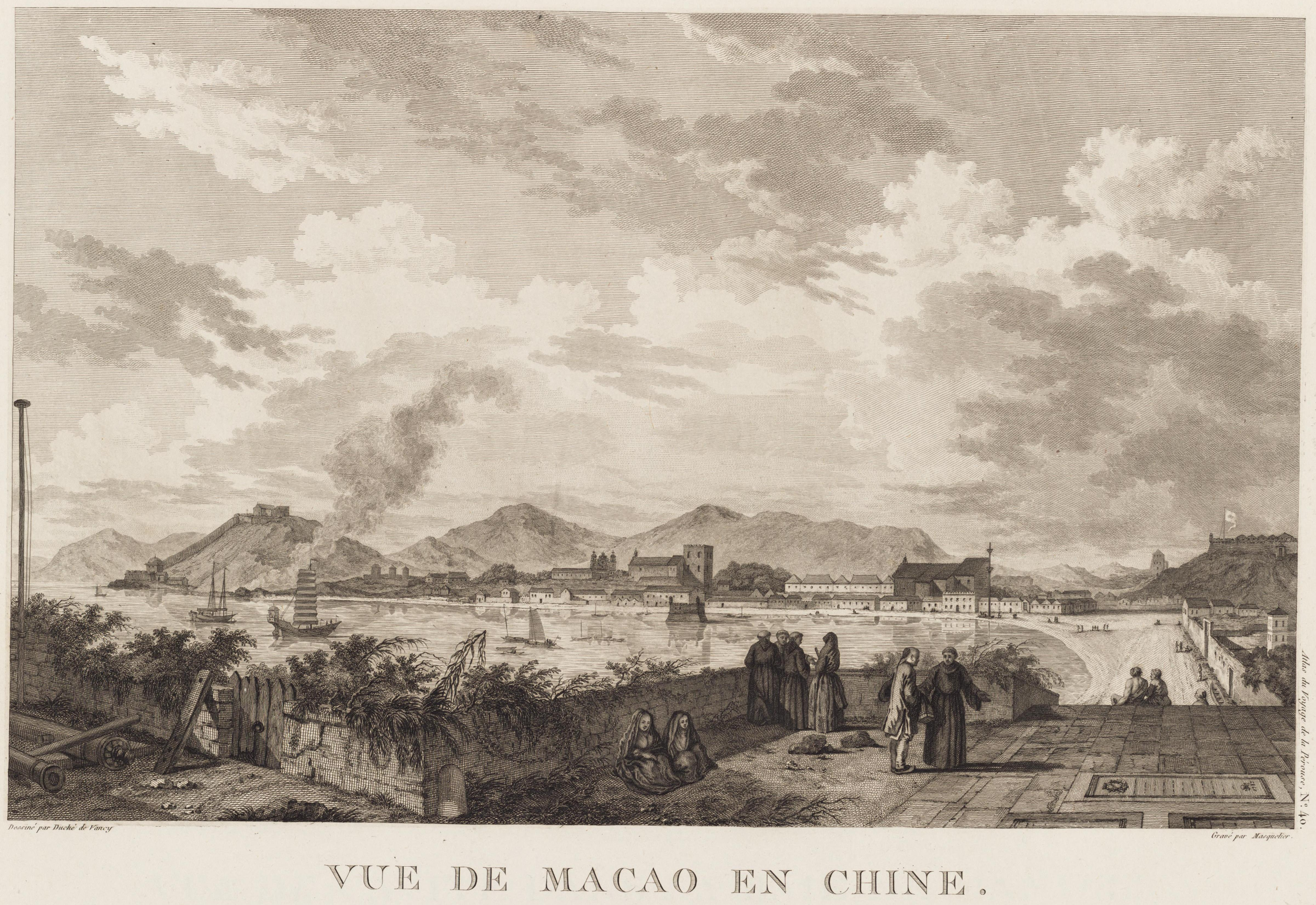
Le port de Macao en 1787, au moment du passage de l'expédition de La Pérouse.

Il traverse ensuite à nouveau le Pacifique, relâchant à la colonie portugaise de Macao du 3 janvier au 5 février.
Il décrit avec précision le port, « dont l'entrée est défendue par une forteresse à deux batteries. Trois petits forts, dont deux armés de douze canons et un de six, garantissent la partie méridionale de la ville de toute entreprise chinoise. Il y a de plus une montagne qui domine la plage, et sur laquelle un détachement pourrait soutenir un long siège. Le côté de terre est défendu par deux forteresses. Elles sont entourées d'une muraille gardée par un mandarin et quelques soldats. »

Lapérouse remarque l'aspect riant de la ville mais son climat est très inégal, le thermomètre variant de huit degrés d'un jour à l'autre ; les rhumes avec fièvre furent fréquents pendant le séjour.
Il vend les fourrures achetées en Alaska et partage le profit avec son équipage. Le naturaliste et chroniqueur de l'expédition, Jean-Nicolas Dufresne (1747-1812), est débarqué le 1er février 1787, pour rapporter en France le journal des mémoires de la première partie de l'expédition de La Pérouse. Gabriel Jean du Pac de Bellegarde est embarqué sur l'Astrolabe.

### Manille

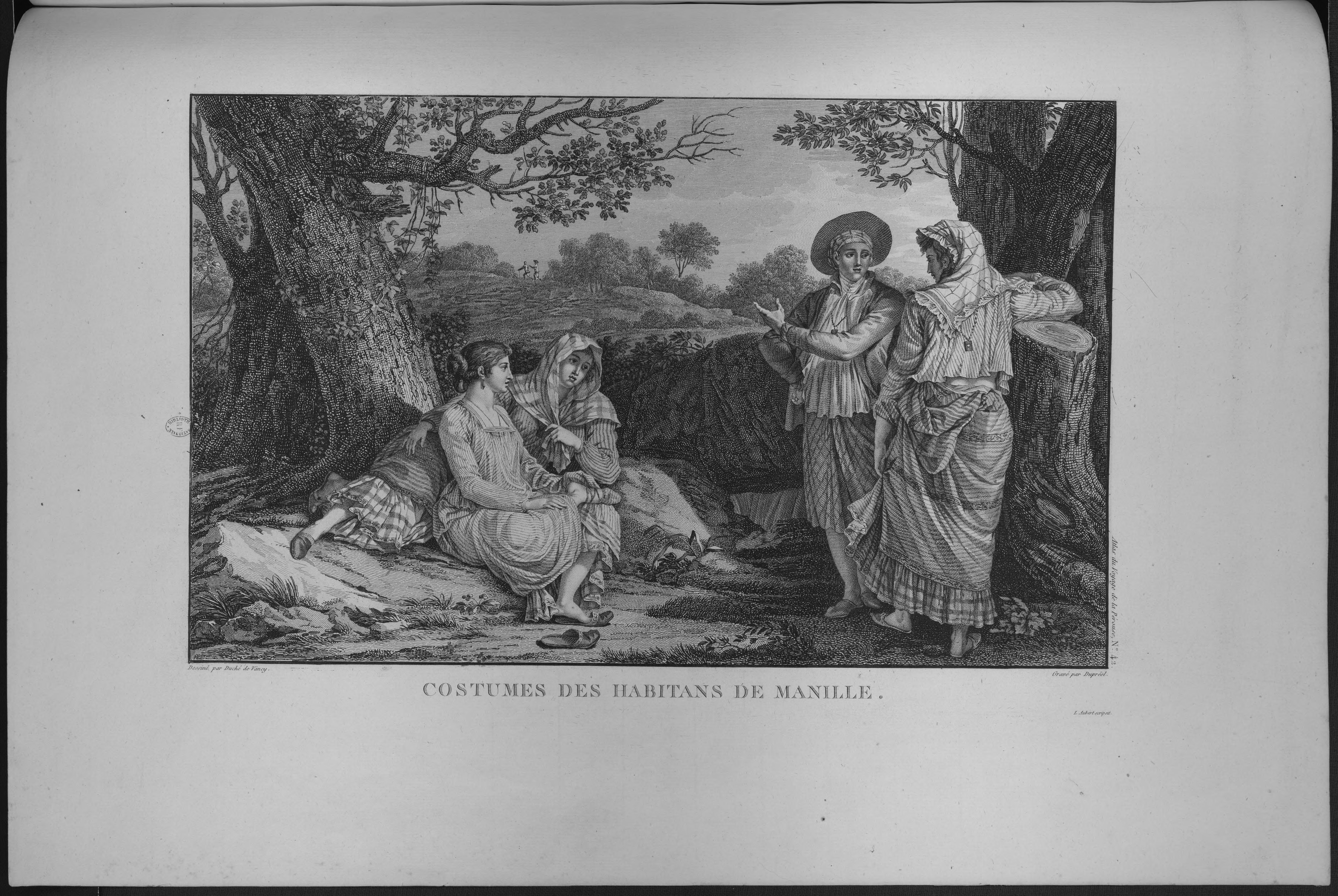
Costumes locaux des Espagnols

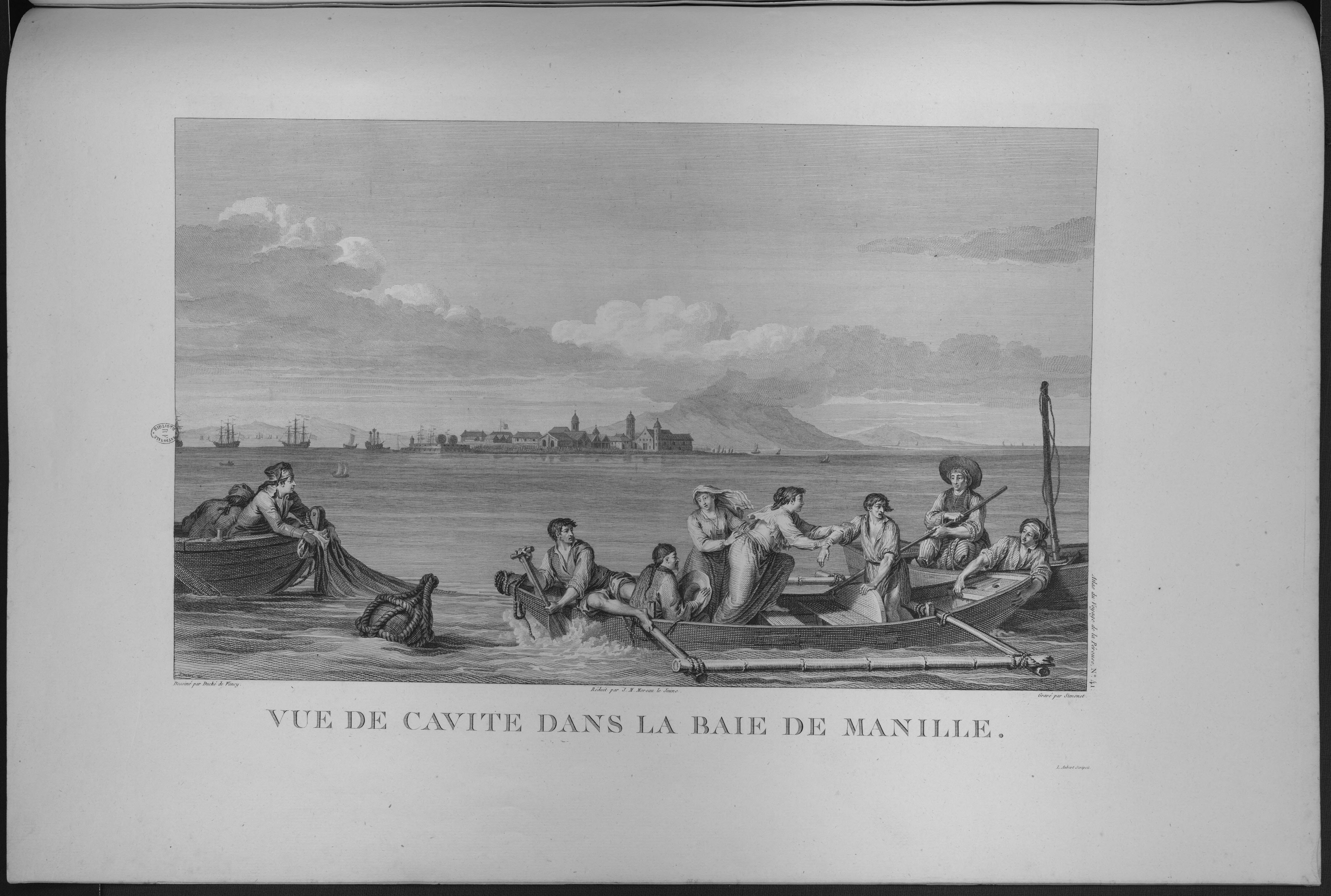
Vue de la baie

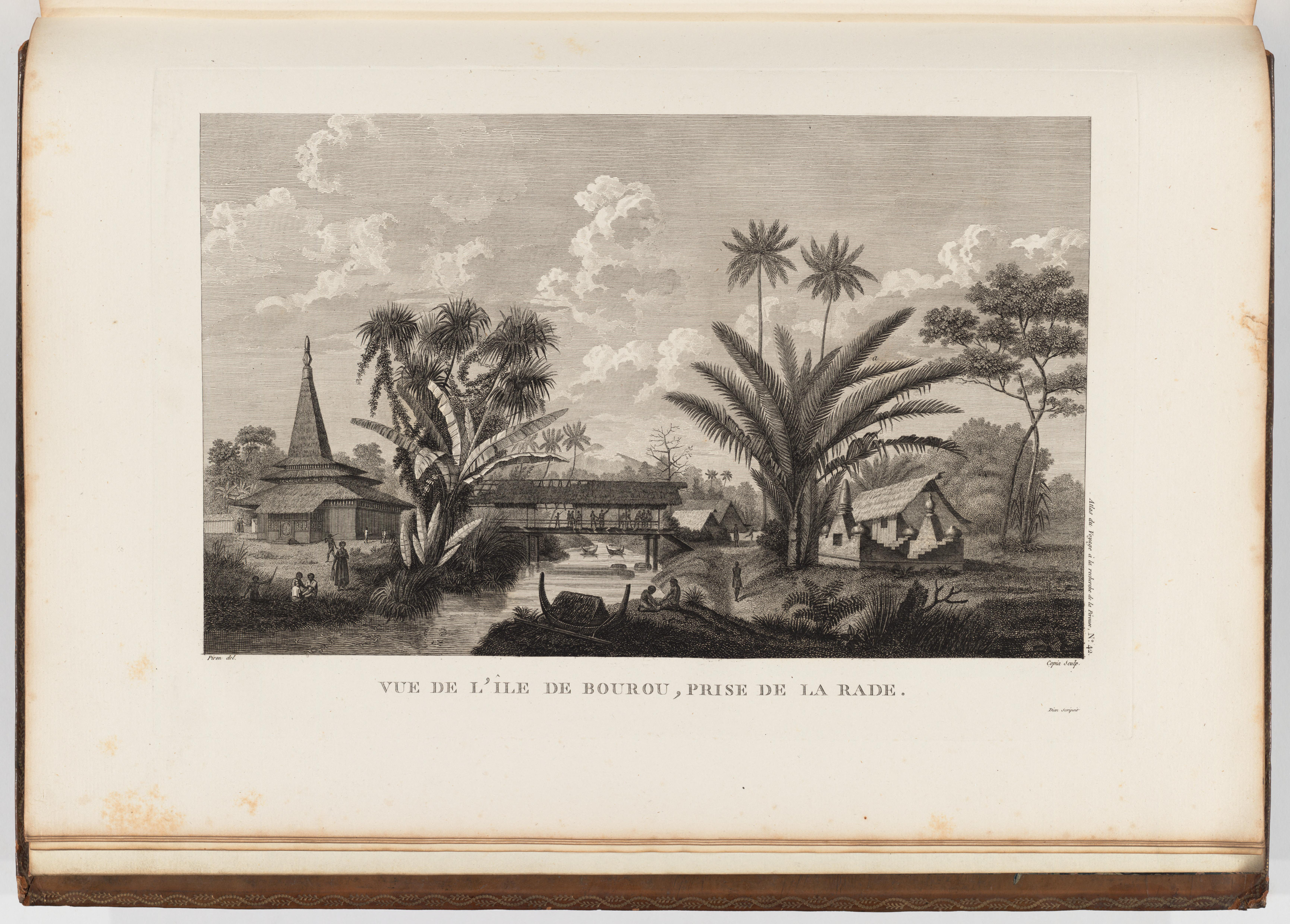
Île de Buru

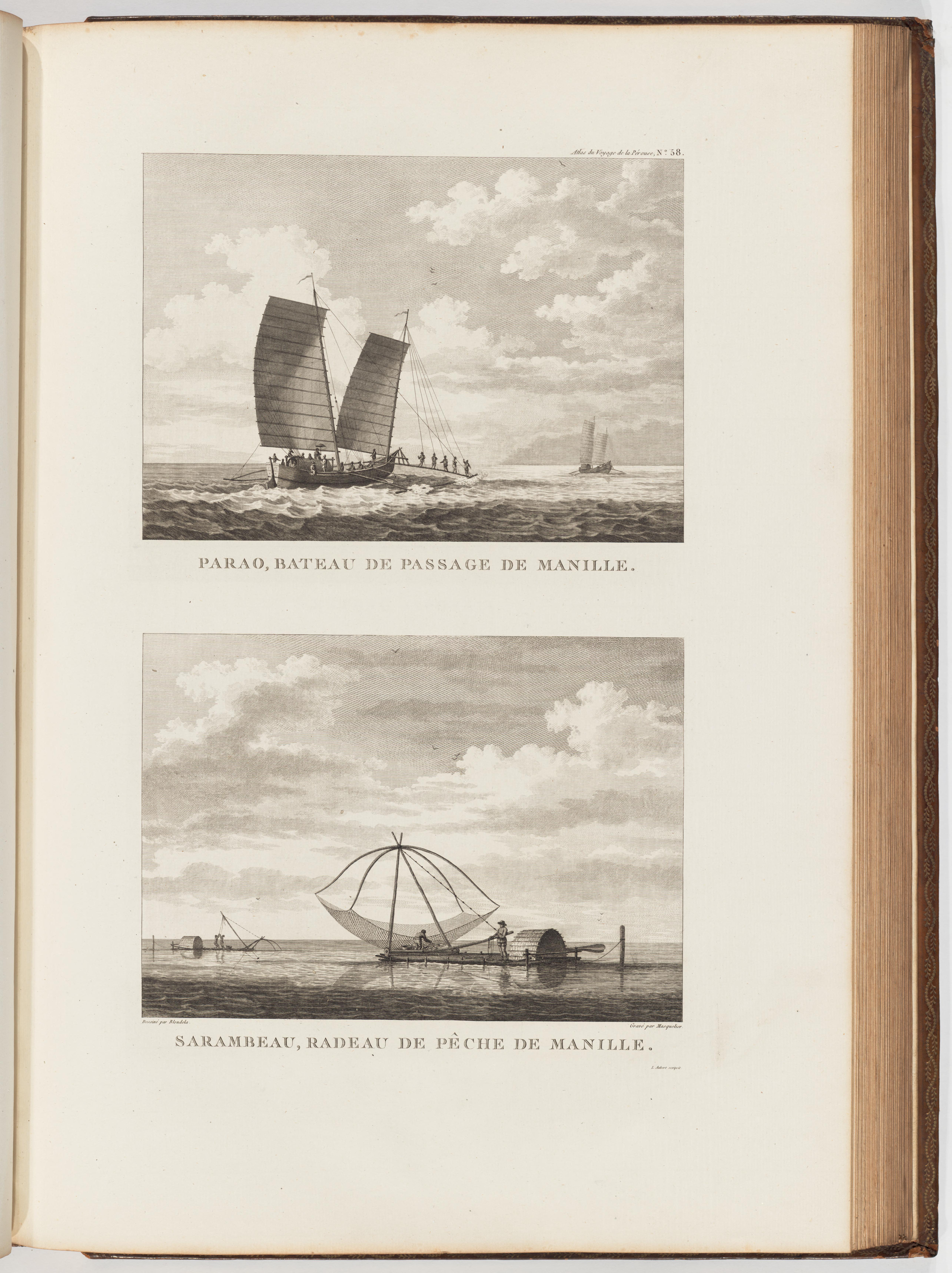
Bateaux de pêche de Manille

Pendant une longue escale dans les Philippines à Cavite, alors sous influence espagnole, de fin février à mi-avril, les équipages effectuent les réparations des voiles, vérifient le gréement, calfatent les frégates, font les salaisons qu'ils mettent en baril selon le procédé Cook, construisent deux canots et envoient à terre les naturalistes et les ingénieurs géographes. M. Daigremont, qui avait attrapé la dysenterie à Macao, décède pendant le séjour.

Lapérouse et M. de Langle vont passer une journée à Manille. 

« C'est peut-être la ville de l'univers la plus heureusement située. Tous les comestibles s'y trouvent dans la plus grande abondance et au meilleur marché ; mais les habillements, les meubles, les quincailleries d'Europe s'y vendent un prix excessif. On ne jouit à Manille d'aucune liberté ; les inquisiteurs et les moines y surveillent toutes les consciences, les oïdiors toutes les affaires particulières ; le gouverneur, les démarches les plus innocentes. »

Lapérouse décrit avec beaucoup de bienveillance les indigènes et analyse avec lucidité leur statut de colonisés convertis au catholicisme : 

« Trois millions d'habitants peuplent les îles et celle de Luçon contient à peu près les deux tiers. Ces peuples ne m'ont pas paru inférieurs en rien à ceux d'Europe : ils cultivent la terre avec intelligence, sont charpentiers, menuisiers, forgerons, orfèvres, tisserands, maçons, etc. J'ai parcouru leurs villages, j'en ai trouvé les habitants bons, hospitaliers, affables ; et quoique les Espagnols en parlent avec mépris et les traitent de même, j'ai reconnu que les vices qu'ils mettent sur le compte des Indiens doivent être imputés au gouvernement qu'on a établi parmi eux. »

Après avoir embarqué plusieurs soldats et officiers de la Subtile pour remplacer les pertes, La Pérouse quitte les Philippines le 10 avril pour se rendre sur les côtes de Tartarie et des îles du Japon. Cette portion du globe n'était alors connue que par des traditions recueillies par les missionnaires. La Pérouse est le premier qui ait levé les doutes que ces récits confus avaient fait naître.

### Formose, Corée

De Manille à Avatscha

Il se dirige vers les côtes nord-est de l'Asie.
- Le 3 mai, Lapérouse a le temps d'approcher l'île très boisée de Botol Tabaco-Xima et d'apercevoir des villages habités, probablement par des peuples comparables à ceux que William Dampier a décrits dans les îles Bashées.
- Le 5 mai, les navires passent au large de l'île Kumi ; plusieurs pirogues s'approchent. « Avant d'aborder la frégate, les insulaires avaient posé leurs mains sur la poitrine et levé les bras vers le ciel en signe de paix. Ils ne sont ni Chinois ni Japonais ; mais, situés entre ces deux empires, ils paraissent tenir des deux peuples ; ils étaient vêtus d'une chemise et d'un caleçon de toile de coton ; leurs cheveux, retroussés sur le sommet de la tête, étaient roulés autour d'une aiguille qui nous a paru d'or ; chacun avait un poignard dont le manche parait aussi d'or. Leurs pirogues n'étaient construites qu'avec des arbres creusés. »
- Le 6 mai, ils longent les côtes de Formose, mais pendant quinze jours, un brouillard très épais empêche toute observation.

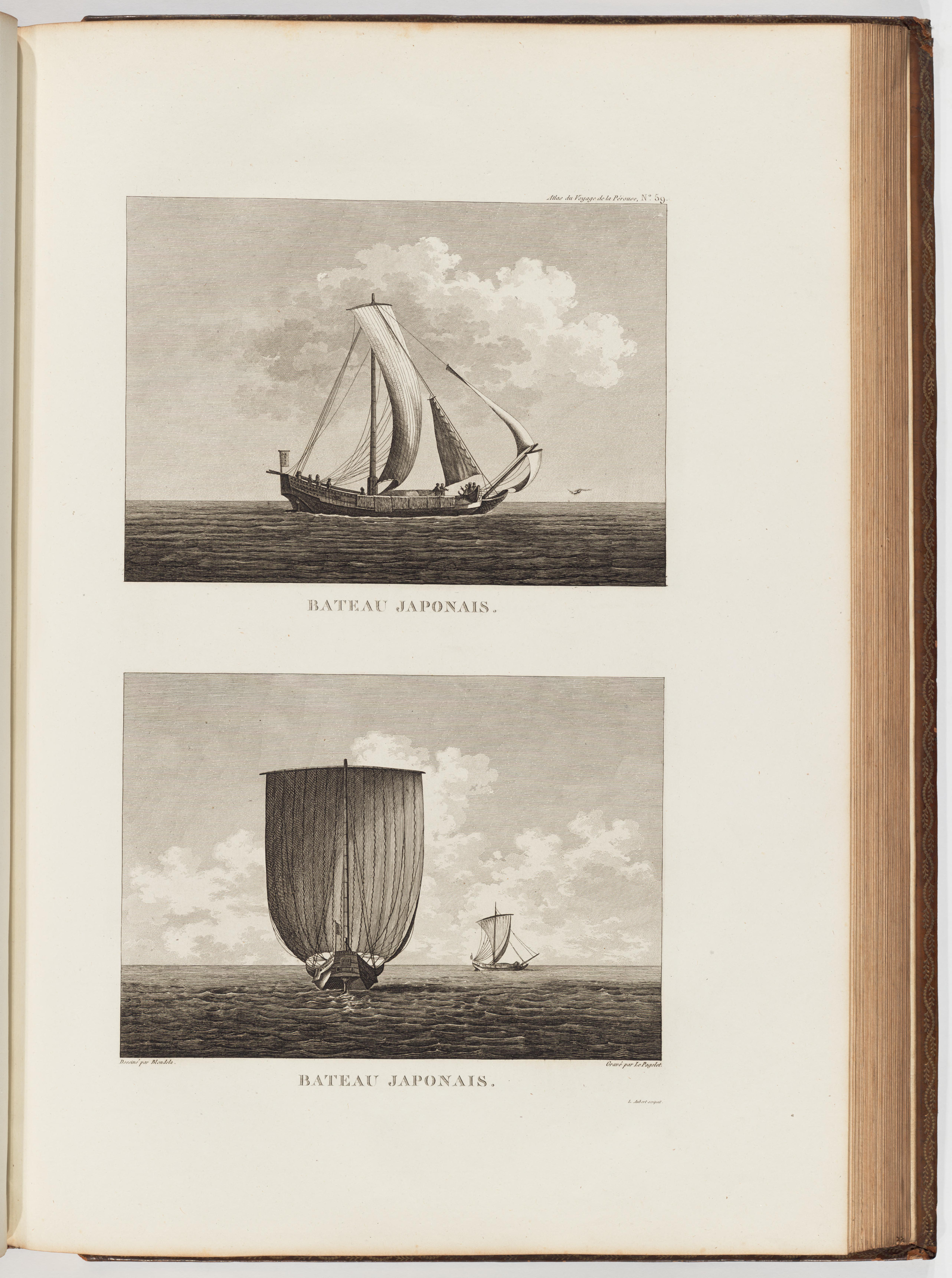
Bateaux japonais

- Le 19 mai, ce sont les côtes de Corée. Le 21 mai, il redécouvre l'île Quelpart (Jeju-Do), décrite seulement une fois auparavant par un Européen, Hendrik Hamel, qui y fit naufrage en 1653. « Il n'est guère possible de trouver une île qui offre un plus bel aspect ; un pic d'environ mille toises au milieu de l'île et les habitations en amphithéâtre. Mais toute communication est interdite avec les étrangers. »
- Le 25 mai ils passent le détroit de la Corée et suivent la côte est de la péninsule coréenne : « La vue de nos vaisseaux n'inspira pas beaucoup d'effroi à une douzaine de champans ou sommes qui naviguaient le long de la côte. Ces sommes ne paraissent différer en rien de celles des Chinois ; leurs voiles étaient pareillement de nattes. » Ils profitent du beau temps pour faire des relevés précis de toute la côte.
- Ils découvrent une île qu'ils nomment Dagelet : « Un rempart de roc vif et presque aussi à pic qu'une muraille la cerne dans tout son contour, à l'exception de sept petites anses de sable, sur lesquelles il est possible de débarquer. » Les courants violents les empêchent de mouiller.
- Ils continuent vers le nord jusqu'aux côtes de Tartarie et, le 2 juin, croisent deux bâtiments japonais : « L'un d'eux passa à portée de notre voix : il avait vingt-deux hommes d'équipage, tous vêtus de soutanes bleues de la forme de celles de nos prêtres. Ce bâtiment, du port d'environ cent tonneaux, avait un seul mât très élevé. Sa voile était immense. » Le lendemain ils aperçoivent sept bâtiments chinois.
- Le 6 juin, ils passent au large du cap Noto et de l'île Jootsi-Sima (en)[n 15], qui en est séparée par un canal : « Cette île est petite, plate, mais bien boisée et d'un aspect très agréable ; elle nous a paru très habitée. » Ils sont frappés par la présence « d'édifices considérables, des piliers avec une large poutre posée en travers auprès d'une espèce de château à la pointe sud-est. »

### Tartarie, Japon

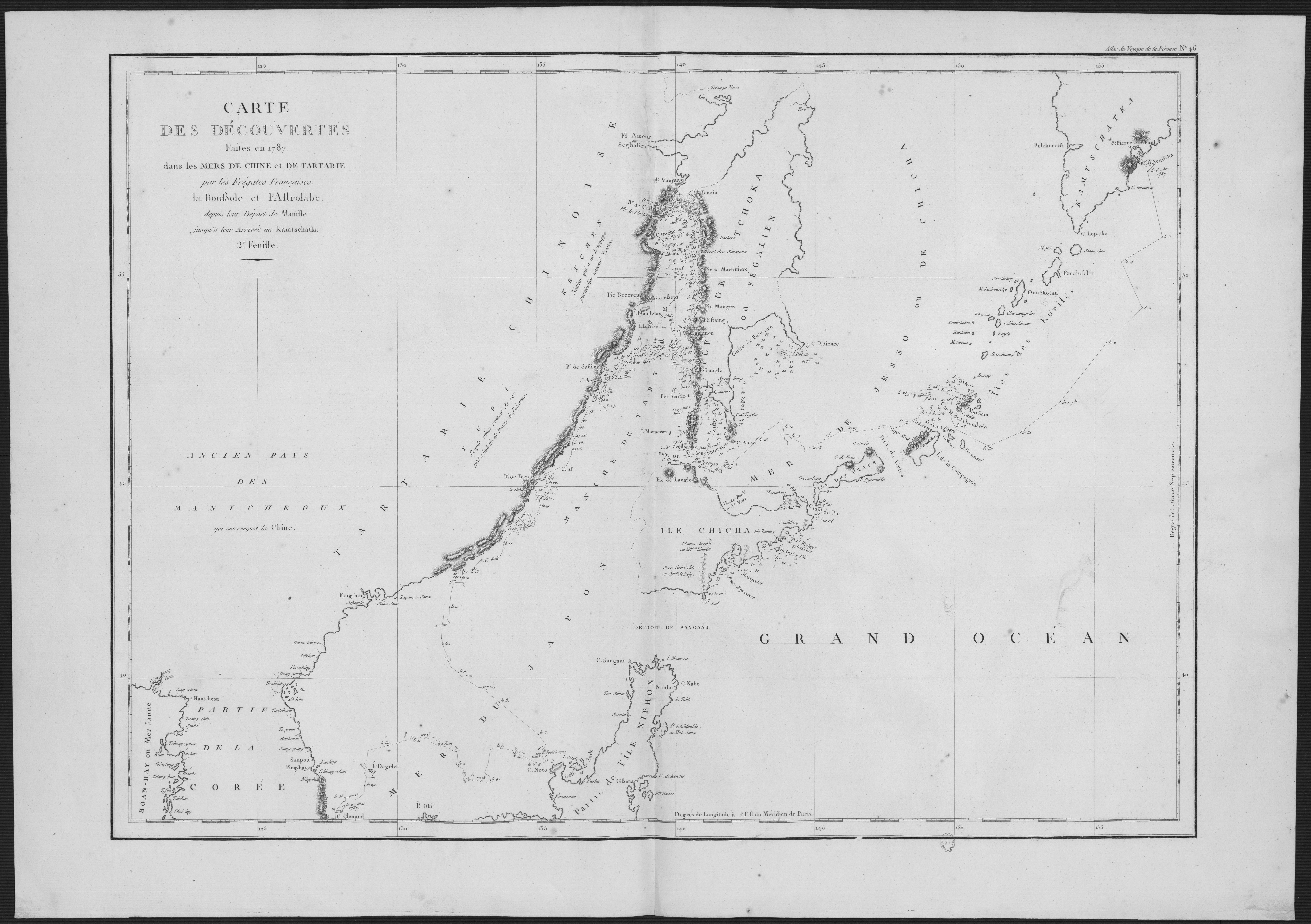
Côte de Tartarie avec détroit de Lapérouse

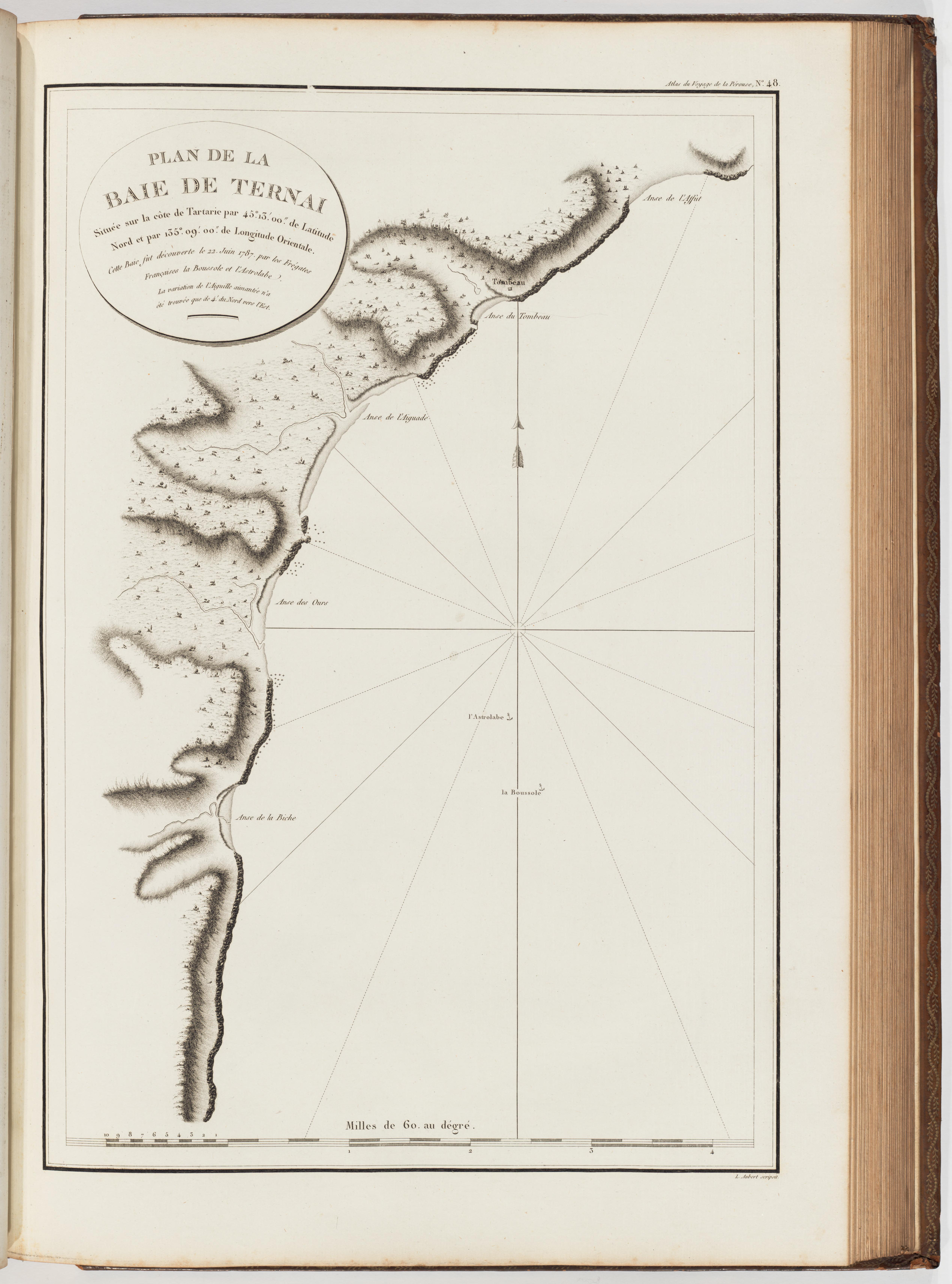
Plan de la baie de Ternai

Naviguer dans la brume pendant une semaine provoque un mirage inattendu ! Le 18, raconte Lapérouse, « le plus beau ciel succéda, à quatre heures du soir, à la brume la plus épaisse : nous découvrîmes le continent (…) et peu après dans le sud, une grande terre qui allait rejoindre la Tartarie vers l'ouest. Nous distinguions les montagnes, les ravins, enfin tous les détails du terrain. (…) Le banc de brume le plus extraordinaire que j'eusse jamais vu occasionna notre erreur : nous le vîmes se dissiper. »

Le 23 juin, mouillage dans la baie qu'il nomme Ternai, en souvenir de son mentor, Charles-Henri-Louis d'Arsac de Ternay. Elle comporte cinq petites anses séparées par des coteaux couverts d'arbres qui invitent au débarquement. À terre, chasseurs de faons, ainsi que pêcheurs de morues fournissent des menus appréciés pendant tout le séjour.

Au grand désespoir des botanistes et des lithologistes de l'expédition, la végétation printanière est la même qu'en Europe : roses, lis, muguets et fleurs des prés ; sur les bords des rivières, saules, bouleaux, érables ; en lisière des bois, pommiers, azicoliers en fleur et massifs de noisetiers. De même, le sol ne présente aucune particularité : schistes, quartz, jaspe, porphyre violet, petits cristaux sont les seuls échantillons recueillis dans les rivières.

Ils ont la surprise de découvrir une tombe récente près d'une case ruinée où étaient enterrées « deux personnes l'une à côté de l'autre : leurs têtes étaient couvertes d'une calotte de taffetas ; leurs corps enveloppés d'une peau d'ours avec une ceinture de cette même peau, à laquelle pendaient de petites monnaies chinoises et différents bijoux de cuivre : des rasades bleues étaient répandues et comme semées dans ce tombeau. Nous y trouvâmes aussi dix ou douze espèces de bracelets d'argent du poids de deux gros chacun, une hache de fer, un couteau du même métal, une cuiller en bois, un peigne, un petit sac de nankin plein de riz. »

Le départ a lieu le 27, après avoir effectué le dépôt traditionnel des médailles et de l'inscription dans une bouteille.
Le 4 juillet, ils font relâche quelques heures dans une baie qu'ils nomment Suffren, d'après Pierre André de Suffren.

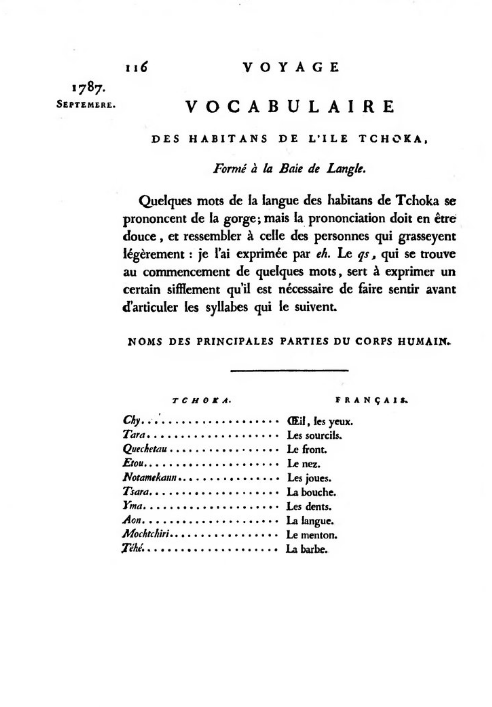
Lexique des habitants de l'île Tchoka

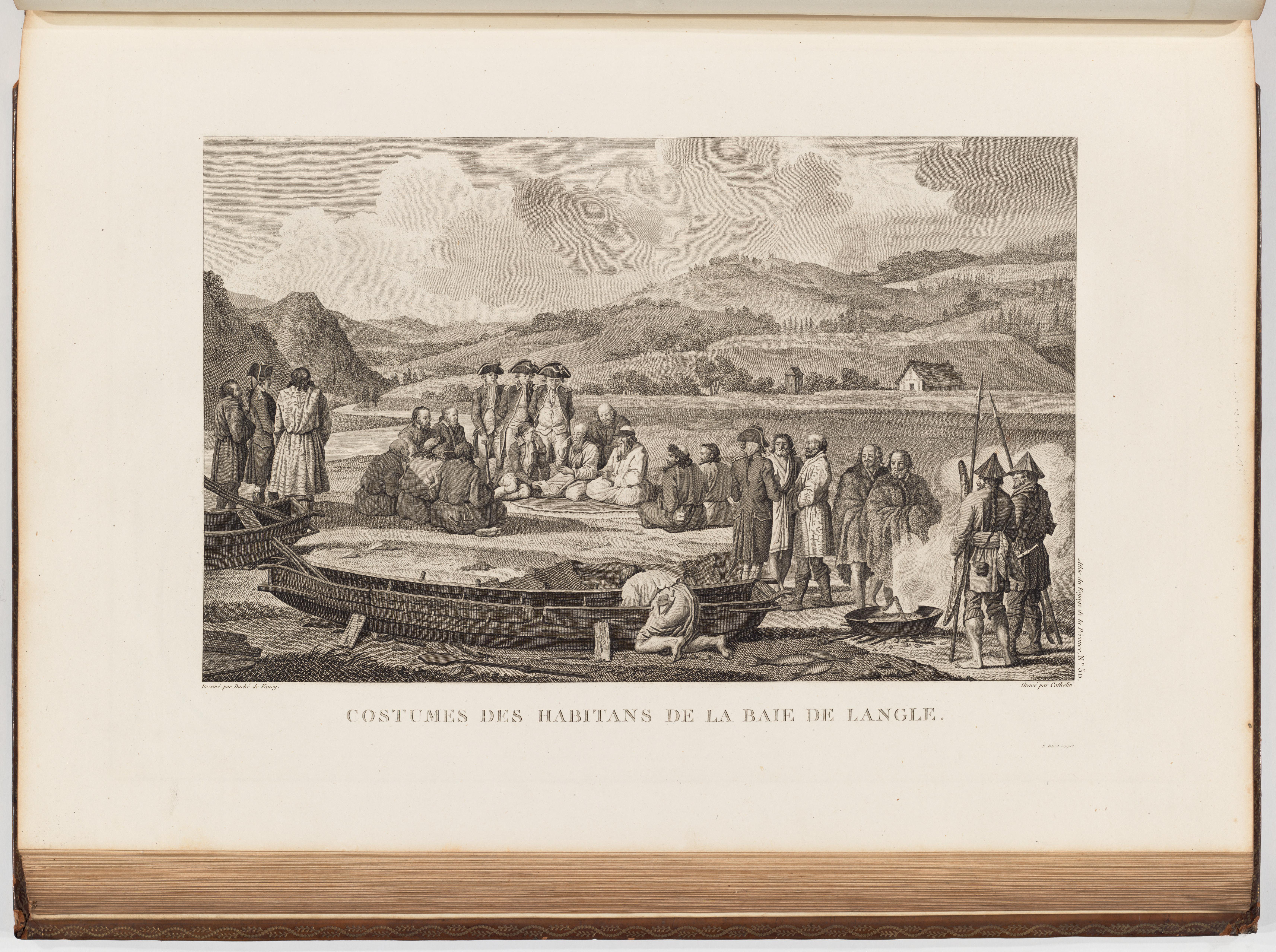
Costumes des habitants de la baie de Langle

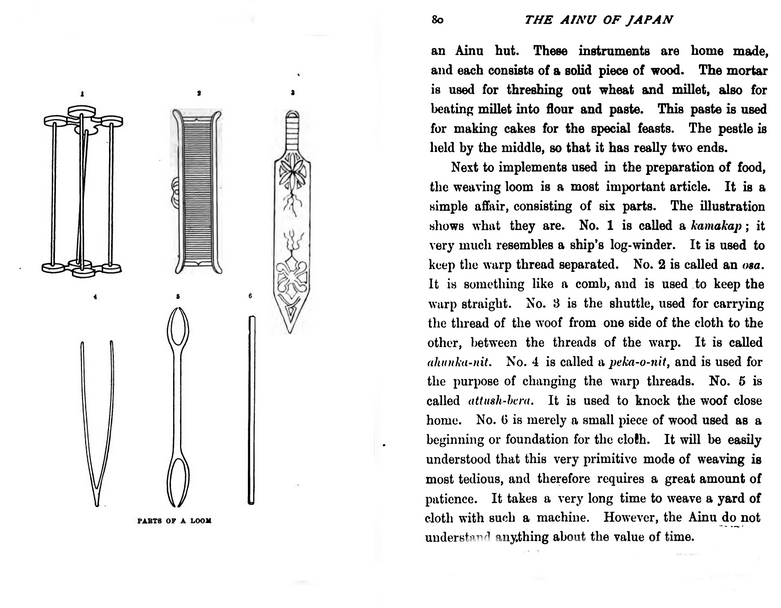
Outils utilisés pour le tissage, enquête de John Batchelor, 1892

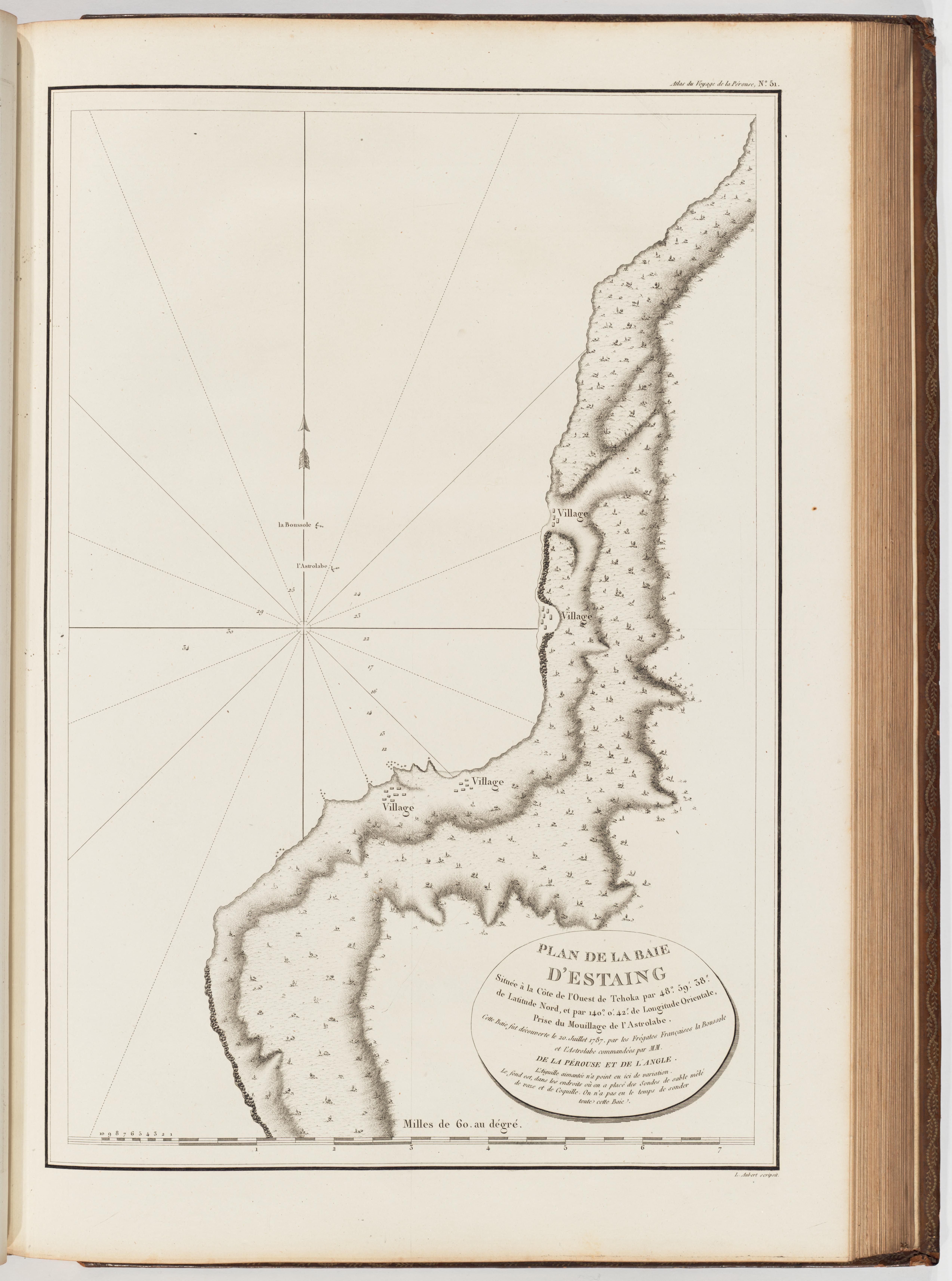
Baie d'Estaing

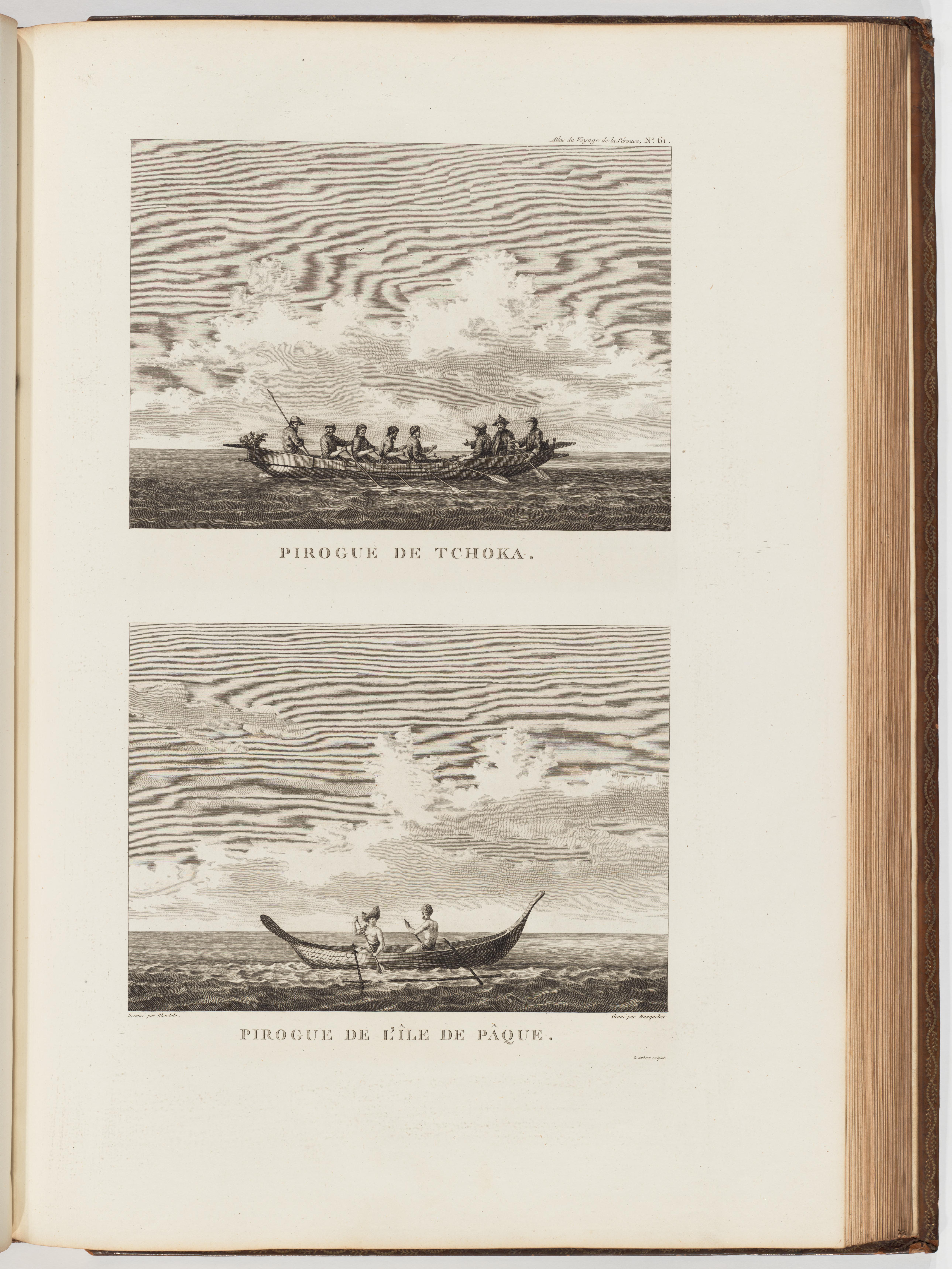
Pirogue de Tchoka comparée à celle de l'île de Pâques

Et le 12 juillet, à la faveur d'une éclaircie, ils mouillent devant une petite anse dans laquelle coule une rivière ; Lapérouse la nommera d'après son second, « baie de Langle ». Ils y rencontrent un groupe de pêcheurs indigènes qui arrivent à sept dans une pirogue : « Deux vieillards à barbe blanche étaient vêtus d'une étoffe d'écorce d'arbre, assez semblable aux pagnes de Madagascar. Deux insulaires avaient des habits de nankin bleu ouatés. Leur tête était nue sauf pour deux qui avaient un bandeau de peau d'ours. Tous avaient des bottes de loup marin. Leurs armes étaient des arcs, des piques et des flèches garnies en fer. Leurs manières étaient graves, nobles et très affectueuses. »

Le lendemain, c'est une vingtaine d'insulaires qui débarquent (dont les propriétaires des cabanes) et viennent à leur rencontre ; deux d'entre eux dessinent la carte de leur pays, d'abord sur le sable puis sur papier ; leur île s'appelle Tchoka. Ils ajoutent le fleuve Ségalien et marquent « par des traits, au nombre de sept, la quantité de journées de pirogues nécessaire pour s'y rendre. »

Les insulaires apprécient les cadeaux utiles, le fer et les étoffes ; ils s'intéressent d'ailleurs de près aux étoffes, cherchant à découvrir par quel moyen elles avaient été fabriquées. « Ils connaissent la navette et font avec leurs métiers des toiles absolument semblables aux nôtres avec du fil d'écorce de saule. » Lapérouse fait d'ailleurs l'acquisition d'un de ces métiers à tisser qui se nomme karepinki.
Les naturalistes ont trouvé dans les cabanes des racines de saranne ou lys jaune, qu'ils font sécher pour leur provision d'hiver. Ces cabanes sont « construites avec intelligence ; toutes les précautions y sont prises contre le froid ; elles sont en bois, revêtues d'une espèce de bouleau et surmontées d'une charpente couverte de chaume comme celles de nos paysans ; la porte est très basse, et placée dans le pignon ; le foyer est au milieu, sous une ouverture du toit, qui donne issue à la fumée ; de petites banquettes ou planches élevées de huit ou dix pouces, règnent au pourtour, et l'intérieur est parqueté avec des nattes : elles n'ont qu'un désagrément, c'est la puanteur du poisson et de l'huile. »  Et Lapérouse de conclure, « Nous n'avons pas rencontré, depuis notre départ de France, de peuple qui ait plus excité notre curiosité et notre admiration. Les Chinois que nous avions à bord n'entendaient pas un seul mot de la langue de ces insulaires. » Un siècle plus tard, le Révérend John Batchelor consacre plusieurs années d'enquête anthropologique à observer les Aïnous et à rédiger un dictionnaire, de 1877 à 1941.
Le 19, ils font relâche dans la baie d'Estaing dont les productions et substances du sol sont les mêmes que la baie de Langle. Au moment du débarquement, les insulaires étaient rassemblés autour de quatre pirogues chargées de poisson fumé dont les propriétaires étaient Mandchous et venaient du fleuve Ségalien pour acheter du poisson. Les autochtones se disent Orotchys et appellent ces étrangers les Bitchys.

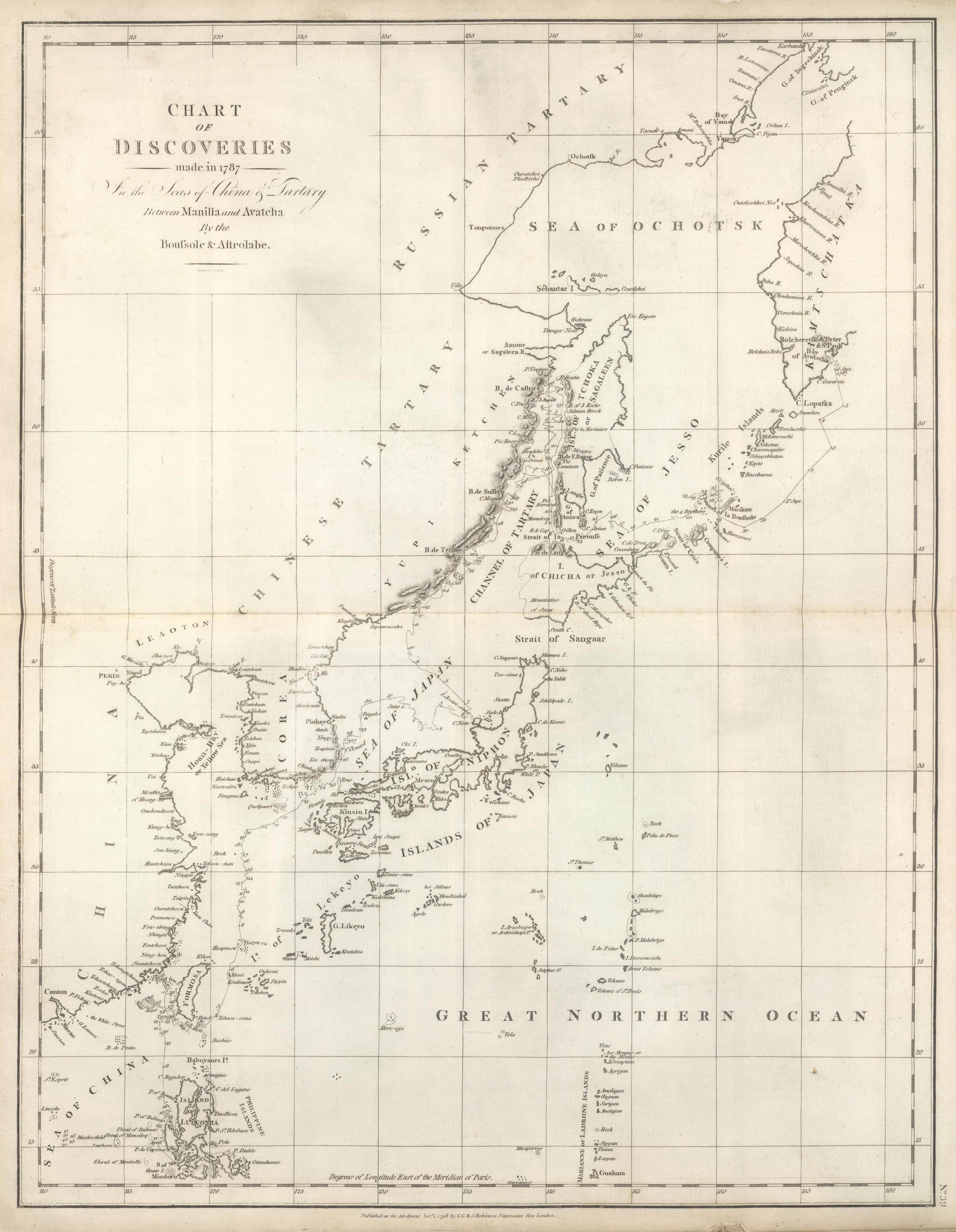
Carte de La Pérouse : la baie de Castries.

La baie de Castries

Le 22, ils mouillent au large du Pic de La Martinière nommé en l'honneur du botaniste de l'expédition. Les botanistes y font d'ailleurs une ample collection de plantes assez rares et les lithologistes de cristaux, de spath et d'autres pierres curieuses. Pendant ce temps, les matelots font provision de morues et de saumons.

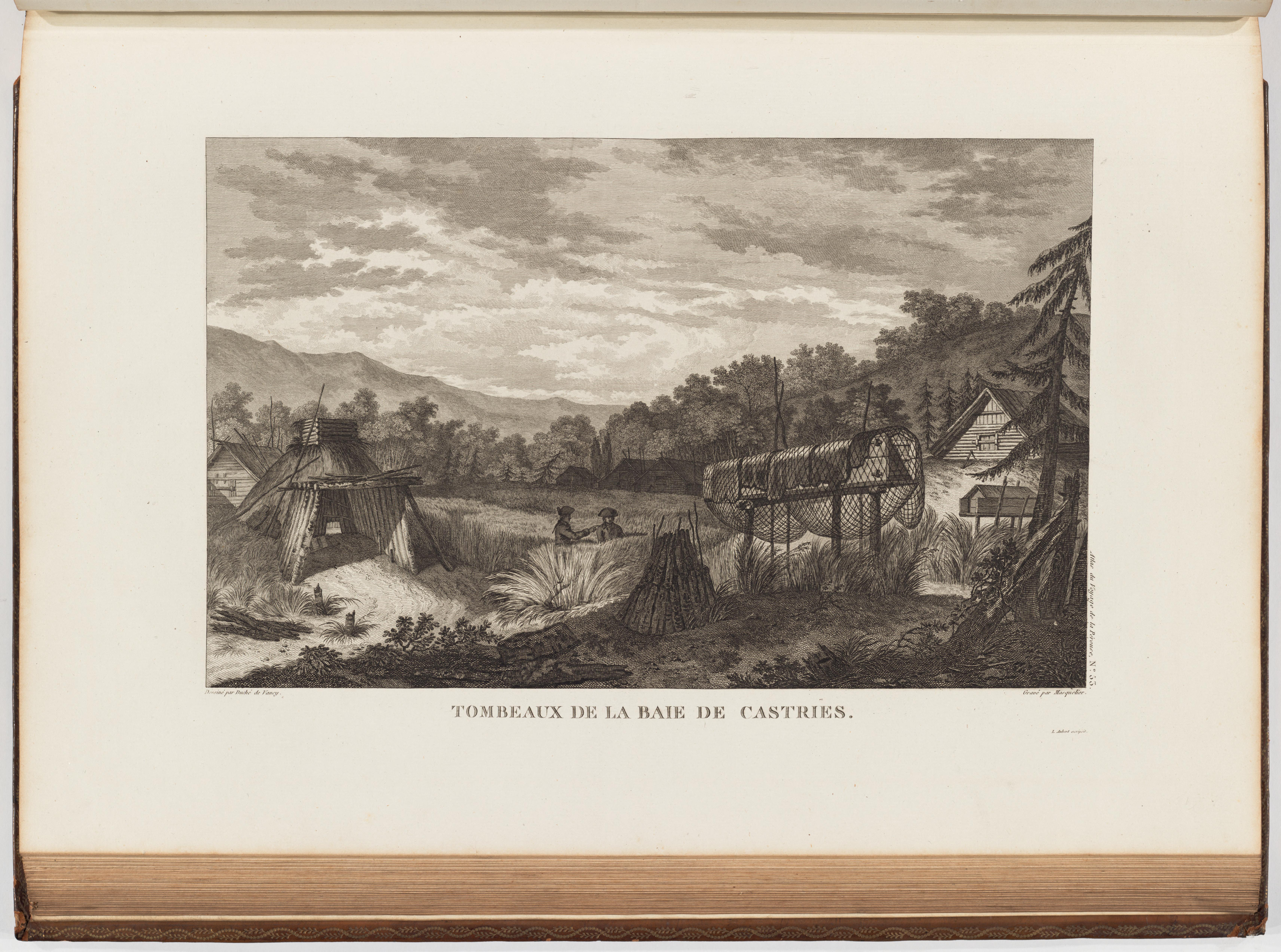
Tombeaux de la baie de Castries

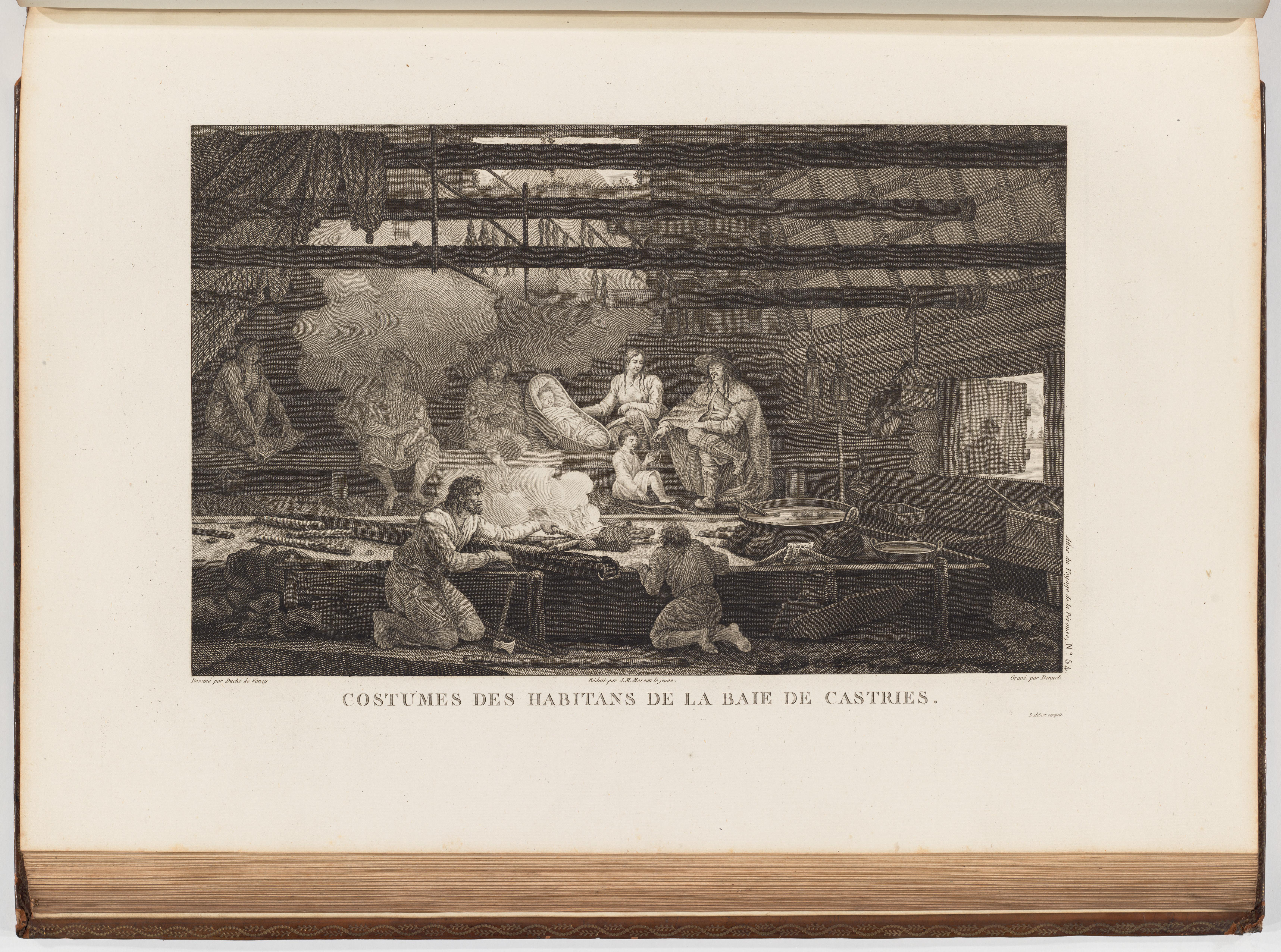
Costumes des habitants

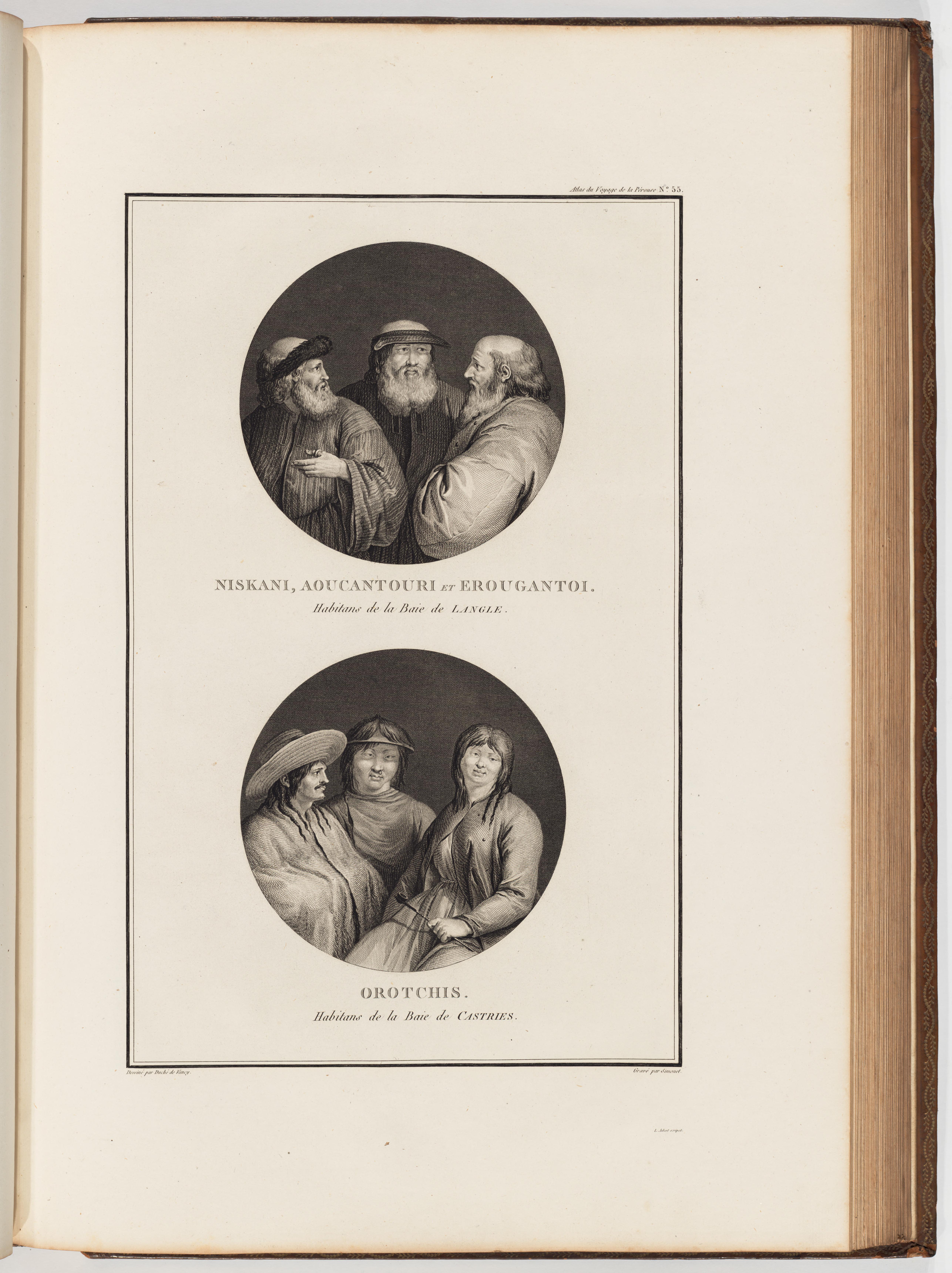
Habitants de la baie de Langle et de Castries

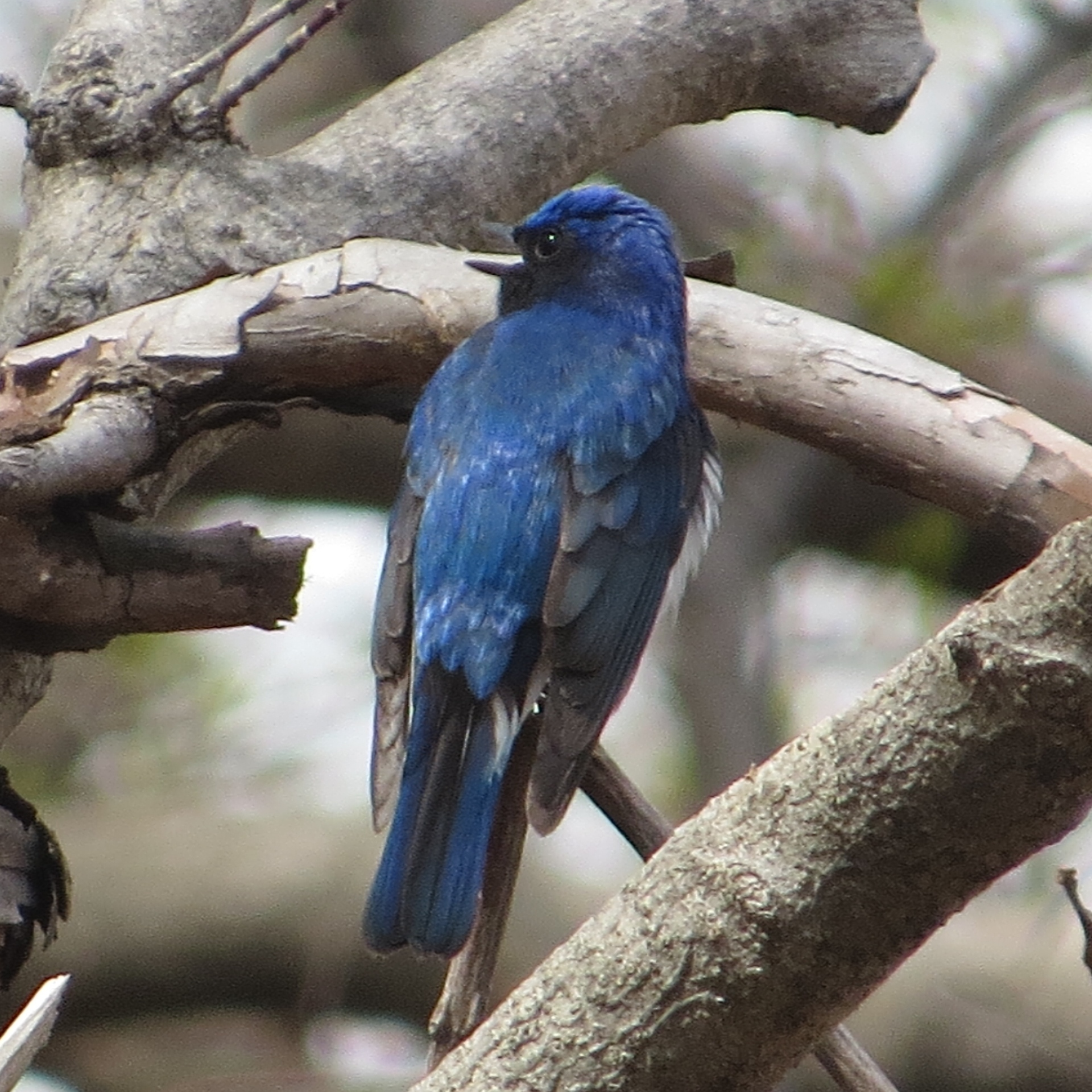
Gobe-mouche bleu du Japon

Lapérouse continue sa prospection de ce détroit qui l'intrigue, mais une barre lui ferme la route « sans laisser ni chenal ni passage quelconque. »
Se trouvant, le 24 juillet, par 51° 1/2 de latitude, la profondeur de l'eau diminua tout à coup, et l'on fut obligé de s'arrêter. Lapérouse chercha vainement un passage où ses frégates pussent entrer sans danger. Il traversa plusieurs fois le canal en allant alternativement de l'est à l'ouest, et s'assura que les hauts fonds qui l'avaient arrêté barraient entièrement le passage. Le vent du sud, qui commença à souffler avec assez de violence, et qui le poussait vers ces dangers, rendit sa position périlleuse. Heureusement une belle baie, qu'il découvrit à la côte de Tartarie, lui offrit un asile sûr ; et les frégates vinrent s'y mettre à l'abri. Cette baie fut appelée baie de Castries au fond du détroit de Tartarie.
À marée basse, la navigation est impossible à cause de la prolifération des fucus. On recueille dans cette baie des huîtres feuilletées mais les feuilles sont si minces qu'il n'a pas été possible d'en conserver.

Lapérouse fait remarquer que c'est la seule baie qui mérite son nom : « elle assure un abri aux vaisseaux contre le mauvais temps et il serait possible d'y passer l'hiver » mais il choisit de n'y rester que cinq jours parce que la saison avançait.

Les habitants leur disent faire partie de la nation des Orotchys (les Tongous) ; ils sont aussi accueillants que ceux de la baie d'Estaing et vendent du poisson séché aux Bitchys qui arrivent du fleuve Ségalien, au sud de la baie de Castries. Eux-mêmes se nourrissent de saumon, qu'ils exposent au soleil sur des perches après l'avoir boucané. Ils le mangent aussi cru, peau y compris.

Lapérouse visite les différents types de cabanes, semblables aux cases de l'île précédente, et leur aménagement intérieur ; ainsi que trois yourtes « maisons souterraines semblables à celles des Kamtchadales, décrites dans le quatrième volume du dernier voyage de Cook » et plusieurs tombeaux « renfermant quatre ou cinq bières, proprement travaillées, ornées d'étoffes de Chine dont quelques morceaux étaient de brocart. Des arcs, des flèches, des filets, des meubles précieux ornaient ces monuments, dont la porte se fermait avec une barre maintenue à ses extrémités par deux supports. »
Il s'agit en fait d'un village utilisé uniquement pour la mauvaise saison et les villageois travaillaient de l'autre côté du golfe pendant cette visite des navigateurs français.
Lapérouse est impressionné par leur honnêteté… et par la qualité des relations conjugales : « Ils n'ont jamais conclu un marché avec nous sans le consentement de leur femme. » Il prend le temps de dresser un portrait physique détaillé, presque en anthropologue, pressentant une origine mystérieuse à ces tribus. Il décrit également leur costume, leurs règles de savoir-vivre, par exemple en saluant à la mode chinoise, et leur inquiétude en regardant les mouvements des mains en train d'écrire.

Lapérouse utilise les talents de linguiste de M. Lavaux comme interprète pour vérifier leur cartographie du détroit qu'il souhaite explorer.
L'étude de la faune et de la flore occupe les naturalistes de l'expédition jusqu'au départ. Sont reconnus : Gélinottes, canards sauvages, cormorans, guillemots, bergeronnettes blanches et noires, gobemouche d'un bleu azuré.
Il semble que même en été la terre reste gelée en profondeur car l'eau recueillie est presque gelée. « La végétation doit naître et mourir en moins de trois mois. » Les indigènes ne cultivent aucune plante mais apprécient la graine des Mantchous : petit millet mondé (Panicum miliaceum).
Le 2 août, c'est le départ.

### Troisième année du voyage

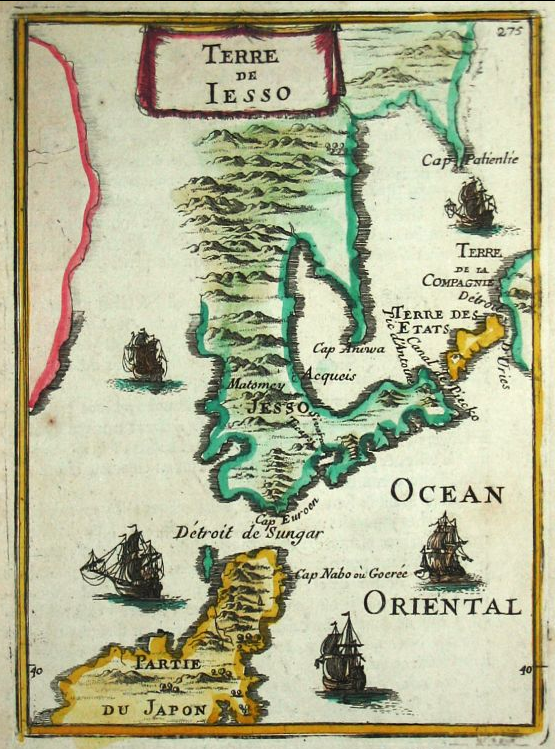
Terre de Gesso, Alain Manesson-Mallet, 1683

Plan des îles Kuriles

Des canots visitèrent les lieux où les frégates n'avaient pu pénétrer mais ne trouvèrent aucun passage ; il fut même impossible de s'avancer jusqu'à l'embouchure du fleuve Amour. L'opinion de Lapérouse fut que l'île Ségalien, qui lui restait dans l'est, se trouve effectivement détachée de la côte de Tartarie, mais que le canal qui les sépare est obstrué par les dépôts du fleuve Amour, qui se décharge précisément à l'endroit le plus resserré.
Les deux frégates mouillent à la pointe méridionale de l'île que Lapérouse nomme cap Crillon en attendant que le vent se lève. Il y a en effet dans ce canal des courants, des « lits de marée plus forts que ceux du Four ou du Raz de Brest. Ils reçoivent la visite d'insulaires d'une proportion de trait fort régulière ; ils étaient fortement constitués et taillés en hommes vigoureux. Leur barbe descend sur la poitrine, et ils ont les bras, le cou et le dos couverts de poils. Leur taille est moyenne et leur peau basanée. Leurs manières sont graves. »

Lapérouse continue sa description : 

« Tous les habits de ces insulaires sont tissés de leurs propres mains ; leurs maisons offrent une propreté et une élégance dont celles du continent n'approchent pas; leurs meubles sont artistement travaillés, et presque tous de fabrique japonaise. Ils ont un objet de commerce très important, inconnu dans la manche de Tartarie, et dont l'échange leur procure toutes leurs richesses : c'est l'huile de baleine. La chasse, et plus particulièrement la pêche, fournissent à leur subsistance.

Les pirogues sont faites d'un sapin creusé, et peuvent contenir sept ou huit personnes. Ils les manœuvrent avec des avirons très légers et entreprennent sur ces frêles bâtiments des voyages de deux cents lieues. Mais ils ne s'éloignent jamais de la terre, excepté lorsqu'ils traversent la mer d'une île à l'autre et ils attendent pour ce trajet un calme absolu. Nous avons cru remarquer dans l'Oku-Jesso une distinction d'état qui n'existe pas en Tartarie : il y avait dans chaque pirogue un homme avec lequel les autres ne faisaient pas société ; il ne mangeait pas avec eux, et leur paraissait absolument subordonné. »

Une petite brise du nord-est permet d'appareiller.
Lapérouse, en revenant au sud, ne s'écarta pas de la côte de l'île Ségalien et y découvrit par 45° 10' de latitude, au sud du cap Crillon, le détroit qui porte son nom. Les récits des missionnaires avaient jusqu'alors confondu sous le nom de terre de Jesso toutes les terres qui sont au nord du Japon. La découverte de ce détroit nous a fait connaître qu'elles forment deux îles, dont l'une est Ségalien, détachée par le détroit de La Pérouse, et l'autre, l'île Chika, séparée de la grande île du Japon par le détroit de Sangaar, que l'on connaissait depuis longtemps. De Vries, navigateur hollandais, qui découvrit la terre des États, située à l'est du détroit de La Pérouse, en 1643, avait pris les terres de Ségalien et de Chika pour les pointes avancées d'une grande baie, dans laquelle il n'avait pas voulu risquer de s'engager. La fréquence des brumes, qui a si fort embarrassé la navigation des frégates françaises, avait été sans doute la cause de son erreur.

Lapérouse est tout à fait conscient du caractère exceptionnel de sa découverte et donne libre cours à un lyrisme rare dans ses carnets de bord : 

« Mais je crois le moment arrivé où tous les voiles qui couvrent les navigations particulières vont être levés. Bientôt la géographie ne sera plus une science problématique : tous les peuples connaitront également l'étendue des mers qui les environnent et des terres qu'ils habitent. Quoique les mers que nous avons explorées soient les limites du continent le plus anciennement habité, elles étaient aussi ignorées que le Détroit d'Anián ou l'archipel de Saint-Lazare. »

Le 15 août au détroit de La Pérouse (entre le Japon et Sakhaline), les habitants d'Hokkaido lui montrent une carte, mais il ne trouve pas le détroit et met le cap au nord vers la péninsule du Kamtchatka, qu'il atteint en septembre 1787.
Lapérouse, après avoir vérifié les découvertes des Hollandais, traversa les îles Kouriles, entre l'île de la Compagnie, ainsi nommée par de Vries, et l'île Murikan ; le détroit reçut le nom de canal de la Boussole, le plus beau de tous ceux qu'on peut rencontrer entre les Kuriles : sa largeur est d'environ quinze lieues.

### Russie

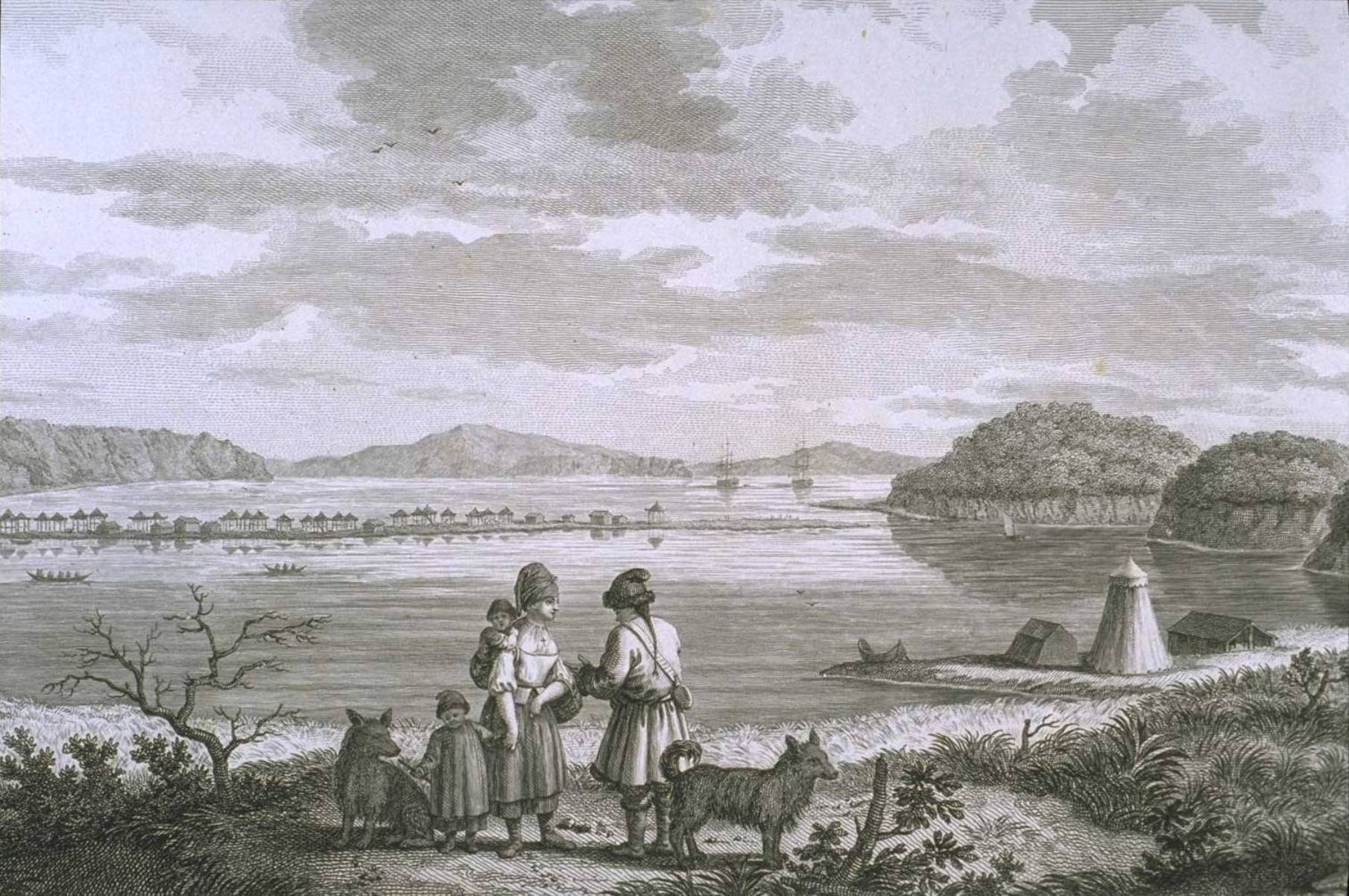
Vue des environs de Petropavlosk, lors de l'escale au Kamtchatka.

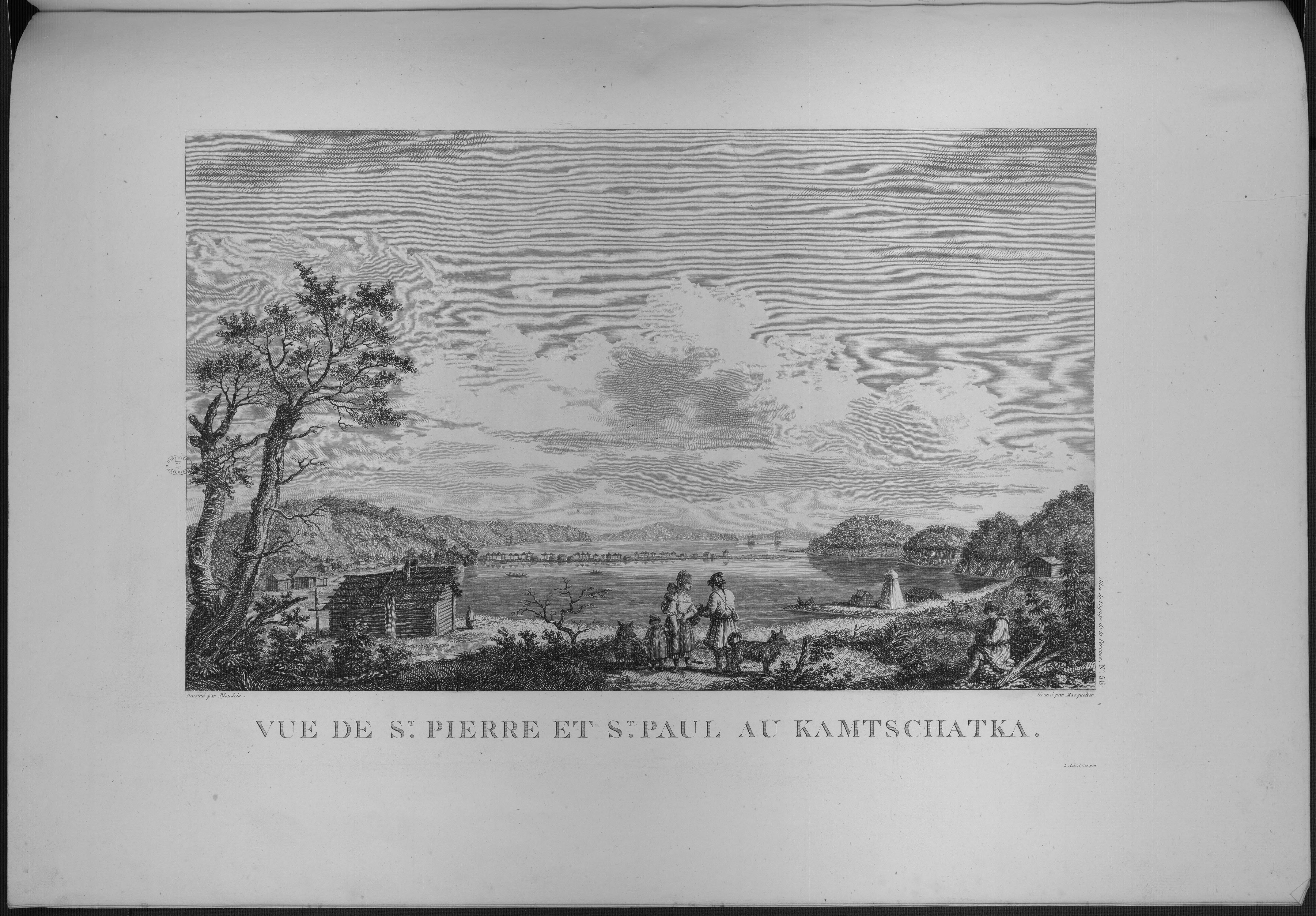
Vue de St Pierre et St Paul au Kamstchaka

Du 6 au 29 septembre, l'expédition fait relâche à Saint-Pierre-et-Saint-Paul (Avatcha, aujourd'hui Petropavlovsk-Kamtchatski) au Kamtchatka.
Il apprend sa nomination comme chef d'escadre et reçoit des instructions par le truchement du vice-consul de France à Kronstadt, de faire un rapport sur la colonisation en Australie.
La Baie d'Avatcha est « certainement la plus belle, la plus commode, la plus sûre qu'il soit possible de rencontrer dans aucune partie du monde ; l'entrée en est étroite, et les bâtiments seraient forcés de passer sous le canon des forts qu'on pourrait y établir ; la tenue y est excellente, le fond est de vase : deux ports vastes, l'un sur la côte est, l'autre sur celle de l'ouest, pourraient recevoir tous les vaisseaux de la marine de France et d'Angleterre. Les rivières d'Avatcha et de Paratounka ont leurs embouchures dans cette baie ; mais elles sont embarrassées de bancs, et l'on n'y peut entrer qu'à la pleine mer. Le village de Saint-Pierre et Saint-Paul est situé sur une langue de terre qui, semblable à une jetée faite de main d'homme, forme derrière ce village un petit fort fermé comme un cirque, dans lequel trois ou quatre bâtiments désarmés peuvent passer l'hiver. »
Lapérouse décrit les particularités locales avec précision, par exemple les bains publics : « L'ostrog de Saint-Pierre en possédait deux, qui consistent en une chambre très basse, au milieu de laquelle est un four bâti en pierre sèche, qu'on chauffe comme les fours destinés à faire cuire le pain ; sa voûte est entourée de bancs disposés en amphithéâtre, pour ceux qui veulent se baigner, de sorte que la chaleur est plus ou moins forte, suivant qu'on est placé sur un gradin supérieur ou inférieur ; on jette de l'eau sur le sommet de la voûte lorsqu'elle est rougie par le feu qui est dessous ; cette eau s'élève aussitôt en vapeurs, et excite la transpiration la plus abondante. »
Barthélemy de Lesseps, oncle du constructeur du Canal de Suez, interprète de russe, quitte l'expédition pour ramener par voie de terre, à travers la Sibérie, les études, dessins et spécimens déjà recueillis. Au terme d'un voyage d'un an, il revient en France et rend compte au roi.

## Pacifique

### Samoa

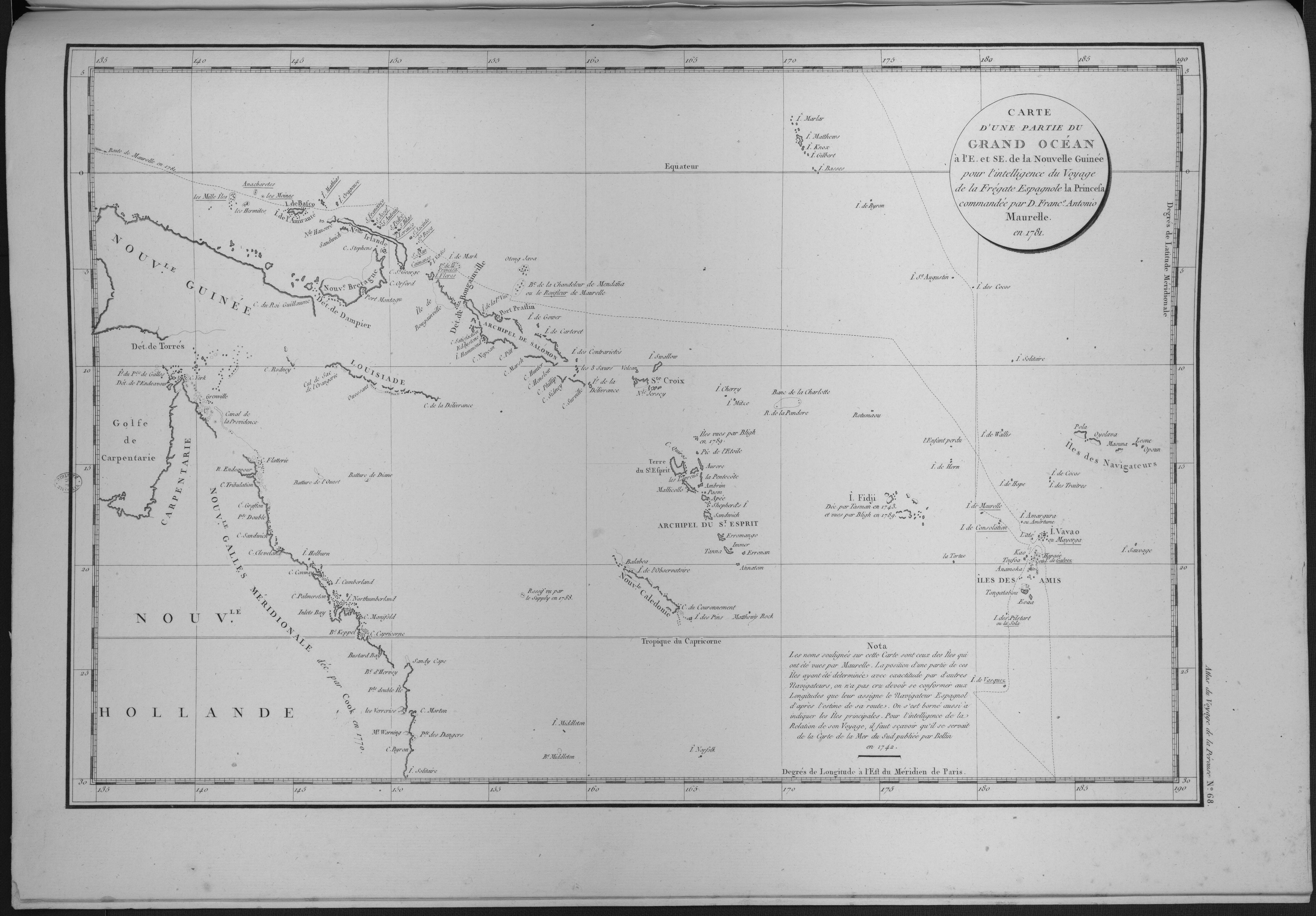
Le Grand Océan et ses isles, Maurelle, 1781

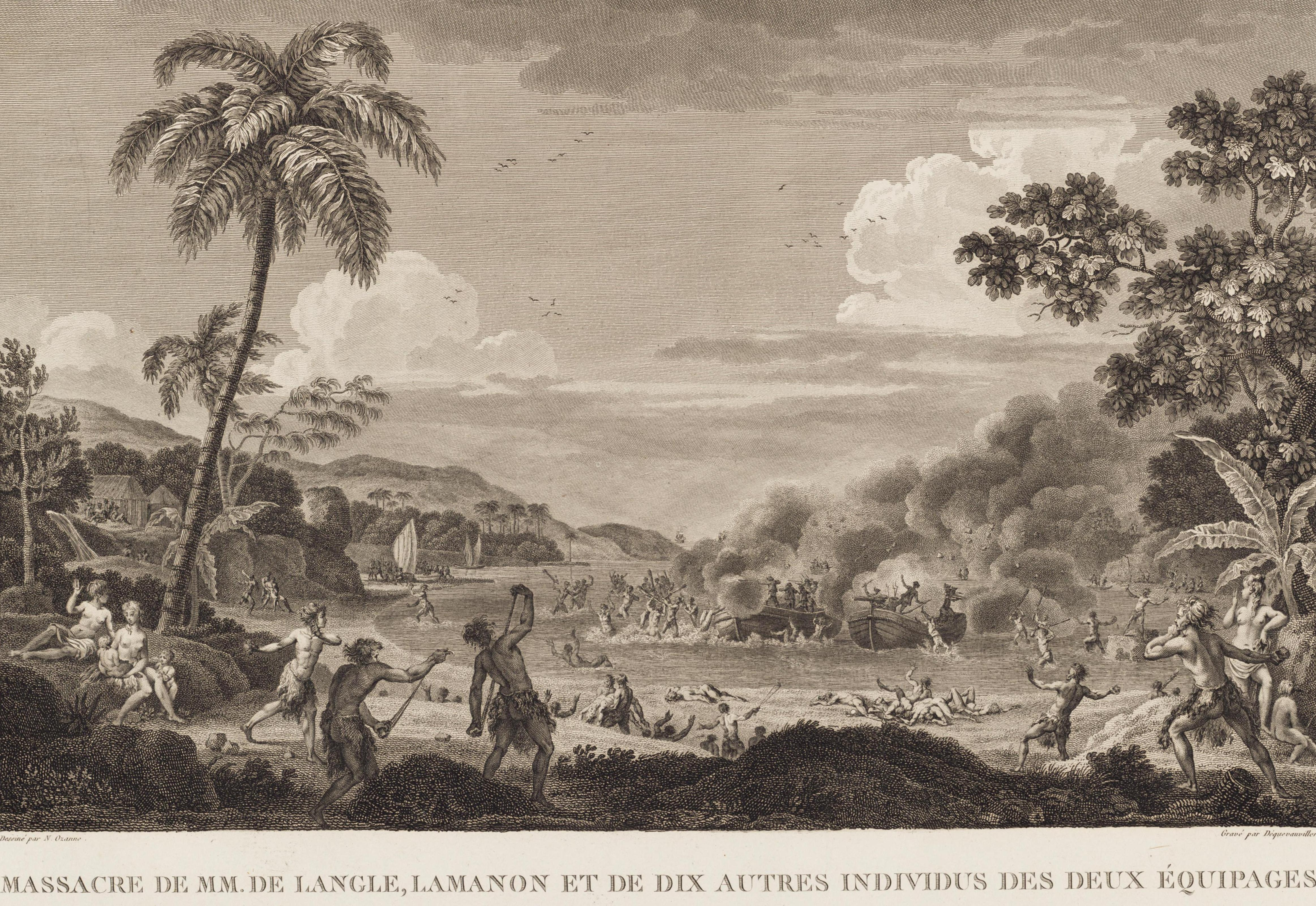
La mort de Fleurieu et de onze de ses hommes sur les plages de Maouna en 1788. (Gravure de N. Ozanne, 1797)

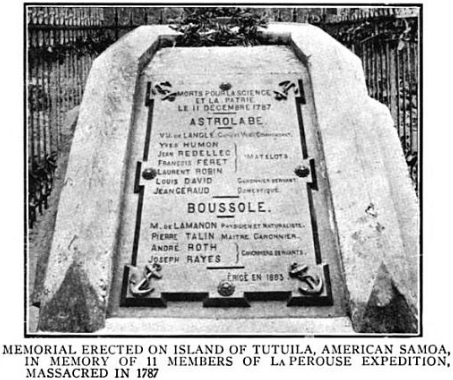
Mémorial (Frank Coffee, Forty Years On the Pacific, 1920)

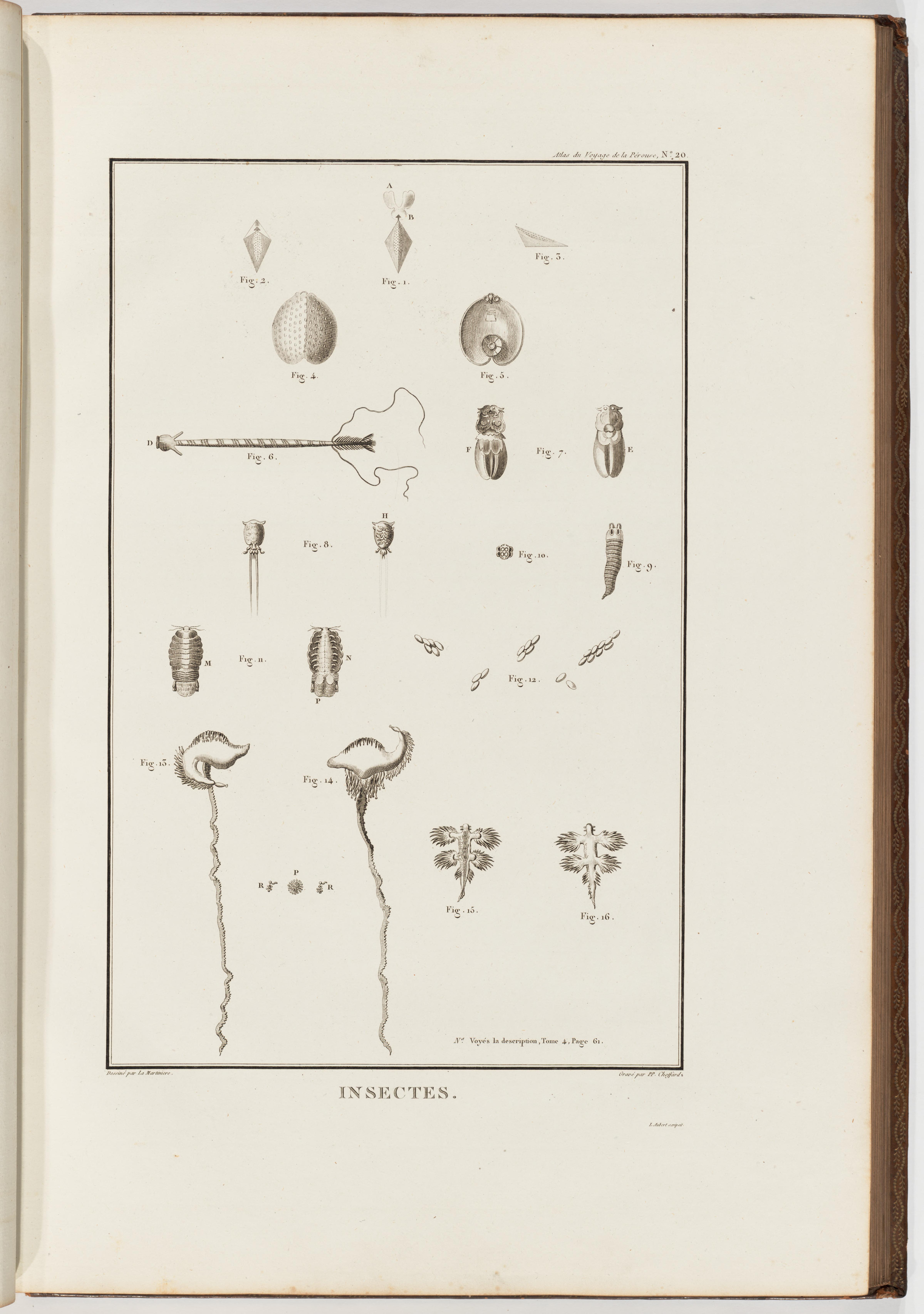
Planche d'insectes par M. de la Martinière

Lapérouse reprend donc la mer en direction de « l'archipel que ses instructions lui ordonnaient de naviguer pendant la troisième année de leur campagne » pour fixer les coordonnées des points déjà cartographiés et éventuellement y faire relâche pour faire provision de vivres frais, « dans cette vaste partie du grand Océan équatorial parsemée d'isles qui sont sur le globe terrestre ce qu'est la voie lactée dans le ciel. »
Le 29 octobre, ils atteignent le 30e parallèle. « Notre santé se trouva généralement affectée du passage trop rapide du froid au plus grand chaud ; mais nous n'éprouvâmes que de légères incommodités qui n'obligèrent personne à garder le lit. » L'abondance de courlieux et de pluviers laisse présager l'approche d'une terre, sans succès, à la grande déception de tous. Ils pêchent dorades et requins qui leur permettent d'améliorer le menu de lard salé. En novembre, la chaleur devient étouffante et « l'hygromètre n'avait jamais marqué plus d'humidité depuis notre départ d'Europe. Je redoublai de soins pour conserver la santé des équipages pendant cette crise. » Ils coupent l'équateur le 21 novembre et font route vers les isles des navigateurs découvertes par Bougainville. C'est le 6 décembre qu'ils aperçoivent enfin les premières îles, leurs cocotiers et les indigènes assis sur la rive ; ils s'engagent dans un canal pour trouver un mouillage. Des pirogues s'approchent pour faire du troc, « pour une vingtaine de cocos et deux poules-sultanes bleues... mais avec mauvaise foi. » Ils décident de relâcher aux Samoa, devant l'île Maouna qui semble riche en villages, en cascades, en cochons et en fruits. Malgré un mouillage dangereux, ils descendent à terre avec plusieurs chaloupes pour « faire aiguade » ; une centaine d'indigènes, y compris femmes et enfants, proposent poules, cochons, pigeons, perruches et fruits en échange de rassades. Lapérouse est obligé de jeter à la mer un indien ayant blessé un de ses matelots : ces insulaires « sont les plus grands et les mieux faits que nous ayons encore rencontrés, étonnants par les proportions colossales de leur corps. Les hommes ont le corps peint ou tatoué  de manière qu'on les croirait habillés ; ils ont seulement autour des reins une ceinture d'herbes marines. Leurs cheveux sont très longs ; ils les retrouvent souvent autour de la tête. Ils sont presque tous couverts de cicatrices. La taille des femmes est proportionnée à celle des hommes : elles sont grandes, sveltes et ont de la grâce. » Lapérouse a eu le temps de visiter un village proche. Pour tailler leurs objets en bois, ils utilisent des haches en forme d'herminettes faites d'un basalte très fin et très compact. Leurs grands plats en bois sont tellement polis qu'on les dirait vernis. Ils fabriquent des nattes et des étoffes-papier. Les pirogues sont prévues pour 5 ou 6 hommes et très légères : « ils les accolent quelquefois à deux, au moyen d'une traverse en bois, dans laquelle ils pratiquent un étambrai pour placer leur mât ; de cette manière elles chavirent moins et ils peuvent conserver leurs provisions pour de longs voyages. Leurs voiles de natte ou de toile nattée sont à livarde. »
À son retour, il apprend que le chirurgien Rollin et M. de Monneron ont été attaqués à coups de pierre et que plusieurs Indiens se sont installés sur le pont de sa frégate, peu intimidés par les menaces. Le lendemain, une expédition de soixante-et-un individus embarque dans quatre chaloupes pour refaire provision d'eau, avec « l'élite de nos équipages, fusils, sabres et six pierriers ». Mais c'est marée basse, les récifs de corail rendent l'atterrissage puis le rembarquement périlleux : c'est le moment où les Samoans attaquent Fleuriot de Langle à coups de pierre, tuent douze membres de l'expédition, et pillent deux des canots. Les deux autres embarquent les blessés, et le botaniste M. de la Martinière, « son sac de plantes sur le dos », et repartent à la rame avec les rescapés. Lapérouse est obligé de tirer un coup de canon pour se dégager.
Ils font ensuite route vers l'île voisine de Oyolava et sont accueillis par une foule de pirogues sur lesquelles se trouvent aussi des femmes : « les cheveux ornés de fleurs et d'un ruban vert, en forme de bandeau, tressés avec de l'herbe et de la mousse ; leur taille était élégante, la forme de leurs bras arrondie, et dans les plus justes proportions ; leurs yeux, leur physionomie, leurs gestes, annonçaient de la douceur, tandis que ceux des hommes annonçaient la surprise et la férocité. » Lapérouse longe la dernière île, Pola, uniquement abordable derrière sa pointe ouest.
Ce drame, traumatisant pour l'équipage et son chef d'escadre, a sonné le glas du mythe du bon sauvage véhiculé par les écrits des philosophes des lumières et les directives royales concernant l'obligation « de douceur et d’humanité envers les différents peuples qu’il visitera. ».

### Tonga, Norfolk

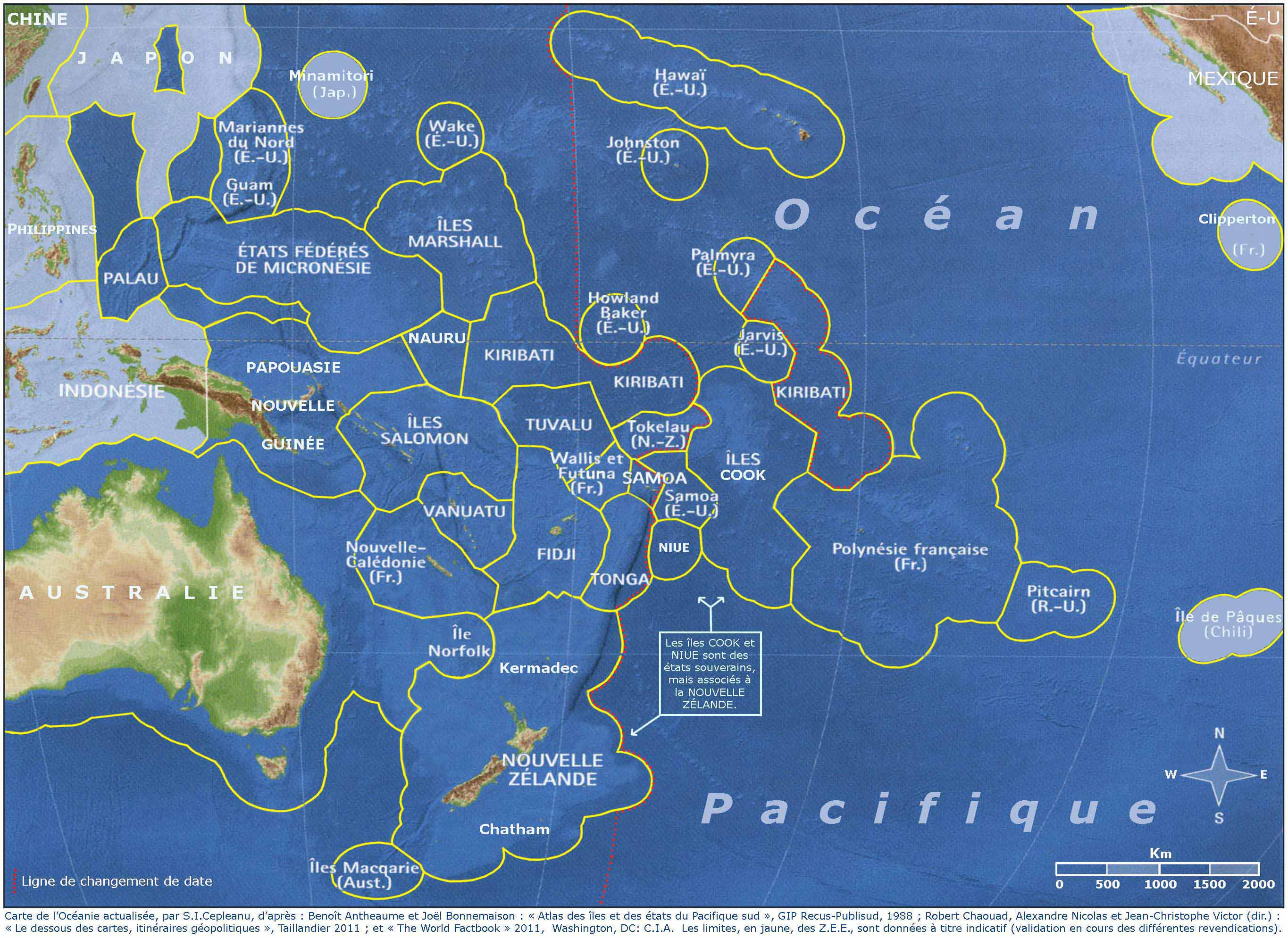
Positionnement de Tonga et Norfolk sur une carte de la Communauté du Pacifique

Il est fin décembre, et l'expédition subit son premier décès du scorbut. Lapérouse se pose des questions sur la longueur du voyage et les bornes qu'on ne peut passer.
Ils passent au large de l'île de Vavao, la plus considérable de l'archipel des Amis, mais les vents ne permettent pas de s'approcher. Ils continuent de longer les îles pour en faire les relevés jusqu'à la pointe de Van-Diemen et le banc des brisants. Les insulaires leur portent des bananes et des noix de coco en échange de morceaux de fer. M. Dagelet profite de cette pause pour vérifier la marche des précieuses horloges.
Le 13 janvier, ils passent au large de l'île de Norfolk, mais la barre créée par les écoulements de lave ne permet pas de débarquer ; l'île n'est habitée que par les oiseaux de mer : paille-en-queue à longue plume rouge, fous et goélettes. Dans la baie, on pêche des sardes. Puis ils font route en direction de Botany Bay pour s'approvisionner.

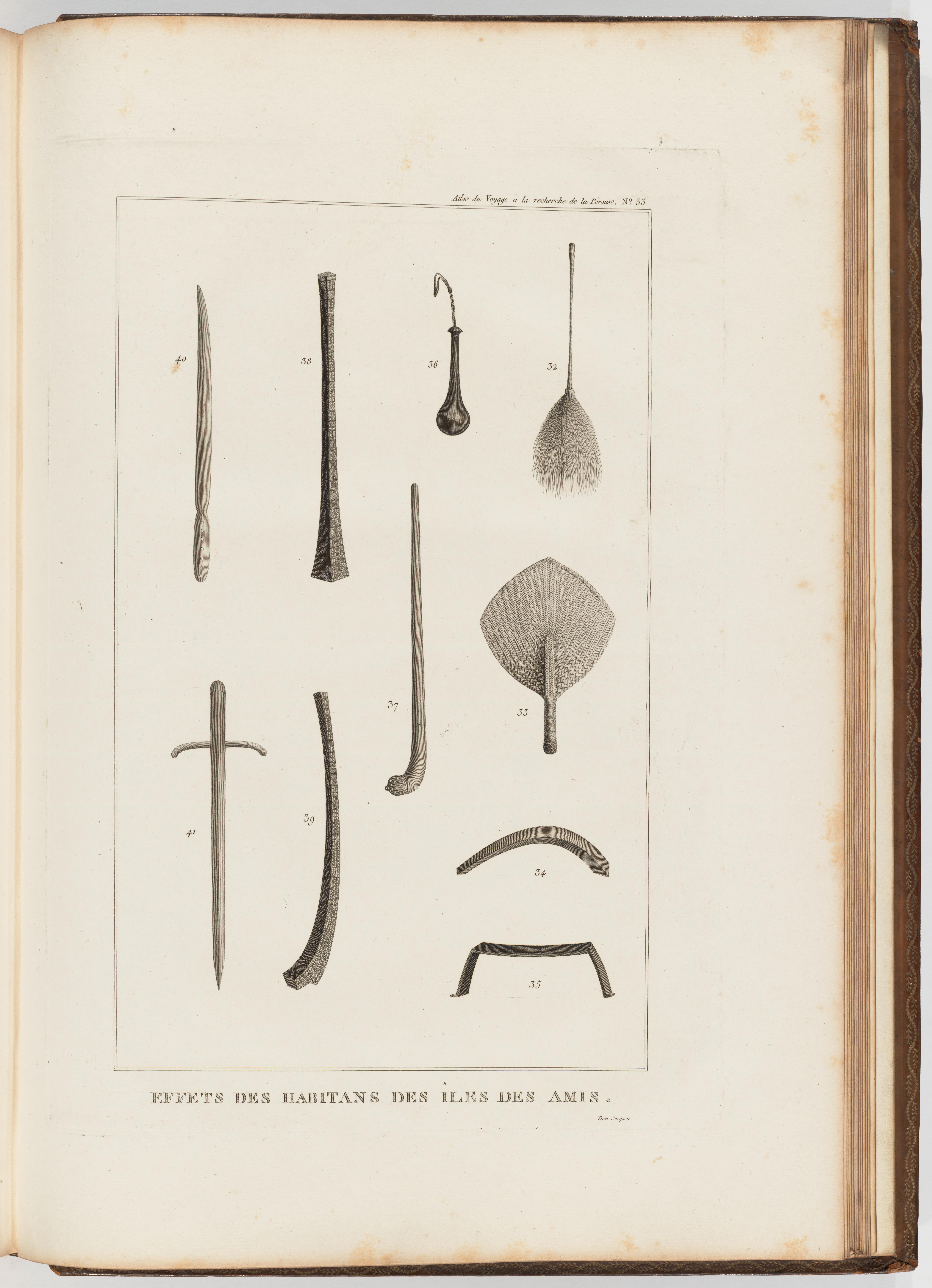
Effets des habitants des îles des Amis
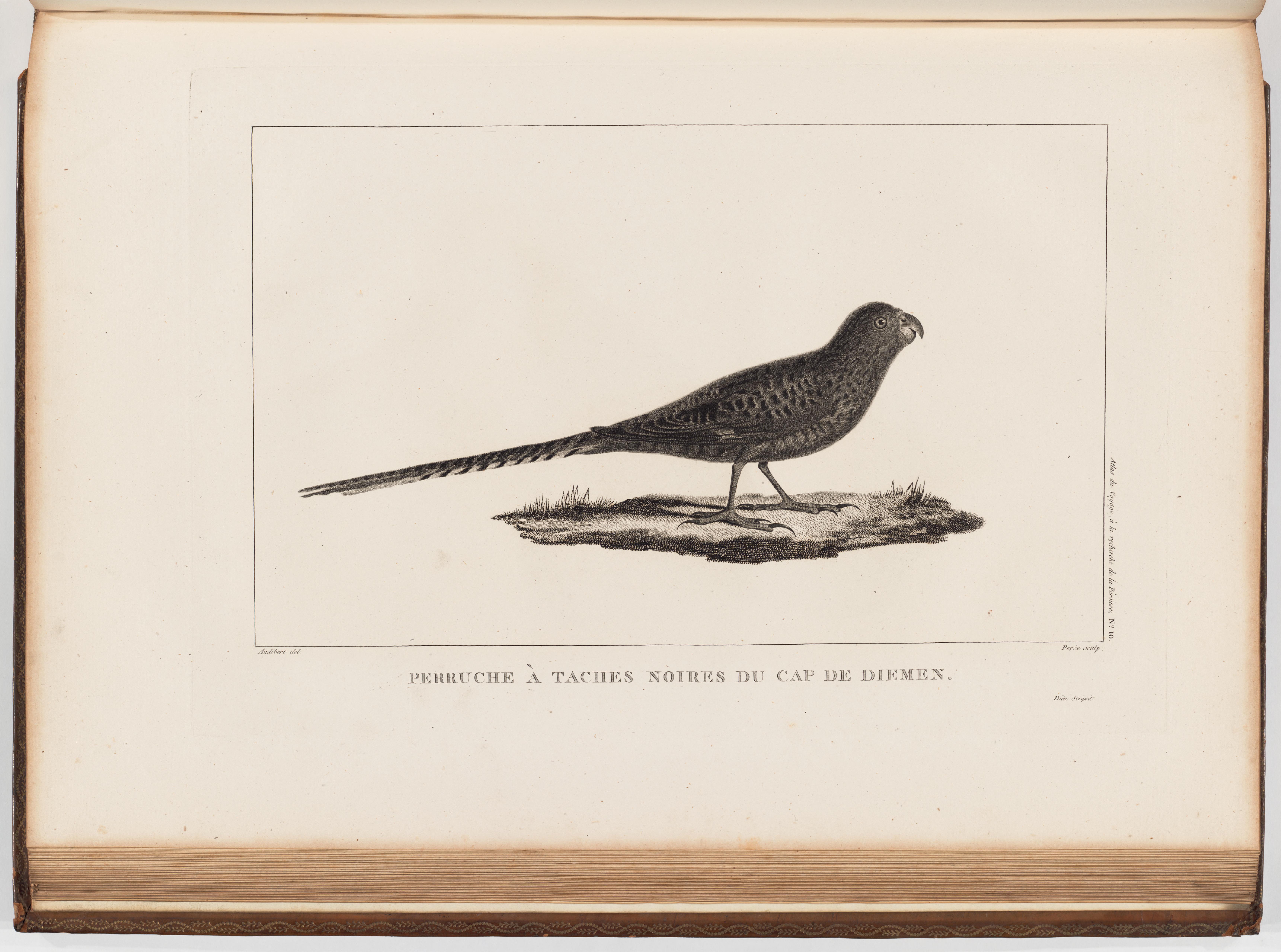
Perruche à tête noire
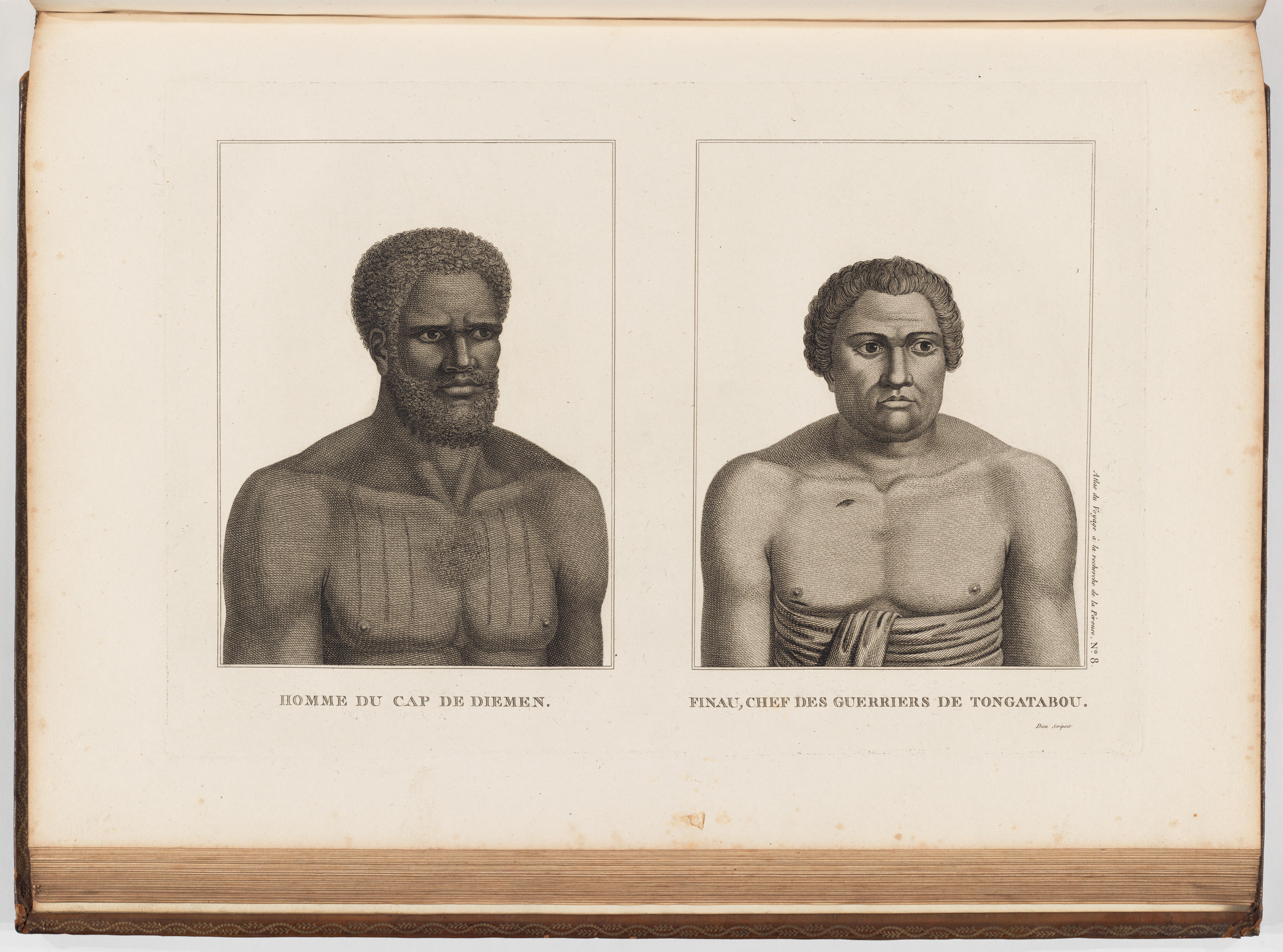
Indigènes
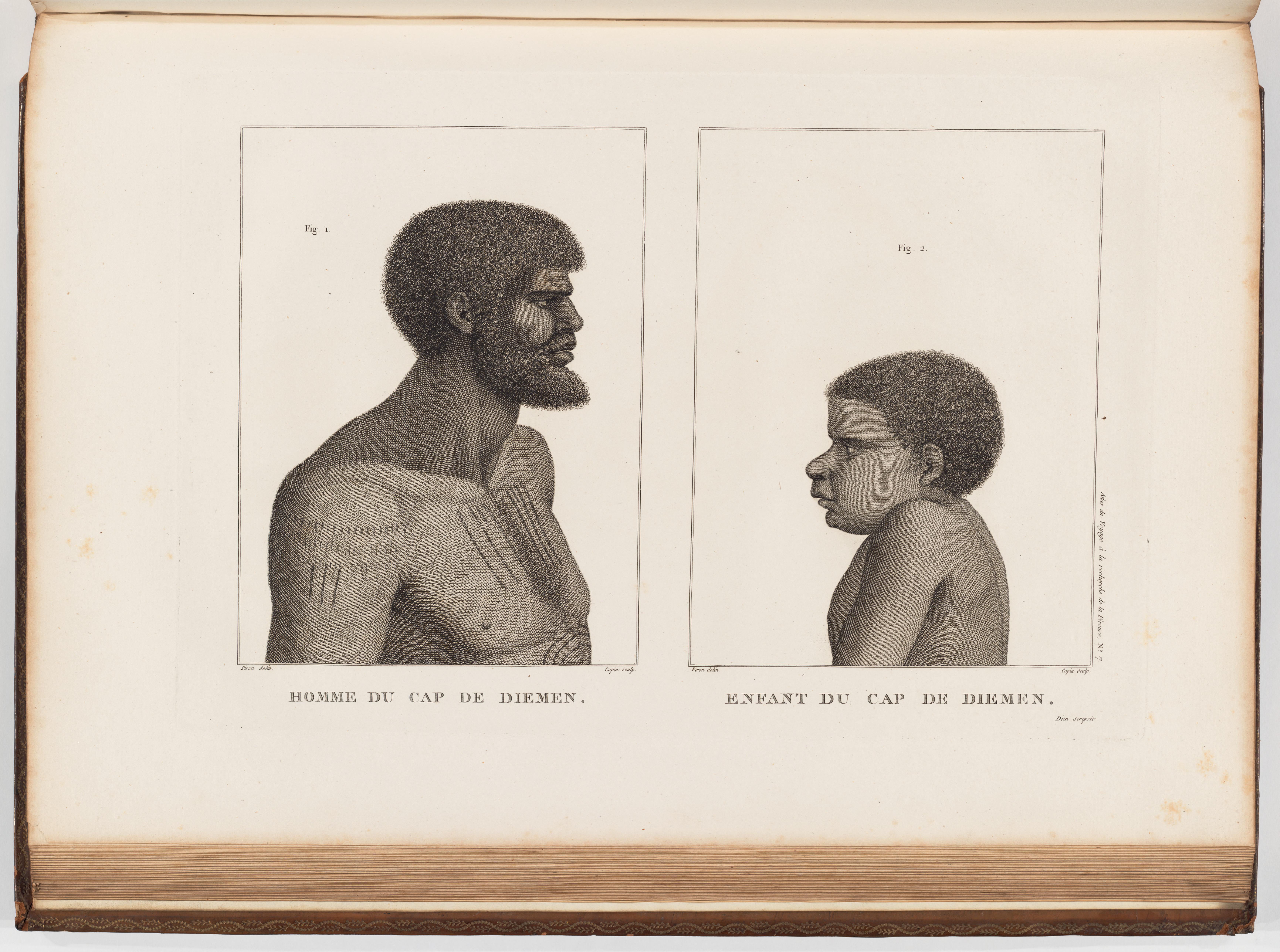
Indigènes

### Australie

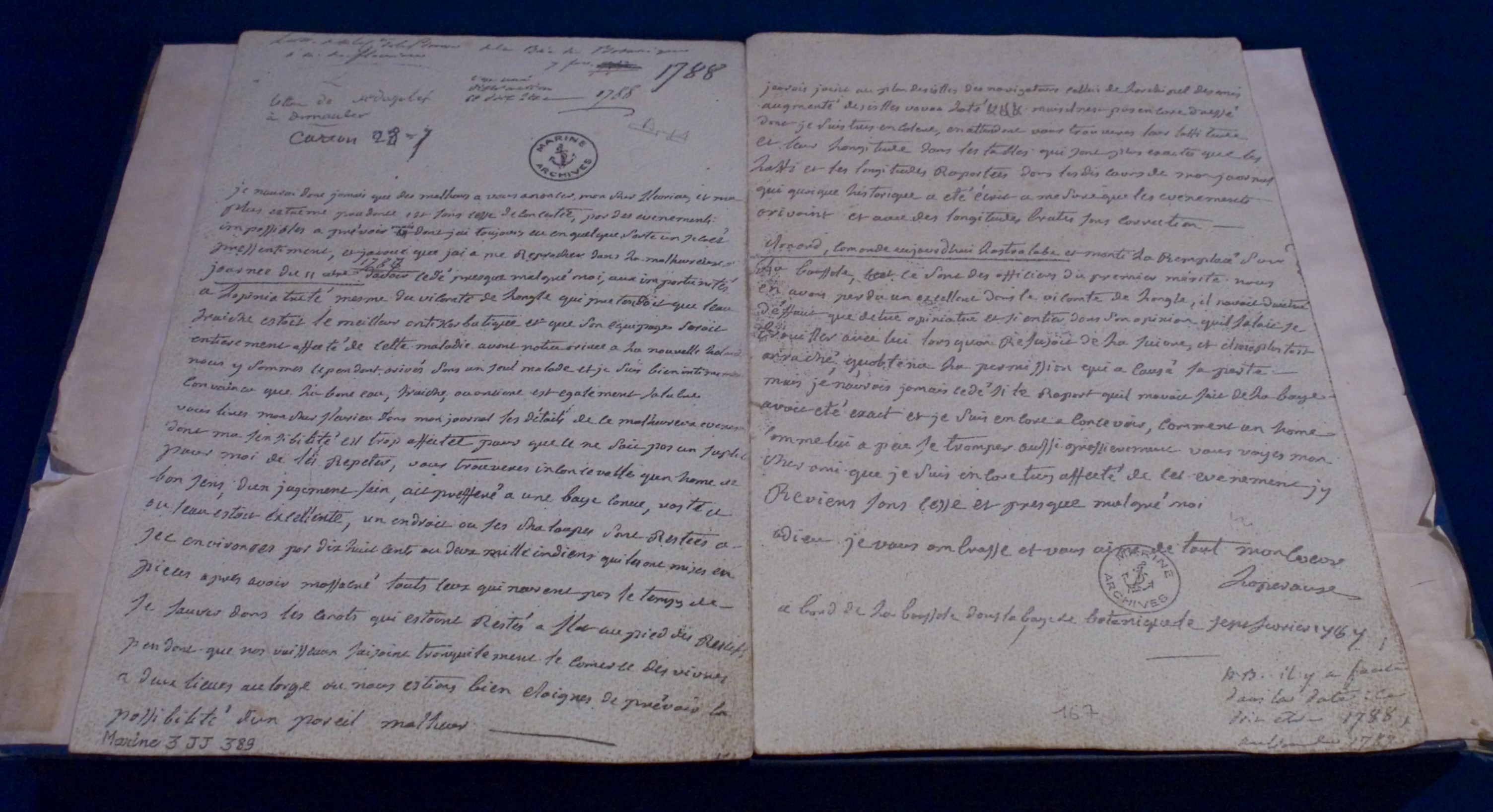
Dernière lettre de La Pérouse, écrite à Botany Bay.

Il navigue ensuite vers Botany Bay, qu'il atteint le 26 janvier 1788, juste au moment où le capitaine Arthur Phillip transfère la colonie à Port Jackson (Sydney). Les Britanniques le reçoivent avec courtoisie, mais ne peuvent lui fournir des vivres, car ils n'en ont pas de disponibles.
Il donne ses journaux et lettres afin qu'ils soient transmis en Europe et obtient du bois et de l'eau fraîche. Il repart à mi-mars.

Trajet emprunté par l'expédition de La Pérouse jusqu'à Botany Bay.

« Je remonterai aux îles des Amis, et je ferai absolument tout ce qui m'est enjoint par mes instructions relativement à la partie méridionale de la Nouvelle-Calédonie, à l'île Santa-Cruz de Mendana, à la côte sud de la terre des Arsacides de Surville, et à la terre de la Louisiade de Bougainville, en cherchant à connaître si cette dernière fait partie de la Nouvelle-Guinée, ou si elle en est séparée. Je passerai, à la fin de juillet 1788, entre la Nouvelle-Guinée et la Nouvelle-Hollande, par un autre canal que celui de l'Endeavour, si toutefois il en existe un. Je visiterai, pendant le mois de septembre et une partie d'octobre, le Golfe de Carpentarie et toute la côte occidentale de la Nouvelle-Hollande jusqu'à la terre de Diemen, mais de manière cependant qu'il me soit possible de remonter au nord assez tôt pour arriver au commencement de décembre 1788 à l'île de France. »

### Vanikoro

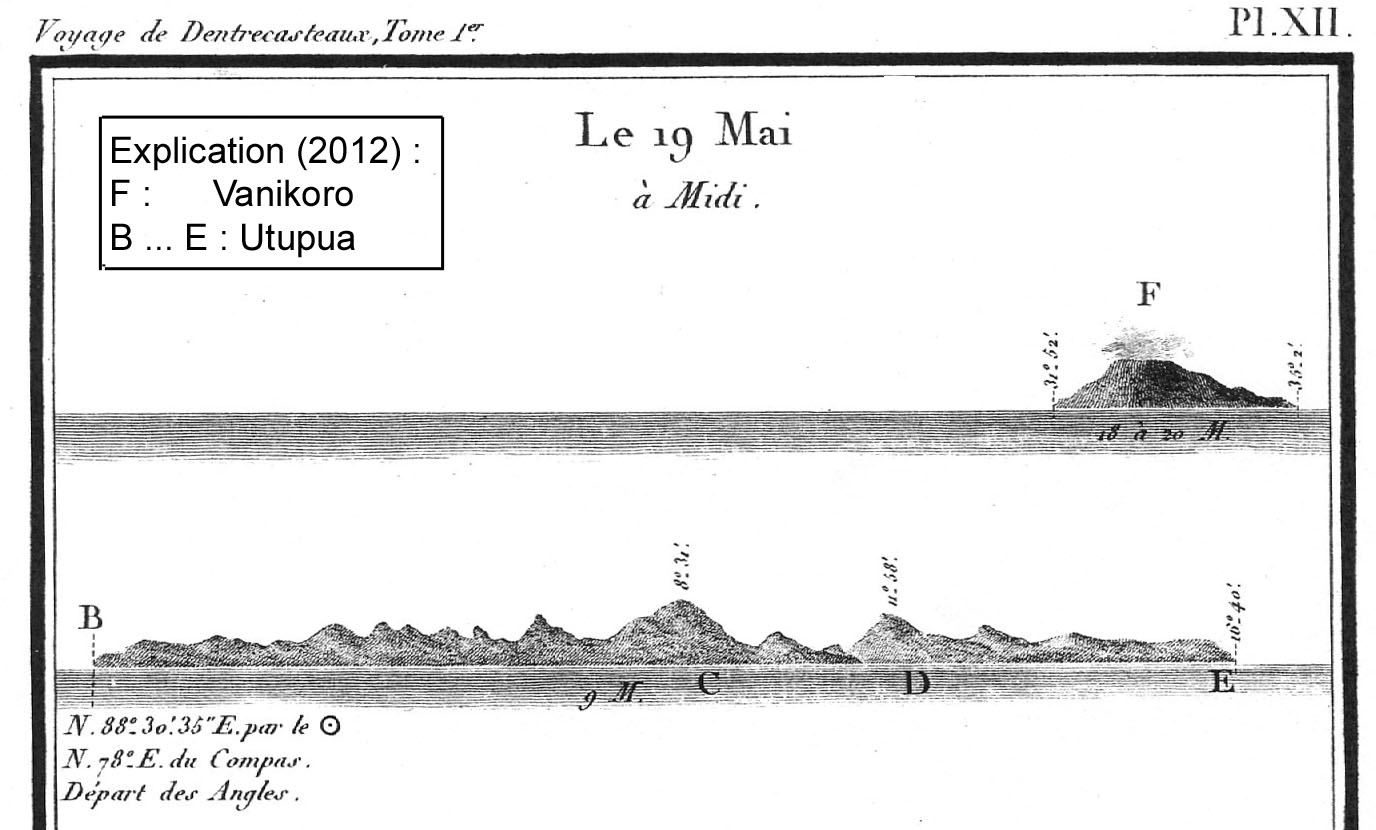
Vanikoro vue par l'expédition d'Entrecasteaux (1793)

Lapérouse appareille pour la Nouvelle-Calédonie (côte ouest), les îles Santa Cruz, les îles Salomon, les Louisiades et les côtes de l'ouest et du sud de l'Australie. Puis il disparaît avec ses hommes.

## Naufrage et épaves

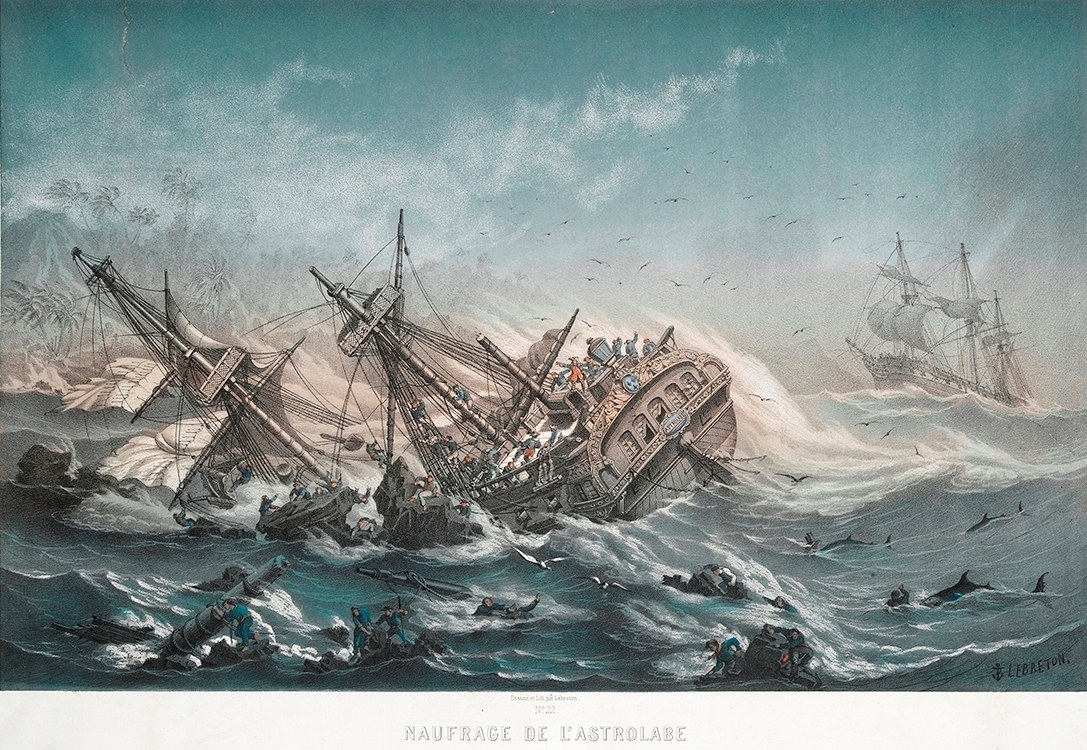
Le naufrage de lAstrolabe et de la Boussole sur les récifs de Vanikoro.

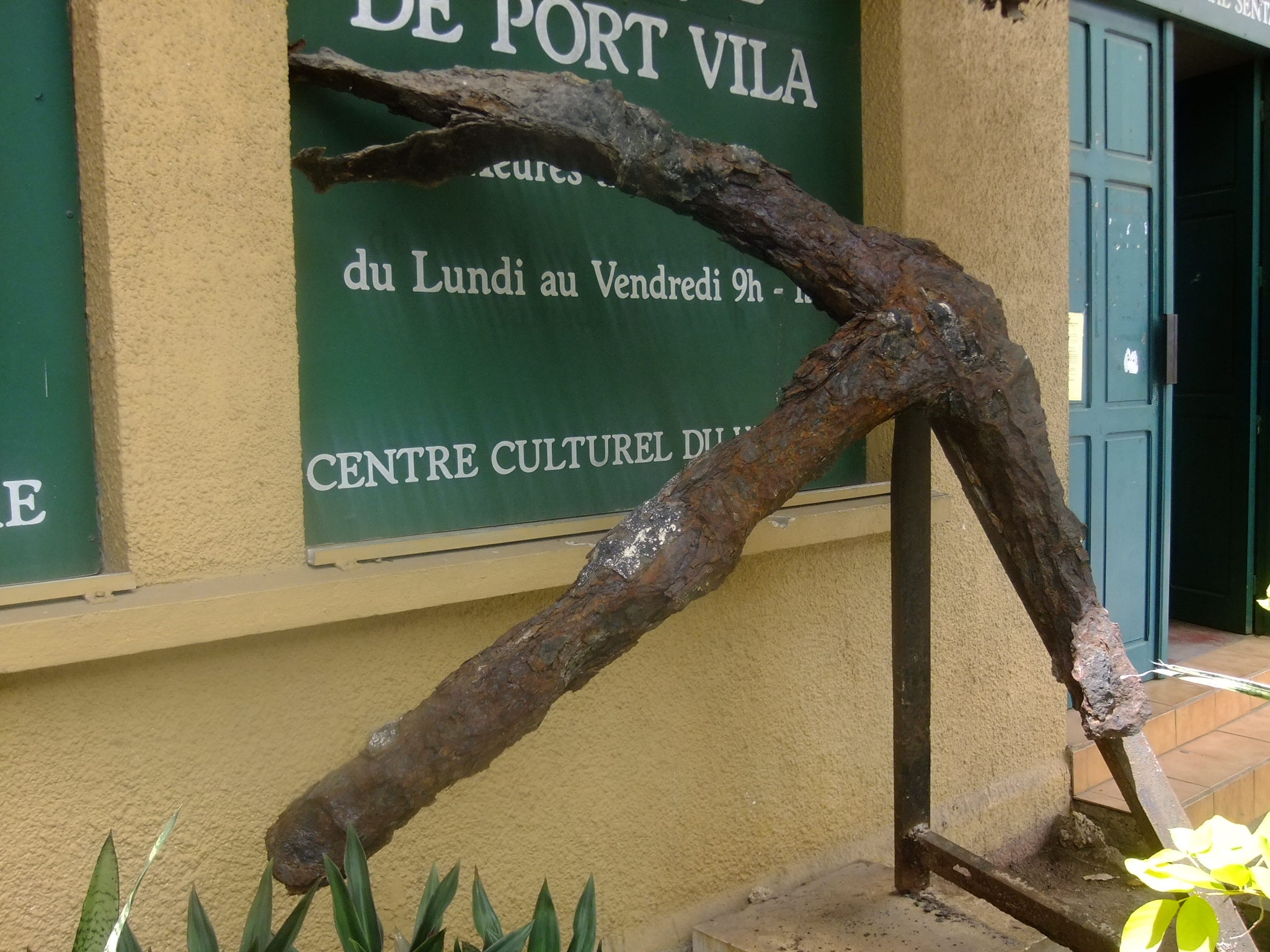
L'ancre de L'Astrolabe, exposée en ville de Port-Vila (Vanuatu).

Prises dans un cyclone, les frégates Astrolabe et Boussole se brisent aux alentours de l’archipel des Îles Santa Cruz au milieu de juin 1788.
Les épaves retrouvées au large de Vanikoro (îles Salomon) en 1827 par le capitaine Dillon, puis en 1964, ont été formellement identifiées en mai 2005 comme étant la Boussole et l'Astrolabe. Un sextant retrouvé dans l'une des épaves porte l'inscription « Mercier » sur une plaque en laiton ; or, la liste d'inventaire de la Boussole indiquait la présence d'un sextant confié par l'Académie royale de marine et fabriqué par le « sieur Mercier ». Des traces de campement ont été découvertes sur la côte sud-ouest de Banie, l'île principale de Vanikoro. Quant à la tradition orale autochtone, elle a conservé la mémoire de ce naufrage, ainsi que du séjour des marins français sur l'île.

## Publication du journal de Lapérouse

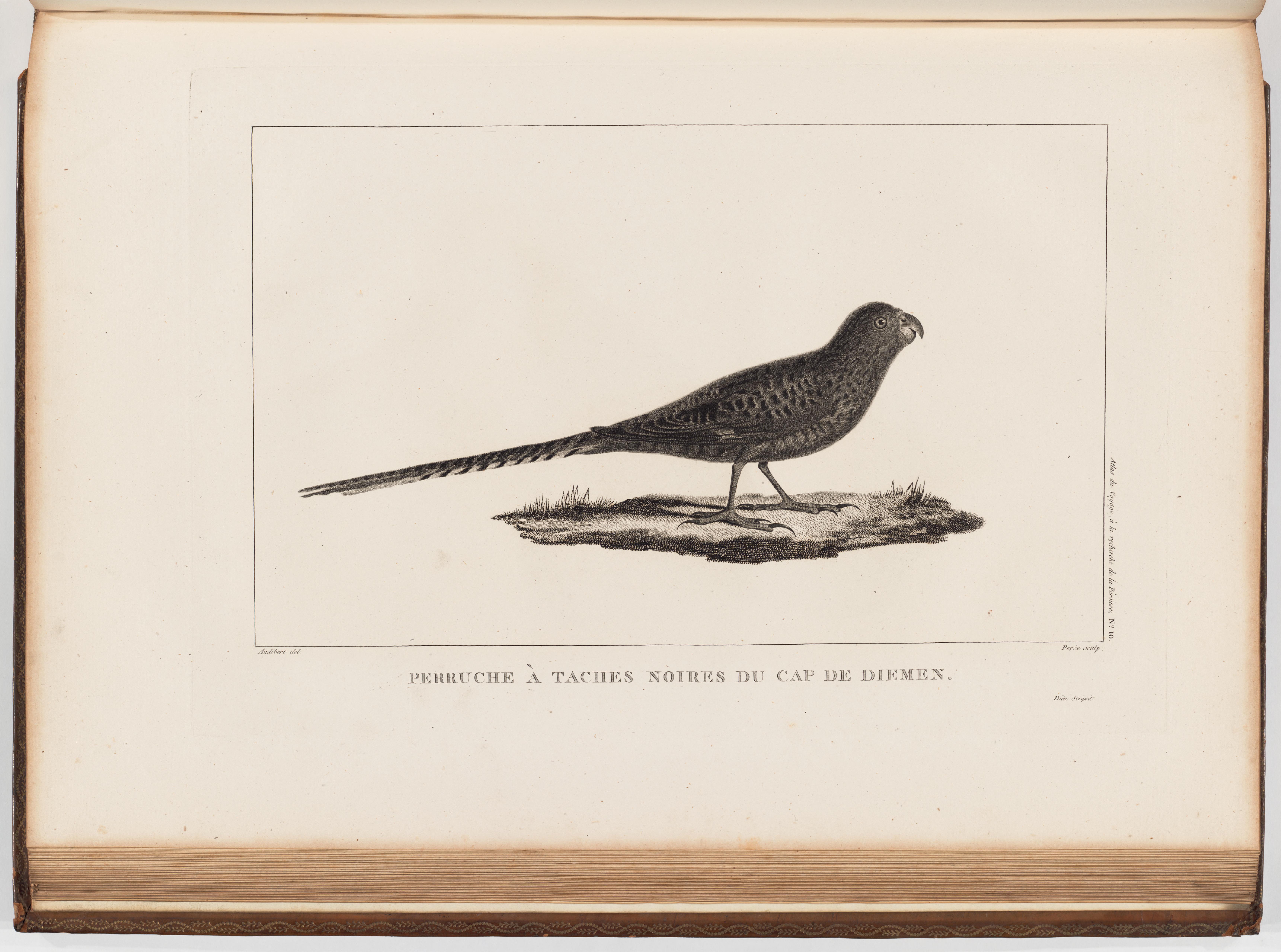
Perruche à taches noires
du Cap de Diemen

C'est Louis Marie de Milet de Mureau qui, au retour de la campagne de 1792 à l'armée des Alpes et à celle du Var, dont il a perdu le commandement à cause de son titre et de ses opinions modérées à l'Assemblée constituante, est chargé par le gouvernement de la rédaction du Voyage de La Pérouse conformément au décret du 22 avril 1791. Il rédige le journal en se conformant au vœu de Lapérouse : 

« si l’on imprime mon journal avant mon retour, que l’on se garde bien d’en confier la rédaction à un homme de lettres : ou il voudra sacrifier à une tournure de phrase agréable le mot propre qui lui paraîtra dur et barbare, celui que le marin et le savant préféreraient et chercheront en vain ; ou bien, mettant de côté tous les détails nautiques et astronomiques, et cherchant à faire un roman intéressant, il commettra, par le défaut de connaissances que son éducation ne lui aura pas permis d’acquérir des erreurs, qui deviendront funestes à mes successeurs : mais choisissez un rédacteur versé dans les sciences exactes, qui soit capable de calculer, de combiner mes données avec celles des autres navigateurs, de rectifier les erreurs qui ont pu m’échapper, de n’en point commettre d’autres. Ce rédacteur s’attachera au fond ; il ne supprimera rien d’essentiel ; il présentera les détails techniques avec le style âpre et rude, mais concis, d’un marin ; et il aura bien rempli sa tâche en me suppléant, et en publiant l’ouvrage tel que j’aurais voulu le faire moi-même. »

Il édite l'atlas sous forme de planches séparées : 

« Le nombre, la grandeur et la beauté des gravures et des cartes, m’ont déterminé à les réunir dans un atlas séparé, et d’un plus grand format. J’ai cru qu’un ouvrage national, exécuté avec autant de soins, méritait cette précaution conservatrice. Si elle n’est pas généralement goûtée, je répondrai que telle est la forme de la belle édition du troisième Voyage de Cook. »

 Il complète avec de nombreuses planches dessinées par les botanistes de l'expédition d'Entrecasteaux, de dessins d'oiseaux et d'indigènes du Cap de Diemen.

## Opérations de recherche

### L'expédition d'Entrecasteaux
Une expédition part à la recherche de La Pérouse en septembre 1791. Dirigée par Antoine Bruny d'Entrecasteaux, elle part de Brest le 28 septembre avec deux frégates Recherche et Espérance.

### Peter Dillon et d'Urville
En 1826-1827 le capitaine marchand Peter Dillon découvre les restes du naufrage à Vanikoro (groupe des Îles Santa Cruz), dans la partie la plus orientale de l'État moderne des Îles Salomon. Dillon apprend que, sur l'île de Vanikoro, « deux grands navires s'étaient échoués par une nuit de grande tempête : l'un aurait coulé, l'autre se serait échoué et les survivants auraient pu s'installer sur un point de Vanikoro, nommé Paiou. Cinq ou six mois après, une partie des survivants seraient repartis à bord d'un petit bateau fabriqué avec les débris du grand. L'autre partie resta à Vanikoro, se mêla aux affrontements des indigènes. Le dernier des survivants serait mort peu avant la venue de Peter Dillon ».
À la suite de rumeurs, Jules Dumont d'Urville se met également à la recherche des épaves ; il retrouve dans l'île de Tikopia « le Prussien Martin Bushart, le dernier survivant des équipages de la Pérouse ! » signalé par Dillon et met le cap sur Vanikoro où un indigène les conduit sur la ceinture de corail.
Dans les années qui suivent, deux autres explorateurs français passent par Vanikoro : Legoarant de Tromelin retrouve les ancres et les canons qui sont déposés, depuis 1884, au pied du monument dressé en l'honneur de La Pérouse par la ville d'Albi.

### Les années 1960
- Haroun Tazieff plonge sur la faille et apprend d’un indigène, Wevo, dont « le grand pada du grand padré » (le grand-père du grand-père) vivait à l’époque du naufrage, l’endroit où reposaient, sous un tumulus, les restes de marins français de l’expédition, ce qui conduisit à l’érection d’un nouveau monument.
- En juin 1962, un plongeur néo-zélandais fixé à Port Vila accompagne Pierre Anthonioz dans son expédition : Reece Discombe prospecte le récif de part et d'autre du gisement de l'Astrolabe et repère rapidement, par 15 mètres de fond, des formes d'ancres et de canons pris dans le corail.
- En février 1964, Reece Discombe revient sur les lieux et remonte des pierriers ainsi qu'une poulie de bronze.
- En mars, l'amiral de Brossard[16] de la Marine nationale, retrouve de nombreux objets dont une partie est exposée au musée d'Albi, y compris une cloche attribuée à la Boussole.

### Les recherches de l'association Salomon
L'Association Salomon, créée en 1981 par Alain Conan a mené huit campagnes de fouilles pour éclaircir les points suivants :
- Est-on sûr de l’identification de chacun des navires sur les deux sites du naufrage ?
- Peut-on élaborer des hypothèses sur les circonstances exactes du naufrage ?
- Y a-t-il eu des survivants ?
- Dans ce cas, où se situe leur campement à terre et que sont-ils devenus ?

## Postérité
Selon une anecdote apocryphe à l'authenticité invérifiable, Louis XVI, passionné par la marine et l'exploration des mers, peu avant de passer sur l’échafaud, en 1793, aurait demandé : « A-t-on des nouvelles de Monsieur de La Pérouse ? ». La disparition subite du navigateur et de son équipage était, en effet, à l'époque, l’objet de tous les fantasmes.
L'expédition et son sort sont cités dans le roman Vingt mille lieues sous les mers de Jules Verne.